# Capitoli de Le bizzarre avventure di JoJo

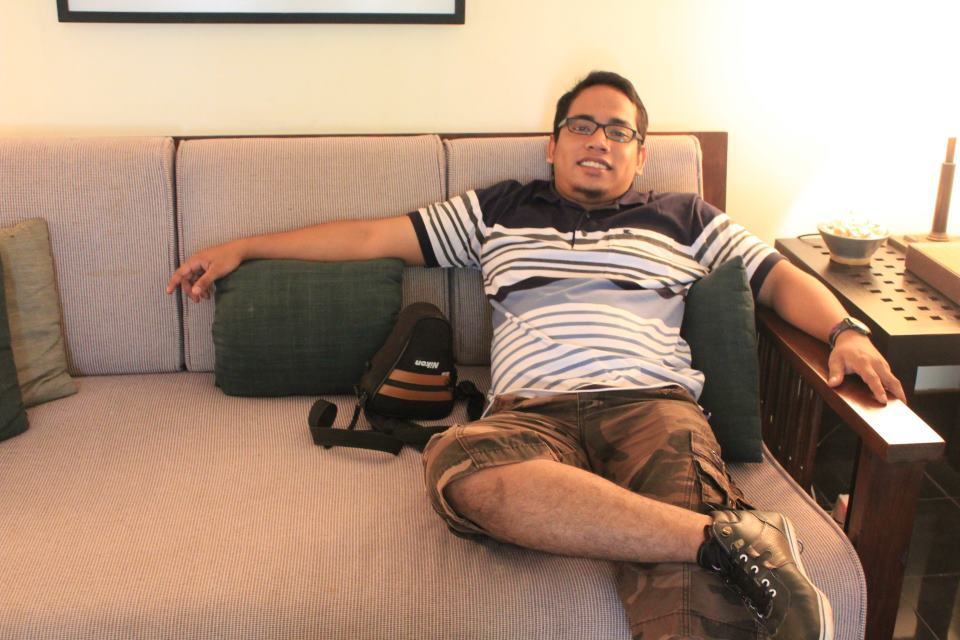
Copertina del primo volume dell'edizione italiana

Questa è la lista dei capitoli de Le bizzarre avventure di JoJo, manga scritto e illustrato da Hirohiko Araki. La storia è divisa in più parti, ambientate in varie epoche e con protagonisti diversi membri della famiglia Joestar. L'opera ha incominciato la sua serializzazione sulla rivista Weekly Shōnen Jump con la prima parte Phantom Blood nel numero combinato 1-2 del 1987, pubblicato il 2 dicembre 1986. Nel marzo 2005, durante la pubblicazione della settima parte Steel Ball Run, la serie si è spostata sulle pagine del mensile Ultra Jump. La nona parte The JoJoLands è pubblicata dal 17 febbraio 2023.
I capitoli sono raccolti e pubblicati in tankōbon dalla Shūeisha a partire dal 10 agosto 1987, arrivando a sessantatré volumi con la fine della quinta parte Vento Aureo. I diciassette volumi della sesta parte Stone Ocean sono i primi a riportare in copertina il nome della parte sotto al titolo generale Le bizzarre avventure di JoJo, oltre che a presentare una numerazione indipendente che parte da capo. Anche le tre parti successive presentano titoli propri e hanno riportato all'inizio la numerazione dei volumi.
In Italia il manga è stato pubblicato dalla casa editrice Star Comics dal novembre 1993 come prima serie all'interno della testata mensile Action, di cui ha costituito l'unico titolo fino al numero novantaquattro, l'ultimo della quinta parte, pubblicato nell'agosto 2001. La sesta è iniziata nel febbraio seguente, dopo una pausa di cinque mesi in cui hanno preso il posto della serie Baoh, Gorgeous Irene e Magical B.T., e analogamente all'edizione originale sfoggia il sottotitolo Stone Ocean in copertina. Dopo la sua conclusione nell'aprile 2004 sono state pubblicate nella medesima testata, alternandosi con altre serie, la settima e l'ottava parte, uscite rispettivamente dal marzo 2006 al febbraio 2012 e dall'aprile 2013 al luglio 2022. Mentre quest'ultime sono state pubblicate in italiano in un formato identico all'originale, le precedenti sono state raccolte in volumi più corti, sicché agli ottanta tankōbon delle prime sei parti corrispondono centoventuno volumi italiani. Inoltre, prima del numero settanta, coincidente con l'inizio della quinta parte, le tavole sono ribaltate in modo da conformarsi al senso di lettura occidentale.
Tra il 15 febbraio 2002 e il 18 gennaio 2018 Shūeisha ha ristampato in sessantasei volumi formato bunkoban le prime sette parti del manga, separandole tra loro e aggiungendo a ciascuna il proprio sottotitolo. Tale edizione è stata importata in Italia sempre da Star Comics tra il 21 ottobre 2009 e il 3 luglio 2019, con dialoghi rivisti e corretti.
| Indice Parte 1 Phantom Blood: 1 2 3 4 5 Parte 2 Battle Tendency: 5 6 7 8 9 10 11 12 Parte 3 Stardust Crusaders: 12 13 14 15 16 17 18 19 20 21 22 23 24 25 26 27 28 Parte 4 Diamond Is Unbreakable: 29 30 31 32 33 34 35 36 37 38 39 40 41 42 43 44 45 46 47 Parte 5 Vento Aureo: 47 48 49 50 51 52 53 54 55 56 57 58 59 60 61 62 63 Parte 6 Stone Ocean: 1 2 3 4 5 6 7 8 9 10 11 12 13 14 15 16 17 Parte 7 Steel Ball Run: 1 2 3 4 5 6 7 8 9 10 11 12 13 14 15 16 17 18 19 20 21 22 23 24 Parte 8 JoJolion: 1 2 3 4 5 6 7 8 9 10 11 12 13 14 15 16 17 18 19 20 21 22 23 24 25 26 27 Parte 9 The JoJoLands: 1 2 3 4 Capitoli non ancora in formato tankōbon Note |

## Parti 1-5
Le prime cinque parti (in ordine: Phantom Blood, Battle Tendency, Stardust Crusaders, Diamond Is Unbreakable e Vento Aureo) sono state serializzate su rivista e poi pubblicate a volumi in Giappone semplicemente sotto il titolo Le bizzarre avventure di JoJo. Similmente in Italia sono state pubblicate in un'unica serie recante il nome della saga, che però include anche la sesta parte.
| Nº Ja | N° It  | Titolo italiano Giapponese 「Kanji」 - Rōmaji | Data di prima pubblicazione          | Data di prima pubblicazione                        |
| Nº Ja | N° It  | Titolo italiano Giapponese 「Kanji」 - Rōmaji | Giapponese                           | Italiano                                           |
| 1     | 12     | Un nuovo amico Il potere della maschera 「侵略者ディオ」 - Shinryakusha Dio | 10 agosto 1987 ISBN 4-08-851126-3    | novembre 1993 dicembre 1993                        |
| 1     | 12     | Capitoli Parte 1 Phantom Blood - 1. Dio, l'invasore (侵略者ディオ?, Shinryakusha Dio) - 2. Un nuovo amico (新しき友人!?, Atarashiki yūjin!) - 3. Adorata Elena (愛しのエリナ?, Itoshi no Erina) - 4. Una battaglia da non perdere (負けられない戦い?, Makerarenai tatakai) - 5. Danny (炎のダニー?, Honō no Danī) - 6. Una lettera dal passato (過去からの手紙?, Kako kara no tegami) - 7. La promessa al padre (父への誓い?, Chichi e no chikai) - 8. La battaglia di Ogre Street (食屍鬼街の戦い?, Ōgā Sutorīto no tatakai) |                                      |                                                    |
| 1     | 12     | Trama Nell'Inghilterra dell'età vittoriana, il giovane Dio Brando viene adottato dalla famiglia Joestar dopo la morte del padre Dario. George Joestar I infatti crede che Dario gli abbia salvato la vita tempo prima, in seguito ad un incidente in cui era morta la moglie. Il giovane rampollo della casata, Jonathan Joestar, chiamato JoJo, si dimostra amichevole nei confronti di Dio, ma il ragazzo possiede una natura ambiziosa e perversa e fa di tutto per screditare il fratellastro e privare JoJo dei suoi affetti. Il suo scopo consiste infatti nell'isolare progressivamente JoJo e impadronirsi del casato dei Joestar. Dopo aver ucciso il cane di JoJo, Danny, ed allontanato da lui l'amata Erina Pendleton, Dio cerca di uccidere George con lo stesso veleno con cui anni prima aveva ucciso il padre; JoJo però intuisce le intenzioni del giovane e si reca a Londra per cercare un rimedio al veleno. Una volta lì fa la conoscenza con il ladro e avventuriero Robert E. O. Speedwagon, che si offre di aiutarlo. Dio medita allora di uccidere il rivale con la Maschera di Pietra, un portentoso artefatto di origine azteca in possesso dei Joestar. |                                      |                                                    |
| 2     | 23     | Il potere della maschera L'attacco dei morti viventi 「血の渇き!」 - Chi no kawaki! | 8 gennaio 1988 ISBN 4-08-851127-1    | dicembre 1993 gennaio 1994                         |
| 2     | 23     | Capitoli - 9. Il potere della maschera (仮面の人体実験?, Kamen no jintai jikken) - 10. Sete di sangue! (血の渇き?, Chi no kawaki) - 11. Esilio dall'umanità (人間を超越する?, Ningen o chōetsu suru) - 12. La coppia di anelli (一組の指輪?, Futatsu no ringu) - 13. Il mostro immortale (不死の怪物?, Fushi no kaibutsu) - 14. L'attacco dei morti viventi (生ける死者の襲撃?, Ribingu deddo no shūgeki) - 15. Fine della giovinezza (ディオとの青春に決着!?, Dio to no seishun ni ketchaku!) - 16. La dea della benevolenza (慈愛の女神像?, Jiai no megamizō) - 17. Un viso caro (懐かしき面影?, Natsukashiki omokage) |                                      |                                                    |
| 2     | 23     | Trama Dio prova la maschera su dei delinquenti, e scopre che questa può tramutare gli umani in vampiri. Dopo aver trovato un antidoto, Jonathan smaschera Dio e si prepara a consegnarlo alla polizia. Mentre JoJo cerca di ammanettarlo, Dio tenta di colpirlo e finisce per uccidere George e usare la maschera su di se, mentre viene ucciso da un colpo a fuoco. Poco dopo Dio torna in vita sotto forma di vampiro e uccide i poliziotti. Jonathan dà il palazzo alle fiamme e conduce Dio sul tetto, così Speedwagon può fuggire. Jonathan riesce infine a trafiggere Dio sulla statua dell'angelo custode della famiglia Joestar, poco prima che la villa crolli. Mentre Speedwagon porta Jonathan lontano dalle rovine, si scopre che Dio è sopravvissuto e brama vendetta contro Jonathan. Tre giorni dopo l'incidente, Jonathan si risveglia e trova Erina che lo cura in ospedale. |                                      |                                                    |
| 3     | 34     | L'attacco dei morti viventi I cavalieri delle tenebre 「暗黒の騎士達」 - Ankoku no kishi-tachi | 8 aprile 1988 ISBN 4-08-851128-X     | gennaio 1994 febbraio 1994                         |
| 3     | 34     | Capitoli - 18. Jack l'efferato e Zeppeli l'eccentrico (凶人ジャックと奇人ツェペリ?, Kyōjin Jakku to kijin Tseperi) - 19. Un'energia miracolosa (奇跡のエネルギー?, Kiseki no enerugī) - 20. Tragedia sull'oceano (洋上の惨劇?, Yōjō no sangeki) - 21. La città maledetta (呪われた町?, Norowareta machi) - 22. Il terrore dentro (恐怖を我が物とせよ?, Kyōfu o wagamono to seyo) - 23. I vichinghi e il vento del nord (北風とバイキング?, Kitakaze to baikingu) - 24. La trappola (罠への招待?, Wana e no shōtai) - 25. La maschera che gela il sangue (血も凍る仮面力?, Chi mo kōru kamen pawā) - 26. I cavalieri delle tenebre (暗黒の騎士達?, Ankoku no kishi-tachi) - 27. Vendicatori dal passato (過去からの復讐鬼?, Kako kara no fukushūki) |                                      |                                                    |
| 3     | 34     | Trama Jonathan incontra uno strano uomo chiamato Will A. Zeppeli, maestro di una tecnica nota come onde concentriche, in grado distruggere gli esseri creati dalla Maschera di Pietra, che gli rivela che Dio è ancora vivo, ed è il destino di Jonathan andare contro la Maschera di Pietra. Nel frattempo, Dio continua ad aggirarsi per Londra, reclutando gli uomini più vili che trova nel suo esercito di non-morti, tra cui Jack lo Squartatore. Mentre Zeppeli allena Jonathan per padroneggiare le onde concentriche, Speedwagon li informa delle persone che sono scomparse a Wind Knights Lot, così i tre vanno a indagare. Mentre passano attraverso un tunnel in città, vengono attaccati da Jack, e Zeppeli lotta con lui per dare l'unica lezione a Jonathan su come usare le onde concentriche. Arrivati a destinazione, il gruppo viene borseggiato da un giovane ragazzo chiamato Poko che Jonathan e Zeppeli riescono a catturare. Tuttavia, quando il sole tramonta, si trovano di fronte a Dio che aveva ipnotizzato Poko per attirare il gruppo al cimitero, dove sono attaccati dalla sua legione di zombie. Zeppeli prova a usare il suo attacco d'onda su Dio, ma lui contrattacca congelando le sue vene. Dopo aver congelato la mano di Jonathan, Dio chiama due potenti cavalieri zombie, Tarkus e Bruford, per finire il lavoro. |                                      |                                                    |
| 4     | 56     | La profezia del maestro Fire and Ice 「双首竜の間へ」 - Sōshuryū no Ma e | 10 giugno 1988 ISBN 4-08-851129-8    | marzo 1994 aprile 1994                             |
| 4     | 56     | Capitoli - 28. Gli eroi dei 77 anelli (77輝輪の勇者?, 77 Ringu no yūsha) - 29. La maledizione del cavaliere nero (黒騎士の呪縛?, Kurokishi no jubaku) - 30. Il riposo dell'eroe (英雄として眠る?, Eiyū toshite nemuru) - 31. Le spoglie dei cavalieri (騎士たちの遺跡?, Kishi-tachi no iseki) - 32. Il drago a due teste (双首竜の間?, Sōshuryū no ma) - 33. Il coraggio di domani (あしたの勇気?, Ashita no yūki) - 34. La profezia del maestro (老師の予言?, Rōshi no yogen) - 35. Concentra la tua rabbia (怒りをたたきこめ!?, Ikari o tatakikome!) - 36. Venuti da lontano (遥かな国からの3人?, Haruka na kuni kara no sannin) - 37. Doobie lo spettro (怪人ドゥービー?, Kaijin Dūbī) |                                      |                                                    |
| 4     | 56     | Trama Jonathan sconfigge Bruford, che riacquista la sua anima umana e lascia a Jonathan la sua spada prima di disintegrarsi completamente. Tarkus poi attacca spingendo Jonathan in un Chain Neck Deathmatch, in cui si deve decapitare l'altro per liberarsi. Rendendosi conto che Jonathan sarà ucciso se nessuno farà niente, Poko supera le sue paure ed entra attraverso una finestra, riuscendo a sbloccare la porta in modo che Zeppeli possa entrare. Zeppeli ricorda che il suo maestro Tompetty predisse dove avrebbe avuto luogo la sua morte. Sapendo questo, Zeppeli combatte contro Tarkus con l'intenzione di trovare un modo per liberare JoJo. Tuttavia, Tarkus attorciglia Zeppeli con una catena e strappa il suo corpo di due. Usando l'ultima delle sue forze, Zeppeli trasferisce la sua ultima onda concentrica a Jonathan, permettendogli di liberarsi dalle sue catene e di distruggere Tarkus. Dopo la battaglia, Zeppeli dice a Jonathan che ha accettato il suo destino e ha trasferito la sua volontà su di lui prima di morire. Jonathan e gli altri incontrano Tompetty, insieme ai suoi altri studenti, Dire e Straitso. Nel frattempo, si scopre che la sorella di Poko è stata rapita da Dio. Dio invia uno zombie chiamato Doobie ad attaccare la sorella di Poko dopo che lei ha rifiutato di unirsi alla sua legione. Fortunatamente, Jonathan e gli altri arrivano in tempo per salvarla. |                                      |                                                    |
| 5     | 67     | Fire and Ice Il nuovo JoJo 「最後の波紋!」 - Saigo no hamon! | 10 agosto 1988 ISBN 4-08-851130-1    | aprile 1994 maggio 1994                            |
| 5     | 67     | Capitoli - 38. Thunder Cross Split Attack (稲妻十字空烈刃?, Sandā Kurosu Supuritto Atakku) - 39. Lotta all'ultimo sangue (血戦!JoJo&Dio?, Kessen! JoJo to Dio) - 40. Fire & Ice (炎&氷!?, Faiyā Ando Aisu!) - 41. La fine del demone (悪鬼の最後!?, Akki no saigo!) - 42. Overture della tempesta (恐嵐への序曲?, Kyōran e no jokyoku) - 43. L'ultima onda concentrica (最後の波紋!?, Saigo no hamon!) - 44. Viaggio verso l'oblio (忘却の彼方へ?, Bōkyaku no kanata e) Parte 2 Battle Tendency - 45. Il nuovo JoJo (ニューヨークのジョジョ?, Nyū Yōku no JoJo) - 46. Joseph Joestar (生きた彫像?, Ikita chōzō) - 47. Una triste notizia (悲痛なしらせ?, Hitsū na shirase) |                                      |                                                    |
| 5     | 67     | Trama Dire decide di affrontare Dio e lancia un attacco, ma viene catturato dalla capacità di congelamento di Dio e viene fatto a pezzi, anche se con il suo ultimo respiro, riesce a sparare una rosa con le onde concentriche nell'occhio di Dio. Mentre Jonathan impara dal sacrificio come può danneggiare Dio usando la spada che ha ricevuto da Bruford, Tompetty e Straitso combattono il suo esercito non-morto. Jonathan riesce infine a superare le difese di Dio e a distruggere il suo corpo, ignaro che questi riesca a salvare la sua testa. Credendo di essersi liberato per sempre di Dio, Jonathan decide di sposare Erina, ma nel viaggio verso gli Stati Uniti viene attaccato dagli ultimi seguaci del nemico, che intende impadronirsi del suo corpo. Ferito mortalmente, usa le sue ultime energie per far esplodere la nave, nel tentativo di portare Dio con se. Erina, incinta del figlio di Jonathan, riesce a scappare portando con se una bambina. Nel 1938, 49 anni dopo la morte di Jonathan, Speedwagon, che è diventato un ricco magnate del petrolio, convoca Straitso in Messico, in quanto un equipaggio di spedizione ha scoperto una tomba riempita di Maschere di Pietra e un corpo pietrificato ritenuto l'essere che le ha create. Ma Straitso, rivelando di essere ossessionato dall'immortalità che aveva raggiunto Dio, uccide la squadra archeologica e usa il sangue di Speedwagon per attivare una Maschera di Pietra. Nel frattempo, a New York, il nipote di Jonathan, Joseph Joestar, usa le onde concentriche per salvare un giovane ladruncolo chiamato Smokey Brown da alcuni poliziotti corrotti, e si riunisce alla nonna Erina. Joseph, Erina e Smokey incontrano un conoscente della mafia di Speedwagon che li informa che Speedwagon è stato ucciso da Straitso. |                                      |                                                    |
| 6     | 789    | Il nuovo JoJo Inseguimento nel deserto La battaglia degli spaghetti 「JoJo Vs. 究極生物」 - JoJo tai kyūkyoku seibutsu | 7 ottobre 1988 ISBN 4-08-851062-3    | maggio 1994 giugno 1994 luglio 1994                |
| 6     | 789    | Capitoli - 48. L'ambizione di Straitso (ストレイツォの野望?, Sutoreitso no yabō) - 49. Il master del gioco (ゲームの達人?, Gēmu no tatsujin) - 50. Il mostro immortale (不死身の化け物?, Fujimi no bakemono) - 51. Straitso lo spietato (冷酷非情ストレイツォ?, Reikoku hijō Sutoreitso) - 52. Nazisti! (ナチスと〝柱の男〞?, Nachisu to "hashira no otoko") - 53. L'esperimento (〝柱の男〞蘇生実験?, "Hashira no otoko" sosei jikken) - 54. L'uomo del pilastro e l'uomo della maschera di pietra (〝柱の男〞対石仮面の男?, "Hashira no otoko" tai ishi kamen no okoto) - 55. Inseguimento nel deserto (砂漠の追尾者?, Sabaku no tsuibisha) - 56. La scomparsa di Santana (消えたサンタナ?, Kieta Santana) - 57. L'essere supremo (JoJo Vs. 究極生物?, Jojo tai kyūkyoku seibutsu) |                                      |                                                    |
| 6     | 789    | Trama Joseph affronta uno Straitso ringiovanito, che è venuto a uccidere il ragazzo ed Erina essendo gli ultimi a conoscere la Maschera di Pietra. Joseph riesce a sconfiggere Straitso, che prima di morire gli rivela che Speedwagon è ancora vivo. Nel frattempo, si scopre che Speedwagon è detenuto prigioniero in Messico, dove un ufficiale nazista di nome Rudolph von Stroheim lo interroga sull'uomo del pilastro, che hanno scavato dalla grotta e intende resuscitare. Joseph si mette in marcia verso il Messico, ignaro del fatto di essere seguito da uno strano assassino. Stroheim riesce a risvegliare l'uomo del pilastro sacrificando diversi prigionieri per inondare la camera con il loro sangue. Una volta che l'uomo si sveglia, Stroheim lo chiama Santana. Santana riesce a fuggire dalla sua cella torcendo il suo corpo attraverso le prese d'aria e lo affronta uccidendo gli uomini di Stroheim. Proprio allora, Joseph, che era riuscito a entrare nella base, si rivela e si leva in piedi contro Santana usando i suoi poteri delle onde concentriche. |                                      |                                                    |
| 7     | 910    | La battaglia degli spaghetti La bocca della verità 「エイジャの赤石」 - Eija no sekiseki | 6 dicembre 1988 ISBN 4-08-851063-1   | luglio 1994 agosto 1994                            |
| 7     | 910    | Capitoli - 58. Le onde concentriche (究極生物に波紋!?, Kyūkyoku seibutsu ni hamon!) - 59. La strategia perfetta (完璧なる作戦ッ!!?, Kanpeki naru sakusen!!) - 60. La determinazione di Von Stroheim (シュトロハイムの覚悟?, Shutorohaimu no kakugo) - 61. L'ultimo giorno (誇り高き男の最後!?, Hokori takaki otoko no saigo!) - 62. La battaglia degli spaghetti (スパゲッティーの戦い?, Supagettī no tatakai) - 63. Piccioni e ragazze (ハトと女の子?, Hato to onna no ko) - 64. La pietra rossa dell'Asia (エイジャの赤石?, Eija no sekiseki) - 65. La bocca della verità (真実の口にひそむ真実?, Shinjitsu no kuchi ni hisomu shinjitsu) - 66. Wamoo il guerriero supremo (究極戦士ワムウ?, Kyūkyoku senshi Wamū) - 67. Special Attack! JoJo Clackers! (必殺JoJoクラッカー?, Hissatsu JoJo Kurakkā) |                                      |                                                    |
| 7     | 910    | Trama Grazie al sacrificio di Stoheheim (che gli rivela che a Roma sono stati trovati altri tre uomini del pilastro) Joseph sconfigge Santana esponendolo alla luce del sole. Speedwagon porta Joseph a Roma per incontrare il nipote di Will A. Zeppeli, Ceasar, che è anche esperto nell'utilizzo delle onde concentriche. Caesar mette a punto con Joseph e Speedwagon un piano per andare a vedere dove si trovano gli uomini del pilastro, ma uno degli uomini del pilastro, Whamoo, si libera, uccidendo un gruppo di soldati tedeschi e risvegliando i suoi padroni, Kars e Acideecy. Dopo aver scoperto il sito, Whamoo distrugge la metà del corpo di Mark, amico di Caesar semplicemente passandondogli attraverso. Poiché Ceasar è costretto ad usare la sua onda concentrica per fermare pacificamente la sofferenza di Mark, promette vendetta contro gli uomini del pilastro. |                                      |                                                    |
| 8     | 101112 | La bocca della verità Lisa Lisa All'inseguimento della pietra rossa dell'Asia 「最終試練!」 - Saishū shiren! | 10 febbraio 1989 ISBN 4-08-851064-X  | agosto 1994 settembre 1994 ottobre 1994            |
| 8     | 101112 | Capitoli - 68. La battaglia della clessidra a sangue (〝血時計〟の闘い?, "Chidokei" no tatakai) - 69. Un vero eroe (ヒーローの資格?, Hīrō no shikaku) - 70. La maledizione delle fedi (死の結婚指輪?, Shi no uedingu ringu) - 71. Il maestro di Venezia (ヴェネチアの達人?, Venechia no tatsujin) - 72. La scalata infernale (波紋戦士の試練?, Hamon senshi no shiren) - 73. La potenza delle onde (一点集中波紋パワー?, Itten shūchū hamon pawā) - 74. Senza via di scampo (一か八かの賭け!?, Ichi ka bachi ka no kake!) - 75. Il potere di JoJo (波紋達人JoJo?, Hamon Masutā JoJo) - 76. La prova finale (最終試練!?, Saishū shiren!) - 77. Un addestramento spaccaossa (しごきの成果?, Shigoki no seika) |                                      |                                                    |
| 8     | 101112 | Trama Caesar e Joseph ingaggiano uno scontro con gli uomini del pilastro, venendo facilmente sconfitti. Colpiti dalle parole di Joseph, Acideedcy e Whamoo impiantano nel suo corpo due anelli avvelenati alla gola e al cuore del ragazzo che per non morire dovrà sconfiggere entrambi e bere l'antidoto che portano con sé prima che il veleno entri in circolo, entro un mese. Kars, però, rifiuta il gioco e gli uomini del pilastro partono alla ricerca della Pietra Rossa dell'Asia. Volendo insegnare a Joseph a controllare i suoi poteri sulle onde concentriche, Ceasar lo porta a Venezia per incontrare il suo insegnante, Lisa Lisa. Lisa Lisa ordina a Joseph di indossare una maschera che limita il suo respiro per tutta la durata dell'allenamento in modo da poter focalizzare meglio le sue onde concentriche. Per iniziare il suo allenamento, Lisa Lisa getta Ceasar e Joseph in vasca piena d'olio con al centro un pilastro alto 24 metri, anch'esso ricoperto d'olio, che possono salire solo usando le once concentriche o altrimenti moriranno di fame ai piedi del pilastro. Osservando gli sforzi di Cesar, Joseph impara a salire concentrando l'energia delle onde nelle sue dita. |                                      |                                                    |
| 9     | 1213   | All'inseguimento della pietra rossa dell'Asia Saint Moritz 「死の崖へつっ走れ」 - Shi no gake e tsuppashire | 10 aprile 1989 ISBN 4-08-851065-8    | ottobre 1994 novembre 1994                         |
| 9     | 1213   | Capitoli - 78. Il comportamento di Acideecy (エシディシの不気味?, Eshidishi no bukimi) - 79. Una trappola insidiosa (深く罠をはれ!?, Fukaku wana o hare!) - 80. Una vittoria scontata (決定されていた勝利?, Kettei sarete ita shōri) - 81. L'apparizione del mostro (忍び寄る魔!?, Shinobiyoru ma!) - 82. Un ospite indesiderato (奪われた肉体?, Ubawareta nikutai) - 83. All'inseguimento della pietra rossa (スイスに赤石を追え?, Suisu ni sekiseki o oe) - 84. Il nazista misterioso (謎のナチス軍人?, Nazo no nachisu gunjin) - 85. La tecnica della luce (カーズ"光の流法"?, Kāzu "hikari no mōdo") - 86. Lo strapiombo della morte (死の崖へつっ走れ?, Shi no gake e tsuppashire) |                                      |                                                    |
| 9     | 1213   | Trama Prima della scadenza di tale termine, tuttavia, i nemici passano all'attacco. Acideecy raggiunge infatti l'isola in cui Joseph e Caesar si stanno allenando e uccide Loggins, uno dei maestri che aiutavano Lisa Lisa nell'addestramento dei due ragazzi. L'Uomo del Pilastro ha infatti scoperto che è Lisa Lisa a custodire la Pietra Rossa dell'Asia. JoJo è quindi costretto ad affrontarlo e riesce a sconfiggerlo, bevendo anche la sua dose di antidoto. Acideecy non è però morto, e con le sue ultime forze prende il controllo del corpo di Suzie Q, domestica di Lisa Lisa, che usa per inviare la Pietra Rossa a Kars. JoJo e Caesar unendo le forze riescono a sconfiggerlo definitivamente salvando anche la ragazza (che si innamora di Joseph) e insieme a Lisa Lisa si gettano all'inseguimento della preziosa Pietra. I tre si dirigono quindi in Svizzera, dove hanno scoperto essere diretto il pacchetto contenente la pietra. Qui JoJo ritrova il maggiore Stroheim, che credeva morto in seguito allo scontro con Santana, trasformato in una specie di cyborg, e non senza qualche riserva uniscono le loro forze per fermare Kars e Whamoo. |                                      |                                                    |
| 10    | 1314   | Saint Moritz L'ultima onda 「鮮赤のシャボン」 - Senseki no shabon | 9 giugno 1989 ISBN 4-08-851066-6     | novembre 1994 dicembre 1994                        |
| 10    | 1314   | Capitoli - 87. Duello in volo (死闘175m?, Shitō 175 Mētoru) - 88. La rabbia di Caesar (シーザー過去からの怒り?, Shīzā kako kara no ikari) - 89. La solitudine giovanile di Caesar (シーザー孤独の青春?, Shīzā kodoku no seishun) - 90. Il fantasma (鬼気!幻の男?, Kiki! Maboroshi no otoko) - 91. La luce e il vento (光と風の激突!!?, Hikari to kaze no gekitotsu!!) - 92. Una bolla scarlatta (鮮赤のシャボン?, Senseki no shabon) - 93. L'ultima onda (シーザー最後の波紋?, Shīzā saigo no hamon) - 94. Danza di seta (絹の舞いリサリサ?, Shiruku no mai Risa Risa) - 95. Due contro cento (100対2のかけひき?, Hyaku tai ni no kakehiki) |                                      |                                                    |
| 10    | 1314   | Trama Dopo un primo veloce scontro con Kars, Joseph riesce a rientrare in possesso della Pietra Rossa, e scopre il nascondiglio dei nemici: un vecchio castello abbandonato. Caesar, avventatamente, si addentra da solo nel covo, dove si scontra violentemente con Whamoo. Il giovane guerriero ha la peggio, ma prima di morire riesce a strappare l'antidoto all'avversario e a farlo arrivare a Joseph, che però giura di non berlo finché non avrà vendicato l'amico. Arrivano prima di Whamoo, dove anche Kars li aspetta, insieme a un centinaio di vampiri. |                                      |                                                    |
| 11    | 1415   | L'ultima onda Corsa mortale 「風にかえる戦士」 - Kaze ni kaeru senshi | 10 agosto 1989 ISBN 4-08-851067-4    | dicembre 1994 gennaio 1995                         |
| 11    | 1415   | Capitoli - 96. Lo sperone dello scheletro (骸骨の踵石?, Gaikotsu no kakato ishi) - 97. L'antico duello (荒ぶる古の戦?, Araburu inishie no ikusa) - 98. Chiaro di luna (月光のスタート!?, Gekō no sutāto!) - 99. La colonna e il martello (柱とハンマー!?, Hashira to hanmā!) - 100. Furbo come un gatto (天才的イカサマ師?, Tensaiteki ikasama shi) - 101. Un vero guerriero (真の格闘者?, Shin no kakutōsha) - 102. Colpo a effetto (対象点上を撃て!?, Taishō tenjō o ute!) - 103. Uragano di tenebra (風の最終流法?, Kaze no fainaru mōdo) - 104. Il guerriero nel vento (風に帰る戦士?, Kaze ni kaeru senshi) |                                      |                                                    |
| 11    | 1415   | Trama Lisa Lisa riesce a trattenere il loro attacco con un bluff dicendo che se sia lei e JoJo saranno uccisi, una bomba a orologeria distruggerà la Pietra Rossa d'Asia. Così, propone che Joseph combatta contro Whamoo, mentre Lisa Lisa combatterà Kars. JoJo e Whamoo si sfidano quindi in una spettacolare e violentissima corsa delle bighe, che ha in palio la pietra rossa, mentre Lisa Lisa affronta in duello Kars. Grazie alla sua astuzia, Joseph vince e abbatte Whamoo (il quale aveva maturato nei confronti suoi e di Caesar un profondo rispetto) riuscendo a bere l'antidoto dal suo anello e permettendo cosi a Whamoo di morire senza rimpianti, ma Lisa Lisa è colpita a tradimento da Kars, che le sottrae la Pietra Rossa. |                                      |                                                    |
| 12    | 1617   | Legami di sangue Jotaro Kujo 「超生物の誕生!」 - Chō seibutsu no tanjō! | 9 ottobre 1989 ISBN 4-08-851068-2    | febbraio 1995 marzo 1995                           |
| 12    | 1617   | Capitoli - 105. Il tempio sacrificale (悪逆!生贄の神殿?, Akugyaku! Ikenie no shinden) - 106. Legami di sangue (リサリサ、JOJOを結ぶ絆?, Risa Risa, JoJo o musubu kizuna) - 107. L'ultima onda (JOJO 最期の波紋?, JoJo saigo no hamon) - 108. George Joestar (ジョージ·ジョースターの悲劇?, Jōji Jōsutā no higeki) - 109. L'essere supremo (超生物の誕生!?, Chō seibutsu no tanjō!) - 110. Atto finale (JOJO 最後の賭け!?, JoJo saigo no kake!) - 111. Essere un dio (神となった男!!?, Kami to natta otoko!!) - 112. Il potere della pietra rossa (驚異の赤石パワー?, Kyōi no sekiseki pawā) - 113. Il ritorno (帰ってきた男?, Kaettekita otoko) Parte 3 Stardust Crusaders - 114. Posseduto! (悪霊にとりつかれた男?, Akuryō ni toritsukareta otoko) |                                      |                                                    |
| 12    | 1617   | Trama Mentre JoJo cerca disperatamente di trarre in salvo la maestra, che ancora ignora essere sua madre, Kars indossa la Maschera di Pietra resa completa dalla Pietra Rossa, e diventa l'essere perfetto. Joseph afferra la pietra e scappa con Kars che vola dopo di lui mentre prende uno degli aerei tedeschi per attirare Kars lontano dagli altri mentre pensa a un piano. Joseph teorizza che possa essere in grado di distruggere Kars utilizzando la lava, così si porta vicino a un'isola vulcanica. Dopo un lungo e rocambolesco inseguimento aereo, lo scontro finale, durante il quale Joseph perde una mano, ha luogo sull'isola di Vulcano, dove JoJo riesce infine a sconfiggere Kars, sfruttando l'energia liberata da un'eruzione per spedirlo letteralmente nello spazio, dove congelerà trasformandosi in un meteorite. Creduto da tutti morto, Joseph si ripresenta agli amici proprio durante il suo funerale, rivelando di essersi nel frattempo sposato con Suzie Q. Nel 1989 Joseph, chiamato da sua figlia Holly, si reca da suo nipote, Jotaro Kujo, che ha deciso di rimanere in prigione pensando di essere posseduto da uno spirito demoniaco. |                                      |                                                    |
| 13    | 1718   | Jotaro Kujo I guerrieri dello stand 「DIOの呪縛」 - Dio no jubaku | 5 dicembre 1989 ISBN 4-08-851069-0   | marzo 1995 aprile 1995                             |
| 13    | 1718   | Capitoli - 115. Il mago delle fiamme (炎の魔術師?, Honō no majutsushi) - 116. Uno stand in me (悪霊 その正体!?, Akuryō sono shōtai!) - 117. Il marchio dei Joestar (星のアザをもつ男?, Hoshi no aza o motsu otoko) - 118. L'orrido invasore (戦慄の侵入者?, Senritsu no shinnyūsha) - 119. Giudice e giuria (裁くのは誰だ!??, Sabaku no wa dare da!?) - 120. Il maleficio di Dio (DIOの呪縛?, DIO no jubaku) - 121. I guerrieri dello stand (幽波紋の戦士たち?, Sutando no senshitachi) - 122. Ghost in the machine (機中にひそむ魔?, Kichū ni hisomu ma) - 123. Il mortale coleottero (奇虫襲撃!?, Kichū shūgeki!) |                                      |                                                    |
| 13    | 1718   | Trama Con l'aiuto del suo compagno, l'indovino egiziano Mohammed Abdul, Joseph convince il nipote a uscire dalla prigione, spiegandogli che possiede un potere invisibile a chi non ha lo stesso tipo di potere, chiamato stand e lo convince ad aiutarlo in un'impresa pericolosa: affrontare il ritorno di Dio Brando, che si è impossessato del corpo del nonno di Joseph, Jonathan, per rimpiazzare il proprio corpo, distrutto dallo stesso Jonathan. A scuola, Jotaro viene attaccato da Noriaki Kakyoin, un portatore di stand al servizio di Dio, riuscendo a sconfiggerlo. Jotaro porta Kakyoin da Joseph e Abdul, che spiegano che il ragazzo è stato costretto a diventare un servitore di Dio a causa di un grumo impiantato sulla sua fronte, che viene estratto da Jotaro. Il giorno seguente Abdul scopre che Holly ha sviluppato uno stand che la consuma lentamente lasciandole solo cinquanta giorni di vita. Dopo aver scoperto da Joseph che l'unico modo per togliere la maledizione e salvare Holly è uccidere Dio, Jotaro usa il suo stand per analizzare le foto che il nonno ha scattato a Dio, riuscendo a scorgere una mosca e a riprodurla in dettaglio. Abdul scopre quindi che l'insetto appartiene ad una specie particolare che si trova solo in Egitto, dove deve trovarsi anche Dio. Kakyoin conferma la loro ipotesi, spiegando di aver incontrato Dio durante una vacanza in Egitto, e decide di unirsi al gruppo. Il gruppo si imbarca quindi su un aereo per l'Egitto, ma a bordo del velivolo Joseph capta la presenza di Dio e ne conclude che un portatore di stand debba essere a bordo. |                                      |                                                    |
| 14    | 1920   | Il carro d'argento Devo il maledetto 「無人船と猿」 - Mujinsen to saru | 9 febbraio 1990 ISBN 4-08-851070-4   | maggio 1995 giugno 1995                            |
| 14    | 1920   | Capitoli - 124–126. Il carro d'argento (Parti 1–3) (銀の戦車 その①〜③?, Shirubā Chariottsu sono 1–3) - 127–129. La luna blu scuro (Parti 1–3) (暗青の月 その①〜③?, Dāku Burū Mūn sono 1–3) - 130. La forza (1ª parte) (力 その①?, Sutorengusu sono 1) - 131–132. La forza (Parti 2–3) (力 その②〜③?, Sutorengusu sono 2–3) |                                      |                                                    |
| 14    | 1920   | Trama Kakyoin riesce a sconfiggere lo stand nemico Tower of Gray, che pero riesce a danneggiare l'aereo costringendolo ad un ammaraggio. Giunti ad Hong Kong, il gruppo si rende conto di dover trovare il modo di raggiungere la sua meta senza mettere a repentaglio vite innocenti. Più tardi, mentre pasteggiano in un ristorante, i tre sono avvicinati da un turista francese chiamato Jean Pierre Polnareff che si presenta come un emissario di Dio e sfida Abdul in una lotta. Sconfitto da Abdul e liberato dal controllo di Dio, Polnareff si unisce al gruppo con lo scopo di trovare l'uomo che anni prima brutalizzo e uccise sua sorella, al servizio di Dio. Nel loro viaggio per mare verso Singapore, il gruppo viene attaccato dal capitano della nave che si rivela essere un seguace di Dio. Jotaro sconfigge l'avversario, ma nello stesso istante, tuttavia, delle cariche esplosive lasciate sulla nave dall'impostore esplodono e costringono il gruppo e la ciurma a lasciare l'imbarcazione a bordo di gommoni di emergenza. Proseguendo la loro rotta si imbattono in una grande nave da carico. La nave improvvisamente si anima a cattura il gruppo, ma Jotaro capisce che in realtà la nave è uno stand e libera gli altri sconfiggendo il portatore, un orango intelligente. |                                      |                                                    |
| 15    | 2021   | Devo il maledetto Per un pugno di stand 「銃は剣よりも強し」 - Jū wa ken yori mo tsuyoshi | 10 aprile 1990 ISBN 4-08-851215-4    | giugno 1995 luglio 1995                            |
| 15    | 2021   | Capitoli - 133–135. Il diavolo (Parti 1–3) (悪魔 その①〜③?, Debiru sono 1–3) - 136–137. Temperanza (Parti 1–2) (黄の節制 その①〜②?, Ierō Tenparansu sono 1–2) - 138–139. Temperanza (Parti 3–4) (黄の節制 その③〜④?, Ierō Tenparansu sono 3–4) - 140–142. L'imperatore e l'appeso (Parti 1–3) (皇帝と吊られた男 その①〜③?, Enperā to Hangudoman sono 1–3) |                                      |                                                    |
| 15    | 2021   | Trama A Singapore, Polnareff viene attaccato nella camera dell'hotel da un seguace di Dio noto come Devo il maledetto, portatore dello stand Ebony Devil, mentre Jotaro deve vedersela con Rubber Soul, che aveva preso le sembianze di Kakyoin grazie al suo stand Yellow Temperance. Il gruppo prosegue quindi in treno verso l'India. Giunto a Calcutta, il gruppo viene fronteggiato da Hol Horse, portatore di The Empereor e il suo partner J.Geil, portatore di The Hanged Man, nonché l'uomo che uccise la sorella di Polnareff. Questi si lancia all'attacco imprudentemente e viene salvato da Abdul, che viene apparentemente ucciso. |                                      |                                                    |
| 16    | 212223 | Per un pugno di stand L'imperatrice Nebbia 「戦いの年季!」 - Tatakai no nenki! | 8 giugno 1990 ISBN 4-08-851216-2     | luglio 1995 agosto 1995 settembre 1995             |
| 16    | 212223 | Capitoli - 143–144. L'imperatore e l'appeso (Parti 4–5) (皇帝と吊られた男 その④〜⑤?, Enperā to Hangudoman sono 4–5) - 145. L'imperatore e l'appeso (6ª parte) (皇帝と吊られた男 その⑥?, Enperā to Hangudoman sono 6) - 146–149. L'imperatrice (Parti 1–4) (女帝 その①〜④?, Enpuresu sono 1–4) - 150–151. La ruota della fortuna (Parti 1–2) (運命の車輪 その①〜②?, Howīru obu Fōchun sono 1–2) - 152. La ruota della fortuna (3ª parte) (運命の車輪 その③?, Howīru obu Fōchun sono 3) |                                      |                                                    |
| 16    | 212223 | Trama Grazie all'aiuto di Kakyoin, Polnareff riesce ad uccidere J.Geil e a vendicare sua sorella, mentre Hol Horse riesce a fuggire. Intanto il gruppo viaggia in autobus verso Varanasi, ma una volta li Joseph viene infettato dallo stand dell'Imperatrice, controllato da una donna di nome Nena, ma riesce a sconfiggere l'avversaria. Sulla strada del Pakistan, il gruppo fronteggia Wheel of Fortune, uno stand macchina guidato da ZZ. |                                      |                                                    |
| 17    | 2324   | Nebbia L'innamorato 「恐ろしき恋人」 - Osoroshiki Rabāzu | 8 agosto 1990 ISBN 4-08-851217-0     | settembre 1995 ottobre 1995                        |
| 17    | 2324   | Capitoli - 153. La ruota della fortuna (4ª parte) (運命の車輪 その④?, Howīru obu Fōchun sono 4) - 154–158. La giustizia (Parti 1–5) (正義 その①〜⑤?, Jasutisu sono 1–5) - 159. La giustizia (6ª parte) (正義 その⑥?, Jasutisu sono 6) - 160–162. L'innamorato (Parti 1–3) (恋人 その①〜③?, Rabāzu sono 1–3) |                                      |                                                    |
| 17    | 2324   | Trama Nei pressi di Karachi, il gruppo si ferma in un villaggio dove pero cadono nella trappola di Enya, braccio destro di Dio e madre di J.Geil, che vuole rifarsi su Polnareff e Hol Horse usando il suo stand Justice, stand di nebbia in grado di controllare i corpi altrui tramite le ferite. Jotaro riesce a sconfiggere Justice facendo in modo che Star Platinum aspiri la sua nebbia, soffocando la vecchia fino a farla svenire. Catturata l'anziana, il gruppo la porta a Karachi per interrogarla riguardo allo stand di Dio, ma una volta li Enya viene uccisa da Steely Dan tramite lo stand dell'innamorato. Questi ricatta Jotaro, minacciando la vita di Joseph inserendo il suo minuscolo stand dentro di lui. |                                      |                                                    |
| 18    | 2425   | L'innamorato ... e giunse la morte 「夢のDEATH13」 - Yume no Desu Sātīn | 8 ottobre 1990 ISBN 4-08-851218-9    | ottobre 1995 novembre 1995                         |
| 18    | 2425   | Capitoli - 163–165. L'innamorato (Parti 4–6) (恋人 その④〜⑥?, Rabāsu sono 4–6) - 166–167. Il sole (Parti 1–2) (太陽 その①〜②?, Taiyō sono 1–2) - 168–171. La morte 13 (Parti 1–4) (死神13 その①〜④?, Desu Sātīn sono 1–4) |                                      |                                                    |
| 18    | 2425   | Trama Kakyoin e Polnareff rimuovono lo stand di Steely Dan dal corpo di Joseph, permettendo a Jotaro di sconfiggerlo. Arrivati negli Emirati Arabi Uniti, Joseph acquista una macchina di lusso che baratta in seguito per un gruppo di dromedari per attraversare il Deserto Arabico. Il portatore di The Sun, Arabian Fats, attacca il gruppo tramite il suo stand, una replica del sole, venendo però individuato e neutralizzato. Il gruppo accetta poi di portare un bambino di nome Mannish Boy con loro, senza sapere che questi è un portatore di stand in grado di attaccare nei sogni. Kakyoin lo scopre, ma non viene creduto dagli altri. |                                      |                                                    |
| 19    | 2627   | Il giudizio universale Un matto fra noi 「魔法のランプ」 - Mahō no ranpu | 4 dicembre 1990 ISBN 4-08-851219-7   | dicembre 1995 gennaio 1996                         |
| 19    | 2627   | Capitoli - 172–173. La morte 13 (Parti 5–6) (死神13 その⑤〜⑥?, Desu Sātīn sono 5–6) - 174–177. Il giudizio (Parti 1–4) (審判 その①〜④?, Jajjimento sono 1–4) - 178. Il giudizio (5ª parte) (審判 その⑤?, Jajjimento sono 5) - 179–181. La sacerdotessa (Parti 1–3) (女教皇 その①〜③?, Hai Puriesutesu sono 1–3) |                                      |                                                    |
| 19    | 2627   | Trama Kakyioin riesce a sconfiggere Mannish Boy e a salvare il gruppo. Su un'isola del Mar Rosso, Polnareff viene avvicinato dallo stand Judgement, che fingendosi un genio della lampada prova ad ingannarlo ed ucciderlo, ma viene salvato da Abdul, che rivela di aver finto la sua morte con l'aiuto degli altri per depistare il nemico. Il gruppo prosegue il viaggio a bordo di un sottomarino, ma viene attaccato dallo stand della Sacerdotessa, in grado di fondersi con i metalli e i minerali, controllato da una donna chiamata Midler. |                                      |                                                    |
| 20    | 272829 | Un matto fra noi Terrore nel deserto La spada di Anubi 「爆弾仕かけのオレンジ」 - Bakudan shikake no orenji | 8 febbraio 1991 ISBN 4-08-851220-0   | gennaio 1996 febbraio 1996 marzo 1996              |
| 20    | 272829 | Capitoli - 182. La sacerdotessa (4ª parte) (女教皇 その④?, Hai Puriesutesu sono 4) - 183. Il Matto e Geb (1ª parte) (「愚者」のイギーと「ゲブ神」のンドゥール その①?, "Za Fūru" no Igī to "Gebu-shin" no Ndūru sono 1) - 184–188. Il Matto e Geb (Parti 2–6) (「愚者」のイギーと「ゲブ神」のンドゥール その②〜⑥?, "Za Fūru" no Igī to "Gebu-shin" no Ndūru sono 2–6) - 189. Knum e Toth (1ª parte) (「クヌム神」のオインゴ「トト神」のボインゴ その①?, "Kunumu-shin" no Oingo to "Toto-shin" no Boingo sono 1) - 190–191. Knum e Toth (Parti 2–3) (「クヌム神」のオインゴ「トト神」のボインゴ その②〜③?, "Kunumu-shin" no Oingo to "Toto-shin" no Boingo sono 2–3) |                                      |                                                    |
| 20    | 272829 | Trama Jotaro sconfigge facilmente lo stand e il gruppo arriva finalmente in Egitto. Ad Abu Simbel al gruppo si aggiunge il boston terrier Iggy, portatore dello stand The Fool, stand interamente composto di sabbia. Poco dopo vengono attaccati da Geb, stand d'acqua controllato dal cieco N'Doul, che riesce a ferire Kakyoin agli occhi. Jotaro con l'aiuto di Iggy trova l'avversario e lo sconfigge, questi pero si uccide per non farsi interrogare. Mentre Kakyion è in un ospedale di Assuan, i due fratelli Oingo e Boingo, portatori degli stand Knuth e Toth, complottano per uccidere il gruppo. Seguendo le istruzioni dello stand di Boingo Thot, in grado di prevedere il futuro, Oingo tenta di avvelenare il gruppo e poi, visto il fallimento del tentativo, di mettere una bomba nella loro macchina. |                                      |                                                    |
| 21    | 2930   | La spada di Anubi Fascino magnetico 「脚がグンバツの女」 - Ashi ga gunbatsu no onna | 10 maggio 1991 ISBN 4-08-851564-1    | marzo 1996 aprile 1996                             |
| 21    | 2930   | Capitoli - 192. Knum e Toth (4ª parte) (「クヌム神」のオインゴ「トト神」のボインゴ その④?, "Kunumu-shin" no Oingo to "Toto-shin" no Boingo Sono 4) - 193–195. Anubi (Parti 1–3) (アヌビス神 その①〜③?, Anubisushin sono 1–3) - 196–198. Anubi (Parti 4–6) (アヌビス神 その④〜⑥?, Anubisu-shin sono 4–6) - 199–201. Basteth (Parti 1–3) (「バステト女神」のマライア その①〜③?, "Basuteto-joshin" no Maraia sono 1–3) |                                      |                                                    |
| 21    | 2930   | Trama Il gruppo riesce a sopravvivere alla trappola di Oingo e Boingo senza nemmeno sapere del rischio corso. Mentre Kakyoin rimane ancora qualche giorno all'ospedale per guarire del tutto, il resto del gruppo risale in traghetto il corso del Nilo. Nei pressi di Kôm Ombo, la spada stand Anubi possiede il corpo di un giovane contadino chiamato Chaka e di un barbiere per uccidere Polnareff, e poi dello stesso Polnareff, arrivando vicino a sconfiggere Jotaro, che pero riesce a sconfiggere l'arma gettandola nel Nilo. A Luxor, Mariah, portatrice di Basteth, usa il suo stand per magnetizzare Joseph e Abdul. |                                      |                                                    |
| 22    | 3132   | Piccoli problemi Lo stand di Dio 「密室で消失」 - Misshitsu de shōshitsu | 10 luglio 1991 ISBN 4-08-851565-X    | 1º maggio 1996 1º giugno 1996                      |
| 22    | 3132   | Capitoli - 202–204. Basteth (Parti 4–6) (「バステト女神」のマライア その④〜⑥?, "Basuteto-joshin" no Maraia sono 4–6) - 205–207. Seth (Parti 1–3) (「セト神」のアレッシー その①〜③?, "Seto-shin" no Aresshī sono 1–3) - 208–209. Seth (Parti 4–5) (「セト神」のアレッシー その④〜⑤?, "Seto-shin" no Aresshī sono 4–5) - 210. Lo stand di Dio (DIOを撃つ!??, Dio o Utsu!?) |                                      |                                                    |
| 22    | 3132   | Trama Joseph e Abdul riescono a sconfiggere Mariah. Polnareff intanto viene trasformato in un bambino da Alessi, portatore di Seth. Fuggendo, viene raccolto da una donna che lo porta a casa per prendersi cura di lui. Poco dopo il nemico si introduce nell'abitazione e lo assale. Rintanatosi in una stanza, Polnareff utilizza uno specchio per nascondersi e ferire al volto Alessi con Silver Chariot, mettendo l'uomo in fuga. Alessi si imbatte in Jotaro e usa Seth per ringiovanirlo, ma anche da bambino Jotaro si dimostra forte e spietato e mette fuori combattimento l'uomo interrompendo la maledizione su di lui e Polnareff. In seguito, ricorrendo al potere di Hermit Purple, Joseph determina la posizione del nascondiglio di Dio al Cairo. |                                      |                                                    |
| 23    | 3233   | Lo stand di Dio Il biondo il buffo e il cattivo 「ダービーズコレクション」 - Dābīzu Korekushon | 10 settembre 1991 ISBN 4-08-851566-8 | 1º giugno 1996 1º luglio 1996                      |
| 23    | 3233   | Capitoli - 211–213. D'Arby The Gambler (Parti 1–3) (ダービー・ザ・ギャンブラー その①〜③?, Dābī Za Gyanburā sono 1–3) - 214–216. D'Arby The Gambler (Parti 4–6) (ダービー・ザ・ギャンブラー その④〜⑥?, Dābī Za Gyanburā sono 4–6) - 217–219. Hol Horse & Boingo (Parti 1–3) (ホル・ホースとボインゴ その①〜③?, Horu Hōsu to Boingo sono 1–3) |                                      |                                                    |
| 23    | 3233   | Trama Al loro arrivo al Cairo, Joestar e compagni si recano ad un bar dove incrociano un uomo chiamato D'Arby che afferma di conoscere l'ubicazione del rifugio di Dio. Contrario a cedere l'informazione a titolo gratuito o dietro pagamento, tuttavia, D'Arby propone di giocarsela d'azzardo con in palio le loro anime. Usando il suo stand Osiris, D'Arby riesce a rubare l'anime di Polnareff e Joseph dopo averli sconfitti al gioco, ma Jotaro barando con freddezza a poker riesce a liberare gli altri. Hol Horse nel frattempo unisce le forze con Boingo per eliminare il gruppo. |                                      |                                                    |
| 24    | 3435   | Vita da cani Fratelli per gioco 「地獄の門番 ペット・ショップ」 - Jigoku no monban Petto Shoppu | 8 novembre 1991 ISBN 4-08-851567-6   | 1º agosto 1996 1º settembre 1996                   |
| 24    | 3435   | Capitoli - 220–221. Hol Horse & Boingo (Parti 4–5) (ホル・ホースとボインゴ その④〜⑤?, Horu Hōsu to Boingo sono 4–5) - 222–225. Pet Shop (Parti 1–4) (地獄の門番 ペット・ショップ その①〜④?, Jigoku no Monban Petto Shoppu sono 1–4) - 226. Pet Shop (5ª parte) (地獄の門番 ペット・ショップ その⑤?, Jigoku no monban Petto Shoppu sono 5) - 227–228. D'Arby The Player (Parti 1–2) (ダービー・ザ・プレイヤー その①〜②?, Dābī Za Pureiyā sono 1–2) |                                      |                                                    |
| 24    | 3435   | Trama Il piano di Hol Horse per eliminare Jotaro finisce per rivoltarsi contro di lui, mentre nei pressi del palazzo di Dio, Iggy viene attaccato da Pet Shop, un falco portatore dello stand Horus al servizio di Dio, riuscendo a batterlo, pur rimettendoci una zampa. Kakyoin, guarito agli occhi, si riunisce agli altri e insieme entrano nel palazzo di Dio, ma una volta li Jotaro, Joseph e Kakyoin vengono separati dagli altri e incontrano Terrence. T. D'Arby, fratello minore di D'Arby, che li sfida. |                                      |                                                    |
| 25    | 3536   | Fratelli per gioco La sfida e l'anima 「ダービー・ザ・プレイヤー」 - Dābī Za Pureiyā | 10 febbraio 1992 ISBN 4-08-851568-4  | 1º settembre 1996 1º ottobre 1996                  |
| 25    | 3536   | Capitoli - 229–231. D'Arby The Player (Parti 3–5) (ダービー・ザ・プレイヤー その③〜⑤?, Dābī Za Pureiyā sono 3–5) - 232–237. D'Arby The Player (Parti 6–11) (ダービー・ザ・プレイヤー その⑥〜⑪?, Dābī Za Pureiyā sono 6–11) |                                      |                                                    |
| 25    | 3536   | Trama Lo stand di D'Arby, Athum, ruba l'anima di Kakyoin dopo averlo sconfitto ad una partita di videogiochi, ma nonostante lo stand di D'Arby riesca a leggere nella mente, Jotaro è in grado di sconfiggerlo facendo manipolare il gioco a suo favore dall'Hermit Purple di Joseph. Sconfitto, D'Arby restituisce l'anima di Kakyoin, per poi esser punito da Jotaro. |                                      |                                                    |
| 26    | 3738   | Dimensione impossibile Il mondo di Dio 「亜空の瘴気 ヴァニラ・アイス」 - Akū no shōki Vanira Aisu | 10 aprile 1992 ISBN 4-08-851569-2    | 1º novembre 1996 1º dicembre 1996                  |
| 26    | 3738   | Capitoli - 238–243. Vanilla Ice, l'interdimensionale (Parti 1–6) (亜空の瘴気 ヴァニラ・アイス その①〜⑥?, Akū no shōki Vanira Aisu sono 1–6) - 244–245. Vanilla Ice, l'interdimensionale (Parti 7–8) (亜空の瘴気 ヴァニラ・アイス その⑦〜⑧?, Akū no shōki Vanira Aisu sono 7–8) - 246. Susi Q Joestar (スージー・Q・ジョースター 娘に会いにくる?, Sūjī Q Jōsutā musume ni ai ni kuru) |                                      |                                                    |
| 26    | 3738   | Trama Nel frattempo, Polnareff, Iggy e Abdul proseguono da soli lungo l'edificio, ma Abdul viene ucciso dallo stand Cream, controllato dal braccio destro di Dio, Vanilla Ice. Questi riesce quasi a eliminare Polnareff, ma grazie al valoroso sacrificio di Iggy questi riesce a vincere e a eliminare l'avversario dopo uno scontro all'ultimo sangue. Nel frattempo Susi Q si reca in Giappone per trovare la figlia. |                                      |                                                    |
| 27    | 383940 | Il mondo di Dio Senza tempo Scontro finale 「DIOの世界」 - Dio no sekai | 10 giugno 1992 ISBN 4-08-851570-6    | 1º dicembre 1996 1º gennaio 1997 1º febbraio 1997  |
| 27    | 383940 | Capitoli - 247–249. Il mondo di Dio (Parti 1–3) (DIOの世界 その①〜③?, Dio no sekai sono 1–3) - 250–255. Il mondo di Dio (Parti 4–9) (DIOの世界 その④〜⑨?, Dio no sekai sono 4–9) - 256. Il mondo di Dio (10ª parte) (DIOの世界 その⑩?, Dio no sekai sono 10) |                                      |                                                    |
| 27    | 383940 | Trama Anche se ferito e solo, Polnareff affronta Dio, ma è confuso dai poteri del vampiro. Quando i quattro eroi sopravvissuti si riuniscono si gettano alla ricerca di Dio. Mentre Polnareff, che si rifiuta di scappare davanti al pericolo, viene raggiunto da Jotaro nel dare la caccia a Dio, questi insegue Joseph e Kakyoin per tutto il Cairo finché Kakyoin, a prezzo della sua vita, scopre che lo stand di Dio, The World, è in grado di fermare il tempo. Dopo aver ucciso anche Joseph, Dio viene affrontato da Jotaro. |                                      |                                                    |
| 28    | 4041   | Scontro finale Josuke Higashikata 「遥かなる旅路 さらば友よ」 - Haruka naru tabiji saraba tomo yo | 4 agosto 1992 ISBN 4-08-851634-6     | 1º febbraio 1997 1º marzo 1997                     |
| 28    | 4041   | Capitoli - 257–261. Il mondo di Dio (Parti 11–15) (DIOの世界 その⑪〜⑮?, Dio no sekai sono 11–15) - 262–264. Il mondo di Dio (Parti 16–18) (DIOの世界 その⑯〜⑱?, Dio no sekai sono 16–18) - 265. Epilogo - addio, amici (遥かなる旅路 さらば友よ?, Haruka naru tabiji saraba tomo yo) |                                      |                                                    |
| 28    | 4041   | Trama Anche se The World ha un enorme vantaggio grazie alla capacità di fermare il tempo, Jotaro quasi lo sconfigge, dato che Jotaro è in grado di muoversi leggermente durante il tempo interrotto essendo Star Platinum e The World lo stesso tipo di stand. Dio si ripristina succhiando il sangue di Josoeh, diventando ancora più forte. Dio tenta di finire Jotaro schiacciandolo con un rullo compressore, ma Jotaro riesce a usare Star Platinum per fermare completamente il tempo contro Dio e sconfiggerlo. Dopo che Dio è sconfitto, Jotaro fa una trasfusione di sangue per rianimare Joseph prima di bruciare quel che resta del corpo di Dio al sole. Jotaro e Joseph tornano in Giappone, e dicono addio a Polnareff, mentre Holly a casa si risveglia. |                                      |                                                    |
| 29    | 414243 | Josuke Higashikata L'arco e la freccia I fratelli Nijimura 「東方仗助登場する」 - Higashikata Jōsuke tōjō suru | 4 novembre 1992 ISBN 4-08-851635-4   | 1º marzo 1997 1º aprile 1997 1º maggio 1997        |
| 29    | 414243 | Capitoli Parte 4 Diamond Is Unbreakable - 266–267. Jotaro Kujo incontra Josuke Higashikata (Parti 1–2) (空条承太郎!東方仗助に会う その①〜②?, Kūjō Jōtarō! Higashikata Jōsuke ni au sono 1–2) - 268. Jotaro Kujo incontra Josuke Higashikata (3ª parte) (空条承太郎!東方仗助に会う その③?, Kūjō Jōtarō! Higashikata Jōsuke ni au sono 3) - 269–273. Jojo incontra Angelo (Parti 1–5) (東方仗助!アンジェロに会う その①〜⑤?, Higashikata Jōsuke! Anjero ni au sono 1–5) - 274. I fratelli Nijimura (1ª parte) (虹村兄弟 その①?, Nijimura kyōdai sono 1) |                                      |                                                    |
| 29    | 414243 | Trama Nel 1999 Jotaro si rece nella cittadina giapponese di Morioh per incontrare il figlio illegittimo di Joseph, Josuke Higashikata. Dopo aver scoperto che il ragazzo è un portatore di stand, Jotaro lo avverte che uno degli uomini di Dio ha portato l'Arco e la Freccia (artefatti in grado di risvegliare il potere stand nelle persone) a Morioh e che qualcuno lo ha usato su varie persone della città, creando dei portatori di stand. Uno di loro, l'assassino Anjuro "Angelo" Katagiri, usa il potere del suo Aqua Necklance per cercare di uccidere Josuke. Angelo riesce ad uccidere il nonno di Josuke, Ryohei Higashikata, ma Josuke e Jotaro lo catturano e Josuke usa i suoi poteri per fonderlo a una roccia. Pochi giorni dopo Josuke e il suo amico Kochi Hirose vanno a indagare su una casa apparentemente abbandonata e incontrano un ragazzo chiamato Okuyasu Nijimura. |                                      |                                                    |
| 30    | 4344   | I fratelli Nijimura Sensi di colpa 「虹村億泰・形兆」 - Nijimura Okuyasu, Keichō | 7 gennaio 1993 ISBN 4-08-851636-2    | 1º maggio 1997 1º giugno 1997                      |
| 30    | 4344   | Capitoli - 275–279. I fratelli Nijimura (Parti 2–6) (虹村兄弟 その②〜⑥?, Nijimura kyōdai sono 2–6) - 280–283. I fratelli Nijimura (Parti 7–10) (虹村兄弟 その⑦〜⑩?, Nijimura kyōdai sono 7–10) |                                      |                                                    |
| 30    | 4344   | Trama Koichi viene colpito dalla freccia scoccata da Keicho Nijimura, fratello di Okuyasu, ma viene salvato da Josuke. Dopo aver sconfitto i due fratelli, Josuke scopre che il loro padre, uno degli uomini di Dio e iniettato con le sue cellule, si è trasformato in una creatura mostruosa dopo la sua morte. Keicho vuole creare portatori stand nella speranza che qualcuno possa essere in grado di uccidere suo padre. Josuke riesce a mostrare ai fratelli che il padre è ancora almeno parzialmente umano dentro e li dissuade dalle loro attività. Tuttavia sono attaccati dallo stand Red Hot Chili Pepper, che uccide Keicho e prende l'arco e la freccia. Okuyasu si unisce a Josuke, Jotaro e Koichi per combattere lo stand che ha ucciso suo fratello e alla fine diventa amico stretto Josuke. |                                      |                                                    |
| 31    | 444546 | Sensi di colpa L'eco della battaglia Amor folle 「広瀬康一（エコーズ）」 - Hirose Kōichi (Ekōzu) | 4 marzo 1993 ISBN 4-08-851637-0      | 1º giugno 1997 1º luglio 1997 1º agosto 1997       |
| 31    | 444546 | Capitoli - 284–285. Koichi Hirose (Echoes) (Parti 1–2) (広瀬康一（エコーズ） その①〜②?, Hirose Kōichi (Ekōzu) sono 1–2) - 286–288. Koichi Hirose (Echoes) (Parti 3–5) (広瀬康一（エコーズ） その③〜⑤?, Hirose Kōichi (Ekōzu) sono 3–5) - 289–291. Toshikazu Hazamada (Surface) (Parti 1–3) (間田敏和（サーフィス） その①〜③?, Hazamada Toshikazu (Sāfisu) sono 1–3) - 292–293. Toshikazu Hazamada (Surface) (Parti 4–5) (間田敏和（サーフィス） その④〜⑤?, Hazamada Toshikazu (Sāfisu) sono 4–5) |                                      |                                                    |
| 31    | 444546 | Trama Il truffatore Tamami Kobayashi prova ad usare il suo stand The Lock, per estorcere denaro a Kochi, ma viene fermato da Josuke e Okuyasu. Deciso a vendicarsi, tenta di rifarsi sulla famiglia del ragazzo, ma questi per la rabbia sviluppa il suo potere stan e lo sconfigge. Diventato amico del gruppo, Tamami informa Josuke e Kochi che uno dei loro compagni, Toshikazu Hazamada, è un portatore di stand. Lo stand di Hazamada, Surface, prende le sembianze di Josuke e tenta di uccidere Jotaro, ma viene sconfitto da Josuke e Koichi. |                                      |                                                    |
| 32    | 4647   | Amor folle Stand Evolution 「山岸由花子は恋をする」 - Yamagishi Yukako wa koi o suru | 10 maggio 1993 ISBN 4-08-851638-9    | 1º agosto 1997 1º settembre 1997                   |
| 32    | 4647   | Capitoli - 294–297. Yukako Yamagishi s'innamora (Parti 1–4) (山岸由花子は恋をする その①〜④?, Yamagishi Yukako wa koi o suru sono 1–4) - 298–302. Yukako Yamagishi s'innamora (Parti 5–9) (山岸由花子は恋をする その⑤〜⑨?, Yamagishi Yukako wa koi o suru sono 5–9) |                                      |                                                    |
| 32    | 4647   | Trama Kochi diventa oggetto delle attenzioni di Yuakako Yamagishi, sua compagna di scuola e portatrice allo stand Love Deluxe. Scoperta la pericolosità della ragazza, Josuke e Okuyasu tentano di aiutarlo, ma Yukako lo rapisce nel tentativo di fare di lui il suo uomo ideale. Kochi, evolvendo ulteriormente il suo stand Echoes, riesce a scappare e a sconfiggere Yukako, ma dopo aver salvato la vita di Yukako fa innamorare di se ancora di più la ragazza. |                                      |                                                    |
| 33    | 474849 | Stand Evolution Red Hot Chili Pepper Riunione di famiglia 「イタリア料理を食べに行こう」 - Itaria ryōri o tabe ni ikō | 2 luglio 1993 ISBN 4-08-851639-7     | 1º settembre 1997 1º ottobre 1997 1º novembre 1997 |
| 33    | 474849 | Capitoli - 303. Tutti al ristorante italiano (1ª parte) (イタリア料理を食べに行こう その①?, Itaria ryōri o tabe ni ikō sono 1) - 304–306. Tutti al ristorante italiano (Parti 2–4) (イタリア料理を食べに行こう その②〜④?, Itaria ryōri o tabe ni ikō sono 2–4) - 307–309. Red Hot Chili Pepper (Parti 1–3) (レッド・ホット・チリ・ペッパー その①〜③?, Reddo Hotto Chiri Peppā sono 1–3) - 310–312. Red Hot Chili Pepper (Parti 4–6) (レッド・ホット・チリ・ペッパー その④〜⑥?, Reddo Hotto Chiri Peppā sono 4–6) |                                      |                                                    |
| 33    | 474849 | Trama Josuke e Okuyasu si recano a pranzo nel ristorante gestito dal cuoco italiano Tonio Trussardi. Insospettito dalle strane reazioni che l'amico mangiando i piatti di Tonio, Josuke scopre che il cuoco è un portatore di stand e inizia ad indagare. Tonio rivela però che usa il suo stand per soddisfare i suoi clienti e guarire i loro mali. L'indomani, Jotaro rivela a Josuke e gli altri che Joseph, il cui stand Hermit Purple è in grado di risalire al portatore di Red Hot Chili Pepper, è in arrivo al porto. Tuttavia questi ha sentito la conversazione e si precipita al porto, venendo però fermato dall'abilità di The Hand di cancellare lo spazio. Nello scontro che segue, Okuyasu ha la peggio, venendo salvato da Josuke. Al porto, mentre Jotaro e Okuyasu salgono sulla nave di Joseph, Josuke e Kochi fronteggiano il portatore di Red Hot Chili Pepper, Akira Otoshi. |                                      |                                                    |
| 34    | 4950   | Riunione di famiglia Heaven's Door 「漫画家のうちへ遊びに行こう」 - Mangaka no uchi e asobi ni ikō | 3 settembre 1993 ISBN 4-08-851640-0  | 1º novembre 1997 1º dicembre 1997                  |
| 34    | 4950   | Capitoli - 313–314. Red Hot Chili Pepper (Parti 7–8) (レッド・ホット・チリ・ペッパー その⑦〜⑧?, Reddo Hotto Chiri Peppā sono 7–8) - 315. Nuovi guai (1ª parte) (やばいものを拾ったっス! その①?, Yabai mono o hirottassu! sono 1) - 316–317. Nuovi guai (Parti 2–3) (やばいものを拾ったっス! その②〜③?, Yabai mono o hirottassu! sono 2–3) - 318–321. Nella casa del fumettista (Parti 1–4) (漫画家のうちへ遊びに行こう その①〜④?, Mangaka no uchi e asobi ni ikō sono 1–4) |                                      |                                                    |
| 34    | 4950   | Trama Josuke riesce a sconfiggere Akira, che pero riesce ad infiltrarsi lo stesso sulla nave per cercare di uccidere Joseph travestito da membro della fondazione Speedwagon; qui tuttavia è fermato da Okuyasu. Con Joseph ormai in salvo, Josuke può finalmente conoscere suo padre. Josuke e Joseph incontrano poi una neonata invisibile e intuiscono che si tratti di un'utilizzatrice di stand. La bambina finisce poi accidentalmente in un fiume vicino e Joseph decide di tagliarsi le vene ai polsi per facilitare al figlio con il suo sangue la ricerca dell'infante. Recuperata la piccola, Josuke è colpito dal gesto di Joseph, che era pronto a sacrificarsi per salvare qualcuno che aveva appena incontrato. Koichi e Hazamada si recano alla casa del famoso fumettista Rohan Kishibe, il quale si dimostra gentile e disponibile e offre loro di visitare il suo studio. I due non resistono alla tentazione di sbirciare il nuovo manoscritto del mangaka; nel momento in cui posano gli occhi sulle pagine, tuttavia, cadono sotto il controllo dello stand di Rohan, Heaven's Door, il quale apre i loro corpi come un libro ed espone tutti i loro segreti. |                                      |                                                    |
| 35    | 5152   | Il manga che uccide Tra la vita e la morte 「岸辺露伴の冒険」 - Kishibe Rohan no bōken | 4 novembre 1993 ISBN 4-08-851405-X   | 1º gennaio 1998 1º febbraio 1998                   |
| 35    | 5152   | Capitoli - 322–324. Nella casa del fumettista (Parti 5–7) (漫画家のうちへ遊びに行こう その⑤〜⑦?, Mangaka no uchi e asobi ni ikō sono 5–7) - 325–327. Battuta di caccia (Parti 1–3) (｢狩り｣に行こう! その①〜③?, "Hantingu" ni ikō! sono 1–3) - 328–329. Battuta di caccia (Parti 4–5) (｢狩り｣に行こう! その④〜⑤?, "Hantingu" ni ikō! sono 4–5) - 330–331. L'avventura di Rohan Kishibe (Parti 1–2) (岸辺露伴の冒険 その①〜②?, Kishibe Rohan no bōken sono 1–2) |                                      |                                                    |
| 35    | 5152   | Trama Affascinato dai bizzarri eventi che hanno visto protagonista Koichi, il mangaka decide di usarlo come fonte d'ispirazione, manipolandolo allo stesso tempo affinché Kishibe non possa essere attaccato in nessun modo. Soltanto l'intervento di Josuke salverà l'amico in difficoltà, costringendo l'autore a un periodo di degenza in ospedale. Jotaro poi coinvolge Josuke in una battuta di caccia allo scopo di catturare un topo portatore di stand che sta causando vittime nelle campagne di Morio. Rohan chiede a Koichi di accompagnarlo ad investigare un vicolo non segnato sulle mappe; durante la loro esplorazione continuano a ritrovarsi nello stesso spiazzo con una cassetta delle lettere. Vengono poi avvicinati da Reimi Sugimoto, che rivela di essere il fantasma di una ragazza uccisa quindici anni prima e che il vicolo è un reame a metà strada tra il mondo dei vivi e dei morti. |                                      |                                                    |
| 36    | 525354 | Tra la vita e la morte Money Money Killer Queen 「｢重ちー｣の収穫」 - "Shigechī" no Hāvesuto | 4 febbraio 1994 ISBN 4-08-851406-8   | 1º febbraio 1998 1º marzo 1998 1º aprile 1998      |
| 36    | 525354 | Capitoli - 332–333. L'avventura di Rohan Kishibe (Parti 3–4) (岸辺露伴の冒険 その③〜④?, Kishibe Rohan no bōken sono 3–4) - 334. L'avventura di Rohan Kishibe (5ª parte) (岸辺露伴の冒険 その⑤?, Kishibe Rohan no bōken sono 5) - 335–339. Il raccolto di Shigechii (Parti 1–5) (｢重ちー｣の収穫 その①〜⑤?, 'Shigechī' no Hāvesuto sono 1–5) - 340–341. Il raccolto di Shigechii (Parti 6–7) (｢重ちー｣の収穫 その⑥〜⑦?, 'Shigechī' no Hāvesuto sono 6–7) |                                      |                                                    |
| 36    | 525354 | Trama Dopo aver spiegato ai due che il suo assassino è ancora a piede libero e ha continuato ad uccidere nell'ombra, Reimi strappa a Rohan e Koichi la promessa di fermarlo; quindi indica loro la via d'uscita, avvertendoli di non voltarsi indietro per non essere trascinati nell'aldilà dagli spiriti. Josuke e Okuyasu notano un gruppo di piccoli stand, chiamati Harvest, che raccolgono monete trovate in giro e li inseguono fino al loro portatore, lo studente di scuola media Shigekiyo Yangu, che si fa chiamare Shigechi. Dopo aver appreso quanti soldi Shigechi ha ammassato raccogliendo semplicemente spiccioli, Josuke e Okuyasu entrano in società con lui per guadagnare grandi quantità di denaro, finendo per scontrarsi con lui a causa della sua avidità. |                                      |                                                    |
| 37    | 5455   | Killer Queen Come Cenerentola 「吉良吉影は静かに暮らしたい」 - Kira Yoshikage wa shizuka ni kurashitai | 2 maggio 1994 ISBN 4-08-851407-6     | 1º aprile 1998 1º maggio 1998                      |
| 37    | 5455   | Capitoli - 342–345. Vita tranquilla (Parti 1–4) (吉良吉影は静かに暮らしたい その①〜④?, Kira Yoshikage wa shizuka ni kurashitai sono 1–4) - 346. Vita tranquilla (5ª parte) (吉良吉影は静かに暮らしたい その⑤?, Kira Yoshikage wa shizuka ni kurashitai sono 5) - 347. Gente di Morio (杜王町の人々?, Moriohchō no hitobito) - 348–350. Come Cenerentola (Parti 1–3) (山岸由花子はシンデレラに憧れる その①〜③?, Yamagishi Yukako wa Shinderera ni akogareru sono 1–3) |                                      |                                                    |
| 37    | 5455   | Trama L'assassino di Reimi, Yoshikage Kira si reca a comprare un panino, portando di nascosto con sé la mano mozzata di una delle sue vittime e nascondendola poi dentro il sacchetto del negozio. Poco dopo, anche Shigechi acquista un panino nello stesso negozio, ma in seguito ad un incontro con Jotaro e Okuyasu, raccoglie il sacchetto di Kira scambiandolo per il suo. Temendo che la polizia possa risalire a lui se la mano mozzata dovesse essere scoperta, Kira pedina Shigechi nella speranza di recuperare il sacchetto prima. Scoperto, Kira rivela di essere a sua volta un portatore di stand, Killer Queen. Kira utilizza l'abilità di Killer Queen di trasformare qualsiasi oggetto in una bomba per uccidere Shigechi. Nei suoi ultimi istanti di vita, Shigechi fa consegnare a Josuke da uno dei suoi Harvest un bottone che era cascato dalla giacca di Kira. Nel frattempo, rattristata per come sono andate le cose con Koichi, Yukako si imbatte nell'estetista Aya Tsuji, la quale utilizza il suo stand Cinderella per ritoccare leggermente il volto della ragazza in modo che Koichi si innamori di lei. |                                      |                                                    |
| 38    | 555657 | Come Cenerentola Indistruttibile! Caccia all'uomo 「シアーハートアタック」 - Shiā Hāto Attakku | 4 agosto 1994 ISBN 4-08-851408-4     | 1º maggio 1998 1º giugno 1998 1º luglio 1998       |
| 38    | 555657 | Capitoli - 351. Come Cenerentola (4ª parte) (山岸由花子はシンデレラに憧れる その④?, Yamagishi Yukako wa Shinderera ni akogareru sono 4) - 352–353. Come Cenerentola (Parti 5–6) (山岸由花子はシンデレラに憧れる その⑤〜⑥?, Yamagishi Yukako wa Shinderera ni akogareru sono 5–6) - 354–357. Sheer Heart Attack (Parti 1–4) (シアーハートアタック その①〜④?, Shiā Hāto Atakku sono 1–4) - 358–359. Sheer Heart Attack (Parti 5–6) (シアーハートアタック その⑤〜⑥?, Shiā Hāto Atakku sono 5–6) |                                      |                                                    |
| 38    | 555657 | Trama Yukako dimentica di applicare il rossetto e il suo make up inizia a degradarsi, privandola addirittura del suo volto. Aya sfida Yukako a identificare la sua faccia tra una serie di imitazioni, avvertendola che la scelta errata la lascerà brutta per sempre. Yukako chiede a Koichi di scegliere per lei; il ragazzo domanda allora ad Aya di accecarlo, in modo da non offendere Yukako se la scelta dovesse essere sbagliata. Avvertendo vero amore nelle parole di Koichi, Aya concede a Yukako di recuperare il suo vero volto. Qualche giorno dopo, Jotaro e Koichi visitano un calzolaio che effettua anche piccoli lavori di sartoria, il luogo dove Kira ha portato la sua giacca a riparare. Proprio mentre il proprietario si appresta a rivelare a Jotaro e Koichi il nome del cliente che gli ha richiesto la riparazione, Kira lo uccide con la seconda bomba del suo stand, Sheer Heart Attack. Ignorando gli avvisi di Jotaro, Koichi ricorre a Echoes per localizzare il portatore, scoprendo che si è già allontanato e che può quindi controllare Sheer Heart Attack a distanza; con Echoes impossibilitato a proteggerlo, Koichi diventa il bersaglio della bomba. |                                      |                                                    |
| 39    | 5758   | Caccia all'uomo Nella tana del lupo 「父の涙」 - Chichi no namida | 4 novembre 1994 ISBN 4-08-851409-2   | 1º luglio 1998 1º agosto 1998                      |
| 39    | 5758   | Capitoli - 360–363. Sheer Heart Attack (Parti 7–10) (シアーハートアタック その⑦〜⑩?, Shiā Hāto Atakku sono 7–10) - 364. Sheer Heart Attack (11ª parte) (シアーハートアタック その⑪?, Shiā Hāto Atakku sono 11) - 365–369. Atom Heart Father (Parti 1–5) (アトム・ハート・ファーザー その①〜⑤?, Atomu Hāto Fāzā sono 1–5) |                                      |                                                    |
| 39    | 5758   | Trama Nel tentativo di proteggere Koichi, Jotaro viene gravemente ferito. Koichi riesce ad evolvere ulteriormente il suo stand e mette in difficoltà Sheer Heart Attack, costringendo Kira a scendere personalmente in campo. Kira ferisce mortalmente Koichi, venendo pero a sua volta sconfitto da Jotaro. Mentre Josuke e Okuyasu soccorrono i loro amici, Kira riesce a fuggire. Josuke e gli altri lo inseguono fino al salone di bellezza Cinderella, dove scoprono che Kira ha ucciso Aya dopo averla costretta a sostituire la sua faccia e le sue impronte con quelle di un'altra persona, permettendogli di assumere una nuova identità. Mentre perquisiscono la casa dell'assassino, lo spirito del defunto padre di Kira, Yoshihiro, si palesa, rivelando di aver intrappolato Josuke e Jotaro el suo mondo tramite lo stand Atom Heart Father. Impossibilitati a contrattaccare, Jotaro riesce a fare in modo che Yoshihiro faccia una foto a sé stesso, liberandoli e imprigionando il vecchio in una nuova istantanea. Tuttavia, Yoshihiro raggira Okuyasu e riesce così a liberarsi; recupera dalla casa la freccia con cui Kira aveva ottenuto il suo stand e si allontana, programmando di creare nuovi portatori di stand alleati grazie all'artefatto. |                                      |                                                    |
| 40    | 5960   | Morra cinese L'uomo che cadde sulla Terra 「ジャンケン小僧がやって来る!」 - Janken kozō ga yatte kuru | 11 gennaio 1995 ISBN 4-08-851410-6   | 1º settembre 1998 1º ottobre 1998                  |
| 40    | 5960   | Capitoli - 370. La nuova vita di Yoshikage Kira (1ª parte) (吉良吉影の新しい事情 その①?, Kira Yoshikage no atarashī jijō sono 1) - 371–375. Morra cinese (Parti 1–5) (ジャンケン小僧がやって来る! その①〜⑤?, Janken kozō ga yatte kuru! sono 1–5) - 376. Morra cinese (6ª parte) (ジャンケン小僧がやって来る! その⑥?, Janken kozō ga yatte kuru! sono 6) - 377. La nuova vita di Yoshikage Kira (2ª parte) (吉良吉影の新しい事情 その②?, Kira Yoshikage no atarashī jijō sono 2) - 378–379. Io sono un alieno (Parti 1–2) (ぼくは宇宙人 その①〜②?, Boku wa uchūjin sono 1–2) |                                      |                                                    |
| 40    | 5960   | Trama Kira inizia a vivere sotto la sua nuova identità, impersonando Kosaku Kawajiri e iniziando la convivenza con la moglie Shinobu e il figlio Hayato. Yoshihiro usa la freccia su un ragazzo chiamato Ken Oyanagi, il quale, ossessionato da Rohan Kishibe, sfida poi il mangaka ad una partita di morra cinese. Usando suo stand Boy II Man, che gli consente di prendere lo stand del nemico sconfiggendolo a morra cinese per tre volte, Ken mette Rohan in difficoltà. Tuttavia, Rohan riesce a superare in astuzia il ragazzo e sconfiggerlo, riottenendo il pieno controllo del suo stand. Josuke e Okuyasu si imbattono in uno strano individuo che sostiene di chiamarsi Nu Mikitakazo Nshi e di essere un alieno. Inizialmente convinti si tratti di uno scherzo, i due cominciano a sospettare che il ragazzo possa in realtà essere un portatore di stand. |                                      |                                                    |
| 41    | 606162 | L'uomo che cadde sulla Terra Highway Star Un gatto sotto il tetto 「ハイウェイ・スター」 - Haiwei Sutā | 3 marzo 1995 ISBN 4-08-851891-8      | 1º ottobre 1998 1º novembre 1998 1º dicembre 1998  |
| 41    | 606162 | Capitoli - 380–381. Io sono un alieno (Parti 3–4) (ぼくは宇宙人 その③〜④?, Boku wa uchūjin sono 3–4) - 382–383. Io sono un alieno (Parti 5–6) (ぼくは宇宙人 その⑤〜⑥?, Boku wa uchūjin sono 5–6) - 384–387. Highway Star (Parti 1–4) (ハイウェイ・スター その①〜④?, Haiwei Sutā sono 1–4) - 388–389. Highway Star (Parti 5–6) (ハイウェイ・スター その⑤〜⑥?, Haiwei Sutā sono 5–6) |                                      |                                                    |
| 41    | 606162 | Trama Convinto di poter sfruttare il potere di Mikitaka a suo favore, Josuke gli chiede di trasformarsi in un set di dadi, con i quali sfida Rohan a una partita di cee-lo nella speranza di spillargli dei soldi. Dopo alcuni lanci ideali da parte di Mikitaka, Rohan inizia a sospettare che qualcosa non quadri. Un provvidenziale incendio in casa di Rohan permette a Josuke e Mitikata di scappare senza essere scoperti. Il giorno seguente, Rohan e Josuke si incontrano sull'autobus e, durante l'attraversamento di un tunnel, il mangaka nota una stanza in cui un uomo sta torturando una donna. Rohan torna a ispezionare il tunnel e scopre che la stanza è un'illusione creata dallo stand Highway Star, il quale lo attacca e ne assorbe i nutrienti. Quando Josuke giunge sul posto, Highway Star cerca di usare Rohan per attirare Josuke nella stanza e poterne così tracciare l'odore; Josuke tuttavia ignora gli avvertimenti di Rohan e penetra nella sfera di influenza dello stand. Rohan usa allora Heaven's Door per far volare il ragazzo fuori dal tunnel, intimandogli di fuggire da Highway Star e di trovarne l'utilizzatore. |                                      |                                                    |
| 42    | 6263   | Un gatto sotto il tetto Stray Cat 「猫は吉良吉影が好き」 - Neko wa Kira Yoshikage ga suki | 11 maggio 1995 ISBN 4-08-851892-6    | 1º dicembre 1998 1º gennaio 1999                   |
| 42    | 6263   | Capitoli - 390–391. Highway Star (Parti 7–8) (ハイウェイ・スター その⑦〜⑧?, Haiwei Sutā sono 7–8) - 392–393. Un gatto sotto il tetto (Parti 1–2) (猫は吉良吉影が好き その①〜②?, Neko wa Kira Yoshikage ga suki sono 1–2) - 394–397. Un gatto sotto il tetto (Parti 3–6) (猫は吉良吉影が好き その③〜⑥?, Neko wa Kira Yoshikage ga suki sono 3–6) - 398. Sul traliccio (1ª parte) (鉄塔に住もう その①?, Tettō ni sumō sono 1) |                                      |                                                    |
| 42    | 6263   | Trama Grazie all'aiuto di Koichi, Josuke riesce a risalire all'identità del portatore di Highway Star, il motociclista Yuuya Fungami, ricoverato all'ospedale dopo un incidente. Sebbene venga raggiunto da Highway Star, Josuke guarisce quindi Yuya con Crazy Diamond in modo da poterlo malmenare senza sensi di colpa e si reca poi a soccorrere Rohan. Intanto in casa Kawajiri, Kira seppellisce un gatto involontariamente ucciso da Shinobu, ma l'animale torna misteriosamente in vita sotto forma di pianta, Stray Cat, in possesso dell'abilità di controllare l'aria. Scoperto che la pianta è il gatto di prima, Kira riesce ad addomesticarlo facendo leva sulla sua natura curiosa da felino. Hayato, insospettito dall'atteggiamento del padre, scopre Stray Cat in cantina d'inizia d'avere sospetti sempre più forti. Josuke e Okuyasu si imbattono in Mikitaka, il quale indica loro un portatore di stand, Toyohiro Kanedachi, che abita su un traliccio dell'alta tensione abbandonato. |                                      |                                                    |
| 43    | 636465 | Stray Cat Enigma Sospetti 「エニグマは謎だ!」 - Eniguma wa nazo da! | 4 agosto 1995 ISBN 4-08-851893-4     | 1º gennaio 1999 1º febbraio 1999 1º marzo 1999     |
| 43    | 636465 | Capitoli - 399. Sul traliccio (2ª parte) (鉄塔に住もう その②?, Tettō ni sumō sono 2) - 400–403. Sul traliccio (Parti 3–6) (鉄塔に住もう その③〜⑥?, Tettō ni sumō sono 3–6) - 404–405. Il ragazzo enigma (Parti 1–2) (エニグマの少年 その①〜②?, Eniguma no shōnen sono 1–2) - 406–407. Il ragazzo enigma (Parti 3–4) (エニグマの少年 その③〜④?, Eniguma no shōnen sono 3–4) |                                      |                                                    |
| 43    | 636465 | Trama Insospettito dal notare Yoshihiro in compagnia di Kanedachi, Josuke entra nel traliccio e cade sotto l'influenza dello stand dell'uomo, Superfly, rimanendo intrappolato nella struttura fino a che qualcun altro non prenda il suo posto. Mitikata tenta di aiutare Josuke, ma rimane prigioniero lui stesso, costringendo il ragazzo a correre in suo aiuto. Sconfitto da Josuke e rassegnato a rimanere nel traliccio, Kanedachi rivela di aver saputo da Yoshihiro che un altro portatore di stand ha eliminato Koichi. Ricorrendo all'aiuto di Yuya per fiutare la traccia di Koichi in cambio della guarigione delle sue ferite, Josuke rintraccia l'utilizzatore di stand, scoprendo che questi ha rapito anche sua madre, tramite il suo stand Enigma, che possiede la capacità di imprigionare gli esseri viventi dentro dei fogli. |                                      |                                                    |
| 44    | 6566   | Sospetti Cheap Trick 「ぼくのパパはパパじゃない」 - Boku no papa wa papa ja nai | 4 ottobre 1995 ISBN 4-08-851894-2    | 1º marzo 1999 1º aprile 1999                       |
| 44    | 6566   | Capitoli - 408–409. Il ragazzo enigma (Parti 5–6) (エニグマの少年 その⑤〜⑥?, Eniguma no shōnen sono 5–6) - 410–411. Il mio papà non è il mio papà (Parti 1–2) (ぼくのパパはパパじゃない その①〜②?, Boku no papa wa papa ja nai sono 1–2) - 412–417. Cheap Trick (Parti 1–6) (チープ・トリック その①〜⑥?, Chīpu Torikku sono 1–6) |                                      |                                                    |
| 44    | 6566   | Trama Josuke cade sotto l'influsso di Enigma, ma sia lui che Koichi riescono a liberarsi con l'aiuto di Yuya e sconfiggono l'avversario. Nel frattempo Hayato vede Kira uccidere delle persone e capisce che non è suo padre. Il perito edile Masazo Kinoto si reca a casa di Rohan per la stima dei danni causati dall'incendio avvenuto durante la partita di dadi con Josuke. Per via del suo singolare comportamento stimola la curiosità di Rohan, il quale riesce con l'inganno a vedergli la schiena, ma improvvisamente questa si apre come fosse uno sportello, uccidendo Masazo. Lo stand Cheap Trick si attacca dunque alla schiena di Rohan per costringerlo a bruciare le foto in cui compare Kira, ma viene sconfitto con l'inganno da Rohan, che lo conduce nel vicolo dove è vietato voltarsi, spedendolo così nell'aldilà. |                                      |                                                    |
| 45    | 6768   | Il terzo potere Per l'ultima volta 「アナザーワン バイツァ・ダスト」 - Anazāwan Baitsa Dasuto | 10 gennaio 1996 ISBN 4-08-851895-0   | 1º maggio 1999 9 giugno 1999                       |
| 45    | 6768   | Capitoli - 418–423. Another one bites the dust (Parti 1–6) (アナザーワン バイツァ・ダスト その①〜⑥?, Anazāwan Baitsa Dasuto sono 1–6) - 424–427. Another one bites the dust (Parti 7–10) (アナザーワン バイツァ・ダスト その⑦〜⑩?, Anazāwan Baitsa Dasuto sono 7–10) |                                      |                                                    |
| 45    | 6768   | Trama In preda alla rabbia, Kira uccide Hayato, scoprendo solo in seguito che Rohan e gli altri hanno notato uno strano comportamento nel bambino e sono sulle sue tracce. Temendo che essi siano in grado di risalire alla sua vera identità, Kira viene improvvisamente colpito dalla freccia di Yoshihiro, che conferisce a Killer Queen una nuova abilità. La mattina successiva, Hayato appare in vita come se nulla fosse e si imbatte in Rohan, il quale ricorre a Heaven's Door per leggere i suoi ricordi, ma in quel momento, si attiva la terza bomba di Killer Queen, Bites the Dust, la quale è programmata per uccidere chiunque scopra l'identità di Kira. Mentre Rohan perisce a seguito dell'esplosione, Hayato si ritrova spedito indietro nel tempo a quella mattina, come conseguenza degli effetti dello stand, e Kira gli rivela di averlo riportato in vita la sera prima tramite il suo nuovo potere, per usarlo come suo scudo e uccidere tramite lui i suoi inseguitori. Hayato tenta di impedire la morte di Rohan, ma fallisce e anche Josuke e gli altri cadono preda di Bites the Dust. Tornato nuovamente indietro nel tempo, il bambino decide di uccidere Kira usando Stray Cat, ma fallisce per pura sfortuna. |                                      |                                                    |
| 46    | 6869   | Per l'ultima volta Sayonara, Morio! 「クレイジー・Dは砕けない」 - Kureijī Daiyamondo wa kudakenai | 4 marzo 1996 ISBN 4-08-851896-9      | 9 giugno 1999 1º luglio 1999                       |
| 46    | 6869   | Capitoli - 428–429. Crazy D non si spezza (Parti 1–2) (クレイジー・Dは砕けない その①〜②?, Kureijī Daiyamondo wa kudakenai sono 1–2) - 430–436. Crazy D non si spezza (Parti 3–9) (クレイジー・Dは砕けない その③〜⑨?, Kureijī Daiyamondo wa kudakenai sono 3–9) |                                      |                                                    |
| 46    | 6869   | Trama Kira gioisce per la sua vittoria davanti a Hayato, rivelando involontariamente la sua identità a Josuke, che il bambino aveva chiamato al luogo dell'appuntamento. Costretto a richiamare Killer Queen per proteggersi, Kira deve annullare Bites the Dust prevenendo di conseguenza la morte di Rohan e compagni. L'uomo affronta quindi Josuke e Okuyasu, mettendoli in difficoltà con bombe ad aria compressa ottenute combinando i suoi poteri con quelli di Stray Cat e Okuyasu viene ferito mortalmente. Rifugiatosi all'interno di una villa, Josuke riesce a ferire Kira. Proprio mentre il ragazzo è sul punto di essere colpito da un'altra bomba, compare un redivivo Okuyasu, il quale salva l'amico e priva Kira di Stray Cat. Intanto, attirati dalle esplosioni, giungono sul posto Jotaro, Koichi e Rohan. Kira tenta disperatamente di attivare Bites the Dust su un'infermiera che si era messa a soccorrerlo, in modo da salvarsi tornando indietro nel tempo. |                                      |                                                    |
| 47    | 6970   | Sayonara, Morio! Italia 2001 「さよなら杜王町 - 黄金の心」 - Sayonara Moriō-chō - Ōgon no kokoro | 10 maggio 1996 ISBN 4-08-851897-7    | 1º luglio 1999 1º agosto 1999                      |
| 47    | 6970   | Capitoli - 437. Il momento di ricordare (思い出させてあげる?, Omoidasasete ageru) - 438. Lo spirito protettore della città (町の守護聖霊?, Machi no shugo seirei) - 439. Sayonara, Morio! (さよなら杜王町 - 黄金の心?, Sayonara Moriō-chō - Ōgon no kokoro) Parte 5 Vento Aureo - 440–442. Gold Experience (Parti 1–3) (黄金体験 その①〜③?, Gōrudo Ekusuperiensu sono 1–3) - 443–445. Arriva Bucciarati (Parti 1–3) (ブチャラティが来る その①〜③?, Bucharati ga kuru sono 1–3) |                                      |                                                    |
| 47    | 6970   | Trama Poco prima di attivare il suo potere, Kira viene fermato dall'intervento di Echoes Act 3 e Star Platinum, e successivamente travolto un'ambulanza in retromarcia. Il suo fantasma finisce poi nel vicolo di Reimi, che lo costringe a guardare nel vicolo dove è vietato voltarsi, spedendolo per sempre nell'aldilà. Finalmente liberata dal suo peso, Reimi si congeda dai suoi amici e passa a miglior vita. Josuke saluta invece Joseph e Jotaro, mentre l'estate del 1999 volge al termine per gli abitanti di Morio. Nel 2001, Koichi si reca a Napoli su richiesta di Jotaro per indagare su un ragazzo chiamato Haruno Shiobana, conosciuto anche come Giorno Giovanna, figlio di Dio Brando. Giorno ruba i bagagli di Koichi grazie al suo stand, Gold Experience, che gli permette di trasformare oggetti in creature viventi. Giorno viene poi accostato da Luca, membro dell'organizzazione mafiosa Passione, che viene ucciso dallo stand di Giorno. In risposta, Giorno viene attaccato da Bruno Bucciarati, un altro membro Passione inviato per ucciderlo, che attacca con il suo stand, Sticky Fingers, che ha la capacità di creare cerniere su qualsiasi cosa. |                                      |                                                    |
| 48    | 7172   | La prova del fuoco Cinque più uno 「ぼくの夢はギャング・スター」 - Boku no yume wa gyangu sutā | 4 luglio 1996 ISBN 4-08-851898-5     | 1º settembre 1999 1º ottobre 1999                  |
| 48    | 7172   | Capitoli - 446–447. Arriva Bucciarati (Parti 4–5) (ブチャラティが来る その④〜⑤?, Bucharati ga kuru sono 4–5) - 448–449. Dietro le sbarre (Parti 1–2) (塀の中のギャングに会え その①〜②?, Hei no naka no gyangu ni ae sono 1–2) - 450–451. La prova del fuoco (Parti 1–2) (ギャング入門 その①〜②?, Gyangu nyūmon sono 1–2) - 452–454. La prova del fuoco (Parti 3–5) (ギャング入門 その③〜⑤?, Gyangu nyūmon sono 3–5) |                                      |                                                    |
| 48    | 7172   | Trama Dopo averlo sconfitto, Giorno stringe amicizia con Bucciarati, con cui condivide un reciproco disgusto per la tratta di droghe praticata da Passione. Dopo la loro lotta, Bucciarati offre a Giorno la possibilità di unirsi a Passione. Giorno incontra il luogotenente di Passione Polpo, detenuto in cella, che come prova per il suo ingresso gli dà l'incarico di tenere un accendino acceso per ventiquattro ore fino al loro prossimo incontro. Quella seria la fiamma viene accidentalmente spenta e Giorno viene attaccato da Black Sabbath, stand automatico di Polpo in possesso di una Freccia. Grazie all'aiuto di Koichi, giunto nell'appartamento di Giorno per recuperare il suo bagaglio, Black Sabbath viene sconfitto. |                                      |                                                    |
| 49    | 7273   | Cinque più uno Destinazione Capri 「ポルポの遺産を狙え!」 - Porupo no isan o nerae! | 4 settembre 1996 ISBN 4-08-851899-3  | 1º ottobre 1999 9 novembre 1999                    |
| 49    | 7273   | Capitoli - 455. La prova del fuoco (6ª parte) (ギャング入門 その⑥?, Gyangu nyūmon sono 6) - 456. Cinque più uno (5プラス1?, Faibu Purasu Wan) - 457. L'eredità di Polpo (ポルポの遺産を狙え!?, Porupo no isan o nerae!) - 458–459. Il mistero di Soft Machine (Parti 1–2) (ソフト・マシーンの謎 その①〜②?, Sofuto Mashīn no nazo sono 1–2) - 460–461. Moody Blues al contrattacco (Parti 1–2) (ムーディー・ブルースの逆襲 その①〜②?, Mūdī Burūsu no gyakushū sono 1–2) - 462–463. Arriva Sex Pistols (Parti 1–2) (セックス・ピストルズ登場 その①〜②?, Sekkusu Pisutoruzu tōjō sono 1–2) |                                      |                                                    |
| 49    | 7273   | Trama Il giorno seguente Giorno si reca da Polpo e lo uccide, facendo sembrare che si sia suicidato. Bucciarati introduce Giorno agli altri membri della sua banda e li mette al corrente del loro nuovo incarico; recarsi a Capri per impadronirsi del tesoro di Polpo in modo da poter prendere il suo posto. Lungo il tragitto in mare i membri del gruppo spariscono misteriosamente. Grazie allo stand di Leone Abbacchio, Moody Blues, Bucciarati riesce a catturare il colpevole, Mario Zucchero. Giorno e Guido Mista si recano quindi sull'isola, dove Mista e il suo stand Sex Pistols si scontrano contro il partner di Zucchero, Sale e il suo stand Kraftwork. |                                      |                                                    |
| 50    | 7475   | Sex Pistols Aerosmith 「ブチャラティ幹部:ボスからの第一指令」 - Bucharati Kanbu: Bosu kara no daichi shirei | 1º novembre 1996 ISBN 4-08-851119-0  | 8 dicembre 1999 4 gennaio 2000                     |
| 50    | 7475   | Capitoli - 464–467. Arriva Sex Pistols (Parti 3–6) (セックス・ピストルズ登場 その③〜⑥?, Sekkusu Pisutoruzu tōjō sono 3–6) - 468. La croce sulla mappa (6億円の隠し場所?, 6 oku en no kakushi basho) - 469. Capo Bucciarati - il primo incarico del Boss (ブチャラティ幹部:ボスからの第一指令?, Bucharati Kanbu: Bosu kara no daichi shirei) - 470–472. L'Aerosmith di Narancia (Parti 1–3) (ナランチャのエアロスミス その①〜③?, Narancha no Earosumisu sono 1–3) |                                      |                                                    |
| 50    | 7475   | Trama Dopo un duro combattimento, Mista sconfigge Sale. Il gruppo raggiunge così il luogo dove Bucciarati ha nascosto il tesoro. Qui vengono raggiunti da Pericolo, un anziano capo dell'organizzazione, che requisisce il bottino e informa Bucciarati che ha ufficialmente preso il posto di Polpo, e che pertanto dovrà portare a termine un incarico: proteggere Trish, la figlia del boss di Passione, da un gruppo di traditori che vorrebbero usarla per risalire all'identità del padre. Mentre fa la spesa, un componente del gruppo, Narancia Ghirga, viene attaccato da uno dei traditori, Formaggio, che usa il suo stand Little Feet per rimpicciolirlo. |                                      |                                                    |
| 51    | 7576   | Aerosmith Man in the Mirror 「ボスからの第二指令:「鍵をゲットせよ!」」 - Bosu kara no daini shirei: "Kī o getto seyo!" | 4 febbraio 1997 ISBN 4-08-851120-4   | 4 gennaio 2000 8 febbraio 2000                     |
| 51    | 7576   | Capitoli - 473–475. L'Aerosmith di Narancia (Parti 4–6) (ナランチャのエアロスミス その④〜⑥?, Narancha no Earosumisu sono 4–6) - 476–477. L'Aerosmith di Narancia (Parti 7–8) (ナランチャのエアロスミス その⑦〜⑧?, Narancha no Earosumisu sono 7–8) - 478. Secondo incarico - la chiave (ボスからの第二指令:「鍵をゲットせよ!」?, Bosu kara no daini shirei: "Kī o getto seyo!") - 479–481. Man in the Mirror e Purple Haze (Parti 1–3) (マン・イン・ザ・ミラーとパープル・ヘイズ その①〜③?, Man In Za Mirā to Pāpuru Heizu sono 1–3) |                                      |                                                    |
| 51    | 7576   | Trama Nonostante cada vittima del potere del nemico, Narancia riesce ad eliminare Formaggio grazie al suo stand Aerosmith. Il gruppo riceve un messaggio dal boss, che li informa che dovranno recarsi a Pompei per recuperare la chiave di un mezzo che gli permetterà di viaggiare al sicuro. Bucciarati invia così Giorno, Abbacchio e Fugo al sito archeologico per recuperare la chiave. Una volta li però i tre sono attaccati da Illuso, un altro dei traditori, che utilizza il suo stand per imprigionare Fugo in un mondo al di là degli specchi, lasciando il suo stand, Purple Haze, senza una guida. Abbacchio decide di mettere la missione davanti al suo compagno di squadra e si reca dove la chiave è nascosta, mentre Giorno rimane indietro. |                                      |                                                    |
| 52    | 7778   | Un rapido per Firenze The Greatful Dead 「フィレンツェ行き超特急」 - Firentse iki chōtokkyū | 4 aprile 1997 ISBN 4-08-872039-3     | 8 marzo 2000 8 aprile 2000                         |
| 52    | 7778   | Capitoli - 482–485. Man in the Mirror e Purple Haze (Parti 4–7) (マン・イン・ザ・ミラーとパープル・ヘイズ その④〜⑦?, Man In Za Mirā to Pāpuru Heizu sono 4–7) - 486–487. Un rapido per Firenze (Parti 1–2) (フィレンツェ行き超特急 その①〜②?, Firentse iki chōtokkyū sono 1–2) - 488–490. The Greatful Dead (Parti 1–3) (偉大なる死 その①〜③?, Za Gureitofuru Deddo sono 1–3) |                                      |                                                    |
| 52    | 7778   | Trama Anche Abbacchio viene intrappolato nel mondo dello specchio, e ne consegue una lotta per la chiave. Giorno recupera la chiave e si fa intrappolare nel mondo dello specchio per eliminare il nemico tramite il virus di Purple Haze. Prima di salire su un treno per Firenze secondo le istruzioni del Boss, Bucciarati scopre che la chiave si inserisce nel guscio di una tartaruga. Questa tartaruga è un portatore di stand che consente a tutta la banda di entrare in una piccola stanza all'interno del suo corpo. La gang sale sul treno all'interno della tartaruga. Nel frattempo, anche gli assassini Pesci e Prosciutto salgono a bordo del treno alla ricerca di Trish. Incapace di localizzare la banda, Prosciutto usa il suo stand per far sì che tutti a bordo del treno invecchino. La banda scopre che mantenere la temperatura corporea più fresca può invertire il processo di invecchiamento. Equipaggiato con pochi cubetti di ghiaccio, Mista esce dalla tartaruga alla ricerca dei nemici. |                                      |                                                    |
| 53    | 7879   | The Greatful Dead Brivido sui binari 「偉大なる死」 - Za Gureitofuru Deddo | 4 giugno 1997 ISBN 4-08-872040-7     | 8 aprile 2000 8 maggio 2000                        |
| 53    | 7879   | Capitoli - 491–493. The Greatful Dead (Parti 4–6) (偉大なる死 その④〜⑥?, Za Gureitofuru Deddo sono 4–6) - 494–499. The Greatful Dead (Parti 7–12) (偉大なる死 その⑦〜⑫?, Za Gureitofuru Deddo sono 7–12) |                                      |                                                    |
| 53    | 7879   | Trama Mista si scontra con Pesci e il suo stand Beach Boy, e lo sconfigge facilmente. Tuttavia, prima che possa ottenere qualsiasi informazione da Pesci, Prosciutto attacca e quasi uccide Mista. Bucciarati a questo punto è costretto ad intervenire affrontando i due assassini. Dopo un duro scontro, Bucciarati riesce ad eliminare Prosciutto, gettandolo fuori dal treno in corsa, e Pesci, motivato dalla morte del compagno. La banda non è più in grado di viaggiare attraverso il treno, e Trish rivela a Bucciarati che può vedere gli stand. |                                      |                                                    |
| 54    | 8081   | Baby Face Verso Venezia! 「ゴールド・エクスペリエンスの逆襲」 - Gōrudo Ekusuperiensu no gyakushū | 4 settembre 1997 ISBN 4-08-872174-8  | 8 giugno 2000 8 luglio 2000                        |
| 54    | 8081   | Capitoli - 500–505. Baby Face (Parti 1–6) (ベイビィ・フェイス その①〜⑥?, Beibii Feisu sono 1–6) - 506. Baby Face (7ª parte) (ベイビィ・フェイス その⑦?, Beibii Feisu sono 7) - 507. Verso Venezia! (ヴェネツィアに向かえ!?, Venetsia ni mukae!) - 508. L'OA-disc (ヴェネツィア・サンタ・ルチア駅 『OA-DISC』をゲットせよ!?, Venetsia Santa Ruchia eki ŌĒ-Disuku o getto seyo!) |                                      |                                                    |
| 54    | 8081   | Trama Melone, membro della Squadra Esecuzioni, arriva sulla scena della morte di Pesci e Prosciutto e recupera un campione del DNA di Bucciarati. Usando questo, Melone "ingravida" una giovane donna a bordo del treno per "fare nascere" un stand a distanza che perseguirà Bucciarati. Questo stand, chiamato Baby Face, cresce rapidamente, uccidendo sua madre e raggiungendo la banda usando la moto di Melone. La banda sta per rubare un'automobile quando Baby Face li raggiunge. Dopo aver catturato sia Trish che Bucciarati, Baby Face ferisce Giorno, che però sopravvive grazie al potere di Gold Experience di ricreare pezzi di ricambio. Dopo aver sconfitto lo stand, Giorno ne trasforma i resti in un serpente velenoso, che, nel tentativo di ricongiungersi a Melone, lo morde uccidendolo. Prima di uccidersi, Pericolo invia alla squadra l'ultimo ordine del boss: recuperare un disco che si trova a Venezia. |                                      |                                                    |
| 55    | 8182   | Verso Venezia! White Album 「ヴェネツィア上陸作戦」 - Venetsia jōriku sakusen | 4 novembre 1997 ISBN 4-08-872175-6   | 8 luglio 2000 8 agosto 2000                        |
| 55    | 8182   | Capitoli - 509–511. White Album (Parti 1–3) (ホワイト・アルバム その①〜③?, Howaito Arubamu sono 1–3) - 512–515. White Album (Parti 4–7) (ホワイト・アルバム その④〜⑦?, Howaito Arubamu sono 4–7) - 516. L'ultimo ordine del Boss (ボスよりの最終指令?, Bosu yori no saishū shirei) - 517. L'infanzia di Bruno Bucciarati (ブローノ・ブチャラティ その少年時代?, Burōno Bucharati sono shōnen jidai) |                                      |                                                    |
| 55    | 8182   | Trama In macchina sul Ponte della Libertà, Giorno e Mista vengono attaccati da Ghiaccio, che con il suo stand White Album, in grado di creare un'armatura di ghiaccio apparentemente invincibile, vuole impadronirsi del disco. Mista e Giorno lavorano insieme per superare le difese di White Album e Ghiaccio viene infine ucciso, impalato in un palo di metallo attraverso il buco nel suo stand. Giorno successivamente recupera il disco e cura Mista mentre il resto della squadra si unisce a loro. Seguendo le ultime istruzioni del Boss, Bucciarati accompagna Trish alla Chiesa di San Giorgio Maggiore, ma una volta li Trish sparisce e Bucciarati capisce che il boss ha voluto che Trish venisse portata li per poterla uccidere egli stesso. |                                      |                                                    |
| 56    | 8384   | Il mistero di King Crimson Fegato da vendere 「ガッツのG」 - Gattsu no Jī | 9 gennaio 1998 ISBN 4-08-872501-8    | 8 settembre 2000 8 ottobre 2000                    |
| 56    | 8384   | Capitoli - 518–523. Il mistero di King Crimson (Parti 1–6) (キング・クリムゾンの謎 その①〜⑥?, Kingu Kurimuzon no nazo sono 1–6) - 524. Fegato da vendere (ガッツのG Gattsu no Jī?) - 525–526. Clash e Talking Head (Parti 1–2) (クラッシュとトーキング・ヘッド その①〜②?, Kurasshu and Tōkingu Heddo sono 1–2) |                                      |                                                    |
| 56    | 8384   | Trama Bucciarati segue il Boss e ne segue uno scontro. Il Boss rivela il suo stand King Crimson e il suo potere di cancellare il tempo. Sopraffatto dal potere di King Crimson, Bucciarati viene ferito a morte, ma riesce a scappare con Trish e raggiunge Giorno. Non volendo rivelarsi, il Boss se ne va, giurando di uccidere i traditori. Giorno guarisce Bucciarati, apparentemente senza effetto, ma poi Bucciarati si sveglia. Successivamente Bucciarati annuncia alla squadra di aver ufficialmente tradito il Boss. Ad eccezione di Fugo, tutti i membri del gruppo decidono di seguirlo. Ancora a Venezia, i compagni di Giorno discutono su come sconfiggere il Boss. Trish rivela che sua madre ha incontrato suo padre in Sardegna. Narancia viene poi attaccato dagli assassini Tiziano e Squalo. Lo stand Talking Head di Tiziano rende Narancia incapace di dire la verità, e attira il gruppo vicino a fonti d'acqua in modo che lo stand Clash di Squalo possa attaccarli. |                                      |                                                    |
| 57    | 8485   | Fegato da vendere Notorious B.I.G. 「フライト・コードなし!ボスの過去をあばけ」 - Furaito kōdo nashi! Bosu no kako o abake | 4 marzo 1998 ISBN 4-08-872526-3      | 8 ottobre 2000 8 novembre 2000                     |
| 57    | 8485   | Capitoli - 527–529. Clash e Talking Head (Parti 3–5) (クラッシュとトーキング・ヘッド その③〜⑤?, Kurasshu and Tōkingu Heddo sono 3–5) - 530–531. Clash e Talking Head (Parti 6–7) (クラッシュとトーキング・ヘッド その⑥〜⑦?, Kurasshu and Tōkingu Heddo sono 6–7) - 532. Verso la Sardegna (フライト・コードなし!サルディニアへ向かえ?, Furaito kōdo nashi! Sarudinia e mukae) - 533–535. Notorious B.I.G. (Parti 1–3) (ノトーリアス・B・I・G その①〜③?, Notōriasu Biggu sono 1–3) |                                      |                                                    |
| 57    | 8485   | Trama Giorno scopre la verità, ma è reso incapace dai nemici. Giorno comunque consiglia a Narancia di rintracciare i portatori, così Narancia riesce a scoprire dove si nascondono Tiziano e Squalo uccidendoli entrambi in un combattimento diretto. La banda quindi lascia Venezia alla ricerca di un aeroplano. All'aeroporto, il gruppo viene attaccato da un uomo misterioso chiamato Carne, che si lascia apparentemente uccidere da Mista. Mentre l'aereo è in volo, lo stand di Carne Notorious BIG attacca la banda e si rivela veloce, forte e soprattutto invincibile in quanto il suo portatore morto. Mista e Narancia sono gravemente feriti, e Giorno si amputa entrambe le mani per sbarazzarsi dello stand nemico, ora incapace di guarire. All'insaputa della banda, Notorious BIG è ancora sull'aereo. |                                      |                                                    |
| 58    | 8687   | Spice Girl Il mio nome è Doppio 「ぼくの名はドッピオ」 - Boku no na wa Doppio | 4 giugno 1998 ISBN 4-08-872562-X     | 7 dicembre 2000 8 gennaio 2001                     |
| 58    | 8687   | Capitoli - 536–538. Notorious B.I.G. (Parti 4–6) (ノトーリアス・B・I・G その④〜⑥?, Notōriasu Biggu sono 4–6) - 539–540. Spice Girl (Parti 1–2) (スパイス・ガール その①〜②?, Supaisu Gāru sono 1–2) - 541. Sardegna... tempesta in arrivo (サルディニア島嵐警報!?, Sarudinia-tō arashi keihō!) - 542–543. Il mio nome è Doppio (Parti 1–2) (ぼくの名はドッピオ その①〜②?, Boku no na wa Doppio sono 1–2) - 544. King Crimson contro Metallica (1ª parte) (キング・クリムゾンv.s.メタリカ その①?, Kingu Kurimuzon Bāsasu Metarika sono 1) |                                      |                                                    |
| 58    | 8687   | Trama Rimasta sola in cabina, Trish affronta Notorious B.IG. e si rende anche conto che una spilla si sta trasformando in mano di Giorno, la situazione spinge Trish a risvegliare il suo stand Spice Girl. Trish riesce a raggiungere l'abitacolo con la nuova mano di Giorno, e, per sbarazzarsi di Notorious BIG, distrugge l'aereo mandandolo in mare e la banda raggiunge la Sardegna. Nel frattempo a Venezia, il Boss scopre che una foto lo collega alla Sardegna, e decide di andare in Sardegna per fermare il Moody Blues di Abbacchio dal replicare la sua faccia. Ma anche un'altra persona è sulle tracce delle radici del capo: Aceto Doppio, il quale, convinto di essere il suo più stretto collaboratore, è ignaro di essere la seconda personalità del boss stesso. Una volta li incontra Risotto Nero, capo della Squadra di Esecuzioni, e ingaggia uno scontro contro di lui e il suo stand Metallica. |                                      |                                                    |
| 59    | 8788   | Il mio nome è Doppio King Crimson contro Metallica 「今にも落ちて来そうな空の下で」 - Ima ni mo ochite kisō na sora no shita de | 4 agosto 1998 ISBN 4-08-872588-3     | 8 gennaio 2001 8 febbraio 2001                     |
| 59    | 8788   | Capitoli - 545–547. King Crimson contro Metallica (Parti 2–4) (キング・クリムゾンv.s.メタリカ その②〜④?, Kingu Kurimuzon Bāsasu Metarika sono 2–4) - 548–549. King Crimson contro Metallica (Parti 5–6) (キング・クリムゾンv.s.メタリカ その⑤〜⑥?, Kingu Kurimuzon Bāsasu Metarika sono 5–6) - 550. L'ultimo blues (今にも落ちて来そうな空の下で?, Ima ni mo ochite kisō na sora no shita de) - 551–552. Pronto, chi parla? (Parti 1–2) (プロント!通話中 その①〜②?, Moshimoshi! Tsūwachū sono 1–2) - 553. Destinazione Roma (目的地はローマ!コロッセオ?, Mokutekichi wa Rōma! Korosseo) |                                      |                                                    |
| 59    | 8788   | Trama Inizia una lotta tra Doppio, consigliato dal Boss e Risotto. Usando parte di King Crimson, Doppio scopre che Metallica manipola il ferro. Il risultato è apparentemente deciso poiché Doppio non può respirare senza la quantità vitale di ferro nel sangue, finché non attira Aerosmith in battaglia, ferendo mortalmente Risotto. Nel frattempo, Abbacchio sta riavvolgendo il tempo con Moody Blues per ricreare il volto del Boss. Essendo solo, il Boss riesce ad avvicinarsi ad Abbacchio e lo uccide. La gang indaga sul Boss senza successo, ma la loro indagine viene notata da un personaggio misterioso, che li contatta e si propone di incontrarsi a Roma per ricevere una Freccia, l'artefatto che nasconde un potere potenzialmente in grado di sconfiggere King Crimson. La banda impara anche il nome del Boss: Diavolo. Giunti sulla costa italiana, la banda scopre di essere attaccati da uno strano stand. |                                      |                                                    |
| 60    | 8990   | Green Day & Oasis Una voce dal passato 「コロッセオの男に会え!」 - Korosseo no otoko ni ae! | 2 ottobre 1998 ISBN 4-08-872613-8    | 8 marzo 2001 9 aprile 2001                         |
| 60    | 8990   | Capitoli - 554–559. Green Day e Oasis (Parti 1–6) (『グリーン・ディ』と『オアシス』 その①〜⑥?, "Gurīn Di" to "Oashisu" sono 1–6) - 560–562. Green Day e Oasis (Parti 7–9) (『グリーン・ディ』と『オアシス』 その⑦〜⑨?, "Gurīn Di" to "Oashisu" sono 7–9) |                                      |                                                    |
| 60    | 8990   | Trama Il gruppo deve vedersela con i due assassini più pericolosi di Passione, Cioccolata e Secco. Con molta difficoltà, la banda riesce a rubare un'auto. Sulla strada per Roma, la banda si rende conto che il Green Day di Cioccolata ha diffuso la sua muffa a Roma e sono costretti a scendere dalla macchina. Vedendo che Cioccolata sta operando da un elicottero e Secco che si tuffa nelle strade per combatterli a testa alta, Giorno e Mista immobilizzano l'elicottero in cima a una torre, e affrontano il dottore pazzo, mentre Bucciarati si prende cura di Secco. In cima alla torre, Cioccolata quasi uccide Mista. Giorno poi riesce a uccidere Cioccolata dopo un lungo scontro. |                                      |                                                    |
| 61    | 9091   | Una voce dal passato Prima della freccia 「そいつの名はディアボロ」 - Soitsu no na wa Diaboro | 8 gennaio 1999 ISBN 4-08-872652-9    | 9 aprile 2001 maggio 2001                          |
| 61    | 9091   | Capitoli - 563–565. Green Day e Oasis (Parti 10–12) (『グリーン・ディ』と『オアシス』 その⑩〜⑫?, "Gurīn Di" to "Oashisu" sono 10–12) - 566–567. Green Day e Oasis (Parti 13–14) (『グリーン・ディ』と『オアシス』 その⑬〜⑭?, "Gurīn Di" to "Oashisu" sono 13–14) - 568. ... lo chiamavano Diavolo (1ª parte) (そいつの名はディアボロ その①?, Soitsu no na wa Diaboro sono 1) - 569. Leggende metropolitane (ほんの少し昔の物語?, Honno sukoshi mukashi no monogatari) - 570. ... lo chiamavano Diavolo (2ª parte) (そいつの名はディアボロ その②?, Soitsu no na wa Diaboro sono 2) - 571. Prima della freccia (「矢」のさらに先に存在もの?, "Ya" no sara ni saki ni aru mono) |                                      |                                                    |
| 61    | 9091   | Trama Nelle strade, Bucciarati combatte Secco. Il combattimento si trasforma in una corsa verso il Colosseo, e il personaggio misterioso alla fine si rivela essere Jean Pierre Polnareff. Quando Bucciarati assorda Secco, paralizzando la sua abilità di combattimento, Secco è costretto a prendere Doppio in ostaggio. Bucciarati lo libera prontamente e uccide Secco. Non sapendo chi sia Doppio, Bucciarati gli dice che è diretto al Colosseo, stuzzicando l'interesse di Doppio. Conducendo Bucciarati ferito verso il Colosseo, Doppio viene informato che Bucciarati è in realtà un non morto e può solo sentire le anime delle persone. Diavolo quindi traveste la sua anima da Trish per ottenere la sua fiducia, e i due superano di nascosto il resto della banda. Raggiunto Polnareff, Doppio si trasforma in Diavolo, che attacca Polnareff. |                                      |                                                    |
| 62    | 9293   | Requiem in silenzio Il diavolo sotto la pelle 「鎮魂歌は静かに奏でられる」 - Rekuiemu wa shizuka ni kanaderareru | 4 marzo 1999 ISBN 4-08-872680-4      | giugno 2001 8 luglio 2001                          |
| 62    | 9293   | Capitoli - 572–577. Requiem in silenzio (Parti 1–6) (鎮魂歌は静かに奏でられる その①〜⑥?, Rekuiemu wa shizuka ni kanaderareru sono 1–6) - 578–579. Requiem in silenzio (Parti 7–8) (鎮魂歌は静かに奏でられる その⑦〜⑧?, Rekuiemu wa shizuka ni kanaderareru sono 7–8) - 580–582. Il diavolo sotto la pelle (Parti 1–3) (ディアボロ浮上 その①〜③?, Diaboro fujō sono 1–3) |                                      |                                                    |
| 62    | 9293   | Trama Ferito da Diavolo, Polnareff trafigge il suo Silver Chariot con la Freccia. Lo stand subisce quindi una trasformazione, e tutti i presenti si addormentano. Quando si svegliano, la banda si rende conto lentamente che le loro anime sono passate da un corpo all'altro. Narancia si è scambiato con Giorno, Mista con Trish, Bucciarati con Diavolo, mentre Polnareff è finito dentro la tartaruga. Rivela quindi che uno stand trafitto dalla Freccia può evolversi in Requiem, acquisendo poteri superiori. Insieme, la banda cerca di prendere la Freccia, ma il compito è reso impossibile dal momento che i loro stand li attaccano quando si avvicinano alla Freccia. Anche il corpo di Bucciarati si sveglia e la persona che risiede nel suo corpo viene abbattuta da Mista. Quasi immediatamente, il tempo è cancellato ancora una volta e Narancia viene ucciso, Giorno quindi riprende il suo corpo originale. Polnareff teorizza che Diavolo soffre di personalità dissociative, facendo sì che due anime abitassero un solo corpo, il che significa che il luogo in cui Diavolo si trova è ora sconosciuto. Mentre il gruppo esce dal Colosseo, viene rivelato che era Doppio a trovarsi nel corpo di Bucciarati. Giorno si rende conto che Diavolo possiede uno di loro, ma prima che possa confermare ogni sospetto, King Crimson ferisce Giorno e prende il controllo del corpo di Mista che era il luogo in cui è stato ospitato. Diavolo corre quindi velocemente verso il Requiem, avendone scoperto il punto debole, e lo sconfigge. |                                      |                                                    |
| 63    | 9394   | Il diavolo sotto la pelle Schiavi del destino 「眠れる奴隷」 - Nemureru dorei | 30 aprile 1999 ISBN 4-08-872709-6    | 8 luglio 2001 8 agosto 2001                        |
| 63    | 9394   | Capitoli - 583. Il diavolo sotto la pelle (4ª parte) (ディアボロ浮上 その④?, Diaboro fujō sono 4) - 584. Il diavolo sotto la pelle (5ª parte) (ディアボロ浮上 その⑤?, Diaboro fujō sono 5) - 585. Il re dei re (王の中の王?, Kingu Obu Kingusu) - 586–589. Gold Experience Requiem (Parti 1–4) (ゴールド・E・レクイエム その①〜④?, Gōrudo Ekusuperiensu Rekuiemu sono 1–4) - 590. Epilogo - schiavi sopiti (エピローグ 眠れる奴隷?, Epirōgu nemureru dorei) - 591–594. Schiavi sopiti (Parti 2–5) (眠れる奴隷 その②〜⑤?, Nemureru dorei sono 2–5) |                                      |                                                    |
| 63    | 9394   | Trama La banda cerca di impedire a Diavolo di prendere la Freccia, ma i loro sforzi sono resi nulli da King Crimson. Tuttavia, Bucciarati riesce a distruggere completamente Chariot, facendo sì che l'anima di tutti torni nei corpi originali. Dopo un breve addio con Giorno, l'anima di Bucciarati ascende al cielo. Finalmente, Giorno prende la Freccia tra le sue mani, e colpisce con essa il suo stand. Diavolo cancella il tempo, ma Gold Experience Requiem lo annulla e lo sconfigge. Gold Experiece Requiem fa sì che le azioni del suo avversario si azzerino, anche nella morte, quindi Diavolo si ritrova intrappolato in un ciclo di morte senza fine, incapace di fare qualcosa al riguardo. L'epilogo mostra un episodio avvenuto prima dell'ingresso di Giorno, in cui Bucciarati e gli altri aiutano un fioraio a svelare la verità sulla morte di sua figlia. Mista e Bucciarati vanno a indagare sul presunto assassino e Mista nota una pietra che segue Bucciarati. Di fronte a Scolippi, lo scultore, scopre che il suo stand Rolling Stone rivela la morte del suo bersaglio, e che l'unico modo per fermarlo è distruggerlo. Mista ha successo, ma lo stand prende la forma di Bucciarati, Abbacchio e Narancia, rivelando che erano destinati a morire durante il viaggio. Ritornando al presente, Giorno nasconde la Freccia all'interno del corpo della tartaruga, col consenso di Polnareff. Giorno diventa finalmente il nuovo boss di Passione, con Mista, Trish e Polnareff come ultimi compagni. |                                      |                                                    |

## Parte 6
Diversamente dalle precedenti, la sesta parte Stone Ocean non è serializzata su rivista sotto il titolo generale della serie, bensì con uno specifico che pur lo contiene: Jojo no kimyō na bōken - Part6: Sutōn Ōshan (ジョジョの奇妙な冒険 Part6 ストーンオーシャン? lett. "Le bizzarre avventure di JoJo - Parte 6: Stone Ocean"). Lo stesso è impiegato anche per l'edizione tankōbon, che inoltre affianca al conteggio totale dei volumi una numerazione indipendente. In Italia è l'ultima parte pubblicata da Star Comics all'interno della serie Le bizzarre avventure di JoJo, ma a differenza delle precedenti riporta in copertina il sottotitolo Stone Ocean e i volumi sono privi di titolo proprio.
| Nº Ja   | N° It     | Titolo italiano Giapponese 「Kanji」 - Rōmaji | Data di prima pubblicazione         | Data di prima pubblicazione                        |
| Nº Ja   | N° It     | Titolo italiano Giapponese 「Kanji」 - Rōmaji | Giapponese                          | Italiano                                           |
| 1 (64)  | 9596      | Le bizzarre avventure di JoJo 95 (Stone Ocean) Le bizzarre avventure di JoJo 96 (Stone Ocean) 「囚人番号FE40536空条徐倫」 - Shūjin bangō FE40536 Kūjō Jorīn | 1º maggio 2000 ISBN 4-08-872866-1   | 10 febbraio 2002 10 marzo 2002                     |
| 1 (64)  | 9596      | Capitoli - 1–3. L'oceano di pietra (Stone Ocean) (Parti 1–3) (石作りの海 その①〜③?, Sutōn Ōshan sono 1–3) - 4. Detenuta N. FE40536 Cujo Jolyne (1ª parte) (囚人番号FE40536空条徐倫 その①?, Shūjin bangō FE40536 Kūjō Jorīn sono 1) - 5–6. Detenuta N. FE40536 Cujo Jolyne (Parti 2–3) (囚人番号FE40536空条徐倫 その②〜③?, Shūjin bangō FE40536 Kūjō Jorīn sono 2–3) - 7. Googoo Dolls (グーグー・ドールズ?, Gūgū Dōruzu) - 8. Stone Free (1ª parte) (ストーン・フリー その①?, Sutōn Furī sono 1) |                                     |                                                    |
| 1 (64)  | 9596      | Trama Florida 2011: Jolyne Kujo, figlia di Jotaro, viene arrestata, ma sostiene di essere stato incastrata per omicidio. Mentre viene trasferita in prigione, stringe amicizia con la detenuta Hermes Costello. Dopo aver aiutato il suo fidanzato Romeo a nascondere il cadavere di un uomo investito, Jolyne è stata condannata a scontare una condanna di quindici anni nella prigione di Green Dolphin Street. Grazie ad una ferita provocata da un pezzo della Freccia, che le era stata mandata da suo padre, ottiene il potere stand Stone Free. Jolyne incontra poi la sua compagna di cella Gwess, che la rimpicciolisce col suo stand Gogoo Dolls e la mette nel cadavere di un topo per cercare un modo per fuggire dalla prigione. |                                     |                                                    |
| 2 (65)  | 969798    | Le bizzarre avventure di JoJo 96 (Stone Ocean) Le bizzarre avventure di JoJo 97 (Stone Ocean) Le bizzarre avventure di JoJo 98 (Stone Ocean) 「グリーン・ドルフィン・ストリート刑務所の面会人」 - Gurīn Dorufin Sutorīto Keimusho no menkainin | 4 agosto 2000 ISBN 4-08-872899-8    | 10 marzo 2002 10 aprile 2002 10 maggio 2002        |
| 2 (65)  | 969798    | Capitoli - 9. Stone Free (2ª parte) (ストーン・フリー その②?, Stōn Furī sono 2) - 10. Green Dolphin Street (グリーン・ドルフィン・ストリート刑務所?, Gurīn Dorufin Sutorīto Keimusho) - 11–16. Il visitatore (Parti 1–6) (面会人 その①〜⑥?, Menkainin sono 1–6) - 17. Il visitatore (7ª parte) (面会人 その⑦?, Menkainin sono 7) |                                     |                                                    |
| 2 (65)  | 969798    | Trama Utilizzando Stone Free, Jolyne sconfigge Gwess. Jotaro viene presto a visitare Jolyne, tuttavia un bambino misterioso di nome Emporio Alnino la avverte che questa è una trappola. Jotaro svela alla figlia che un portatore di stand di nome Johngalli A, un discepolo di Dio, l'ha incastrata in modo da poterla uccidere in carcere, e la esorta a scappare. La rabbia di Jolyne verso suo padre, che è stato assente per la maggior parte della sua vita, è interrotta da un doppio attacco da parte dello stand di Johngalli, Manhattan Transfer, e da un altro misterioso stand chiamato Whitesnake. |                                     |                                                    |
| 3 (66)  | 9899      | Le bizzarre avventure di JoJo 98 (Stone Ocean) Le bizzarre avventure di JoJo 99 (Stone Ocean) 「プリズナー・オブ・ラヴ」 - Purizunā Obu Ravu | 4 ottobre 2000 ISBN 4-08-873027-5   | 10 maggio 2002 10 giugno 2002                      |
| 3 (66)  | 9899      | Capitoli - 18–19. Il visitatore (Parti 8–9) (面会人 その⑧〜⑨?, Menkainin sono 8–9) - 20. Prisoner of Love (プリズナー・オブ・ラヴ?, Purizunā Obu Ravu) - 21–22. I sigilli di Ermes (Parti 1–2) (エルメェスのシール その①〜②?, Erumesu no shīru sono 1–2) - 23–25. I sigilli di Ermes (Parti 3–5) (エルメェスのシール その③〜⑤?, Erumesu no shīru sono 3–5) - 26–27. Siamo in 6! (Parti 1–2) (6人いる! その①〜②?, Rokunin iru! sono 1–2) |                                     |                                                    |
| 3 (66)  | 9899      | Trama Whitesnake sfrutta il suo potere per rimuovere Star Platinum e i ricordi di Jotaro sotto forma di dischi. Jotaro sprofonda in uno stato simile alla morte, ma confessa a Jolyne che lui l'ha sempre amata. Jolyne decide di trovare un modo per recuperare i dischi dal misterioso portatore di Whitesnake. Intanto Ermes sviluppa lo stand Kiss, e si scontra con il detenuto suicida Thunder McQueen e il suo Highway to Hell, che riflette qualsiasi danno arrecato a Ermes. Ermes riesce a fuggire, e viene quindi avvicinata da Emporio e portata nella sua stanza segreta fantasma, dove incontra altri due detenuti, Anasui e Weather Report. Ermes mette fuori gioco Thunder, e decide di prendere il suo disco per combattere Whitesnake al fianco di Jolyne. Dopo che due prigionieri sono scomparsi senza lasciare traccia nei terreni agricoli del carcere, viene costituita una squadra di ricerca di cinque detenute, tra cui Jolyne ed Ermes, che ricevono braccialetti che sono truccati per esplodere se si allontanano da cinquanta metri dalla guardia che sorveglia la squadra. |                                     |                                                    |
| 4 (67)  | 99100101  | Le bizzarre avventure di JoJo 99 (Stone Ocean) Le bizzarre avventure di JoJo 100 (Stone Ocean) Le bizzarre avventure di JoJo 101 (Stone Ocean) 「行くぞ!フー・ファイターズ」 - Iku zo! Fū Faitāzu | 4 dicembre 2000 ISBN 4-08-873051-8  | 10 giugno 2002 10 luglio 2002 10 agosto 2002       |
| 4 (67)  | 99100101  | Capitoli - 28. Siamo in 6! (3ª parte) (6人いる! その③?, Rokunin iru! sono 3) - 29–30. Siamo in 6! (Parti 4–5) (6人いる! その④〜⑤?, Rokunin iru! sono 4–5) - 31–33. Foo Figthers (Parti 1–3) (フー・ファイターズ その①〜③?, Fū Faitāzu sono 1–3) - 34. L'esattore Marilyn Manson (1ª parte) (取り立て人マリリン・マンソン その①?, Toritatenin Maririn Manson sono 1) - 35–36. L'esattore Marilyn Manson (Parti 2–3) (取り立て人マリリン・マンソン その②〜③?, Toritatenin Maririn Manson sono 2–3) |                                     |                                                    |
| 4 (67)  | 99100101  | Trama Ermes e Jolyne scoprono che la collezione di Whitesnake si trova all'interno di un trattore nella fattoria fuori dalle mura del carcere e si recano sul luogo per investigare, e scoprono che Whitesnake ha lasciato a guardia dei dischi Foo Fighters, un essere vivente nato dall'inserimento di due dischi nel plancton. Dopo un duro scontro, colpito dallo spirito di Jolyne, Foo Figthers decide di unirsi a lei ed Ermes per salvare la vita di Jotaro, e per inserirsi nella vita della prigione prende possesso del corpo di una detenuta morta, una ragazza di nome Etro. Dopo qualche ora, il portatore di Whitesnake si reca di persona sul posto per investigare, e viene rivelato essere padre Enrico Pucci, il cappellano del carcere. Questi invia la detenuta Mila Schoon, portatrice dello stand riscossore Marylin Manson, a recuperare il disco da Jolyne, Hermes e FF. |                                     |                                                    |
| 5 (68)  | 101102    | Le bizzarre avventure di JoJo 101 (Stone Ocean) Le bizzarre avventure di JoJo 102 (Stone Ocean) 「サヴェジ・ガーデン作戦 (中庭へ向かえ!)」 - Saveji Gāden Sakusen (Nakaniwa e mukae!) | 2 febbraio 2001 ISBN 4-08-873077-1  | 10 agosto 2002 10 settembre 2002                   |
| 5 (68)  | 101102    | Capitoli - 37–39. L'esattore Marilyn Manson (Parti 4–6) (取り立て人マリリン・マンソン その④〜⑥?, Toritatenin Maririn Manson sono 4–6) - 40. La strategia Savage Garden (1ª parte) (サヴェジ・ガーデン作戦 (中庭へ向かえ!) その①?, Saveji Gāden Sakusen (Nakaniwa e mukae!) sono 1) - 41–45. La strategia Savage Garden (Parti 2–6) (サヴェジ・ガーデン作戦 その②〜⑥?, Saveji Gāden Sakusen sono 2–6) |                                     |                                                    |
| 5 (68)  | 101102    | Trama Dopo aver sconfitto Mila Schoon ed il suo esattore Marilyn Manson, Jolyne riesce a contattare un emissario della Fondazione Speedwagon, e fissa un appuntamento per la consegna del disco per Jotaro (che è in stato di animazione sospesa nella sede della Fondazione) nel cortile interno del carcere. La ragazza viene però pedinata, cosi Emporio la fa scortare da Weather Report, portatore di stand che vive nella sua stanza fantasma, privo di memoria presumibilmente per colpa di Whitesnake. Prima che possano uscire, i due però rimangono vittima del potere stand dell'inseguitore, in grado di annullare la gravità. Jolyne prende il Disco e cerca di scappare, ma appare Weather e combatte il nemico con il suo Stand. Durante il combattimento, gli allarmi scattano e il corridoio si chiude da solo. Prima che i cancelli si chiudano, tutti e tre i portatori di stand riescono a entrare in fabbrica, proseguendo lo scontro. |                                     |                                                    |
| 6 (69)  | 102103104 | Le bizzarre avventure di JoJo 102 (Stone Ocean) Le bizzarre avventure di JoJo 103 (Stone Ocean) Le bizzarre avventure di JoJo 104 (Stone Ocean) 「集中豪雨警報発令」 - Shūchū gōu keihō hatsurei | 4 aprile 2001 ISBN 4-08-873103-4    | 10 settembre 2002 10 ottobre 2002 10 novembre 2002 |
| 6 (69)  | 102103104 | Capitoli - 46. La strategia Savage Garden (7ª parte) (サヴェジ・ガーデン作戦 その⑦?, Saveji Gāden Sakusen sono 7) - 47. La strategia Savage Garden (8ª parte) (サヴェジ・ガーデン作戦 その⑧?, Saveji Gāden Sakusen sono 8) - 48–50. Allarme: precipitazioni localizzate (Parti 1–3) (集中豪雨警報発令 その①〜③?, Shūchū gōu keihō hatsurei sono 1–3) - 51–52. Bacio d'amore e di vendetta (Parti 1–2) (愛と復讐のキッス その①〜②?, Ai to fukushū no kissu Sono 1–2) - 53–54. Bacio d'amore e di vendetta (Parti 3–4) (愛と復讐のキッス その③〜④?, Ai to fukushū no kissu sono 3–4) |                                     |                                                    |
| 6 (69)  | 102103104 | Trama Dopo lo scontro con Wrang Wrangler, portatore di Jumping Jack Flash, in cui Weather rimane gravemente ferito, ed una guardia controllata da un disco di Whitesnake, Jolyne riesce a consegnare il disco alla Fondazione grazie al piccione addestrato Savage Garden e a Weather, che scatena una pioggia di rane velenose. Ora il corpo di Jotaro può essere resuscitato, nonostante rimanga ancora senza memoria. Ermes intanto inizia a pianificare la sua vendetta contro il gangster Sports Max, che uccise sua sorella. Nel compiere la sua vendetta, però Ermes scopre a sue spese che anche Sport Max è stato dotato di uno stand dai dischi di Whitesnake, che gli consente di riportare in vita se stesso e gli altri sotto forma di zombie invisibili. |                                     |                                                    |
| 7 (70)  | 104105    | Le bizzarre avventure di JoJo 104 (Stone Ocean) Le bizzarre avventure di JoJo 105 (Stone Ocean) 「ウルトラセキュリティ懲罰房」 - Urutora Sekyuriti chōbatsubō | 4 giugno 2001 ISBN 4-08-873126-3    | 10 novembre 2002 10 dicembre 2002                  |
| 7 (70)  | 104105    | Capitoli - 55–57. Bacio d'amore e di vendetta (Parti 5–7) (愛と復讐のキッス その⑤〜⑦?, Ai to fukushū no kissu sono 5–7) - 58. Isolamento di ultra-sicurezza (ウルトラセキュリティ懲罰房?, Urutora Sekyuriti chōbatsubō) - 59. Il suo nome è Anasui (その名はアナスイ?, Sono na wa Anasui) - 60–63. Il segreto della guardia Westwood (Parti 1–4) (看守ウエストウッドの秘密 その①〜④?, Kanshu Uesutouddo no himitsu sono 1–4) |                                     |                                                    |
| 7 (70)  | 104105    | Trama Aiutata da Jolyne e FF, Hermes elimina definitivamente Sports Max, rimanendo però ferita nelo scontro. Jolyne scopre che Pucci aveva donato a Sport Max lo stand Limp Bizkit per fargli resuscitare l'ultimo osso rimasto di Dio, il quale aveva iniziato a mostrare una volontà propria, ed era scomparso nel braccio di isolamento del carcere. Jolyne quindi vi si fa rinchiudere di proposito, mentre Pucci la fa braccare da quattro stand contemporaneamente. Al braccio punitivo, l'influenza dello stand Survivor spinge la guardia Viviano Westwood, portatore di Planet Waves, a liberare tutti i detenuti e nel bel mezzo del caos accorrono F.F. e Narciso Anasui, un maniaco omicida innamorato di Jolyne, in suo aiuto. |                                     |                                                    |
| 8 (71)  | 105106107 | Le bizzarre avventure di JoJo 105 (Stone Ocean) Le bizzarre avventure di JoJo 106 (Stone Ocean) Le bizzarre avventure di JoJo 107 (Stone Ocean) 「燃えよ竜の夢」 - Moe yo Doragonzu Dorīmu | 4 settembre 2001 ISBN 4-08-873160-3 | 10 dicembre 2002 10 gennaio 2003 10 febbraio 2003  |
| 8 (71)  | 105106107 | Capitoli - 64. Il segreto della guardia Westwood (5ª parte) (看守ウエストウッドの秘密 その⑤?, Kanshu Uesutouddo no himitsu sono 5) - 65–66. Il segreto della guardia Westwood (Parti 6–7) (看守ウエストウッドの秘密 その⑥〜⑦?, Kanshu Uesutouddo no himitsu sono 6–7) - 67–70. Brucia, Sogno del Drago! (Parti 1–4) (燃えよ竜の夢 その①〜④?, Moe yo Doragonzu Dorīmu sono 1–4) - 71. Brucia, Sogno del Drago! (5ª parte) (燃えよ竜の夢 その⑤?, Moe yo Doragonzu Dorīmu sono 5) - 72. Brucia, Foo Fighters! (燃えよフー・ファイターズ?, Moe yo Fū Faitāzu) |                                     |                                                    |
| 8 (71)  | 105106107 | Trama Westwood è un duro combattente e usa Planet Waves per manipolare piccole meteore, ma Jolyne riesce a bypassare l'invulnerabilità di Westwood alle sue meteore usando le meteore per spingere uno stivale verso la sua faccia, sconfiggendo la guardia. Interviene Kenzou, anziano utilizzatore dello stand Dragon's Dream che rivela luoghi fortunati in cui il feng-shui ha la massima probabilità di uccidere, che sfida Jolyne, ma FF interviene e combatte contro di lui. |                                     |                                                    |
| 9 (72)  | 107108    | Le bizzarre avventure di JoJo 107 (Stone Ocean) Le bizzarre avventure di JoJo 108 (Stone Ocean) 「緑色の誕生」 - Midoriiro no tanjō | 2 novembre 2001 ISBN 4-08-873183-2  | 10 febbraio 2003 10 marzo 2003                     |
| 9 (72)  | 107108    | Capitoli - 73–74. Brucia, Sogno del Drago! (Parti 6–7) (燃えよ竜の夢 その⑥〜⑦?, Moe yo Doragonzu Dorīmu sono 6–7) - 75. Padre: Jotaro Kujo - Figlia: Jolyne Kujo (父・空条承太郎 娘・空条徐倫?, Chichi: Kūjō Jōtarō musume: Kūjō Jorīn) - 76. La nascita del "Verde" (1ª parte) (『緑色』の誕生 その①?, "Midoriiro" no Tanjō Sono 1) - 77. La nascita del "Verde" (2ª parte) (『緑色』の誕生 その②?, "Midoriiro" no tanjō sono 2) - 78–81. Arriva Yoyoma! (Parti 1–4) (ヨーヨーマッが来る! その①〜④?, Yōyōma ga kuru! sono 1–4) |                                     |                                                    |
| 9 (72)  | 107108    | Trama Le abilità di Kenzou prevalgono quasi contro FF, ma Anasui interviene e rivela la sua capacità di ristrutturare qualsiasi cosa dall'interno, sconfiggendo Kenzou quando ristruttura le sue gambe in molle. Ben presto l'osso di Dio scatena uno strano fenomeno, sacrificando le anime di 36 detenuti e trasformandole in piante, da cui nasce un curioso bozzolo, contenente quello che sembra un curioso ibrido umano/vegetale. Pucci aveva rubato il disco dei ricordi di Jotaro perché questi, dopo aver ucciso Dio, ne aveva bruciato il diario, che conteneva la tecnica mentale per arrivare al Paradiso trovata da Dio prima di morire, e quindi era rimasto l'unica persona ancora in vita a conoscerla. La chiave di tutto è proprio il Bambino Verde, nato dal fenomeno scatenato dall'osso di Dio. Jolyne, Anasui e FF prendono un motoscafo per attraversare la palude. Tuttavia l'embrione che era in loro possesso viene inghiottito dallo stand Yo-Yo Ma. Incapace di ferirlo, FF rimane indietro per uccidere il portatore D an G mentre Jolyne e Anasui prendono Yo-Yo Ma a bordo. |                                     |                                                    |
| 10 (73) | 108109110 | Le bizzarre avventure di JoJo 108 (Stone Ocean) Le bizzarre avventure di JoJo 109 (Stone Ocean) Le bizzarre avventure di JoJo 110 (Stone Ocean) 「AWAKEN-目覚め」 - AWAKEN-Mezame | 4 febbraio 2002 ISBN 4-08-873225-1  | 10 marzo 2003 10 aprile 2003 10 maggio 2003        |
| 10 (73) | 108109110 | Capitoli - 82. Arriva Yoyoma! (5ª parte) (ヨーヨーマッが来る! その⑤?, Yōyōma ga kuru! sono 5) - 83–84. F.F. testimone oculare (Parti 1–2) (F・F-目撃者 その①〜②?, Efu Efu mokugekisha sono 1–2) - 85–88. Awaken - risveglio (Parti 1–4) (AWAKEN-目覚め その①〜④?, AWAKEN-Mezame sono 1–4) - 89–90. Whitesnake inseguitore (Parti 1–2) (ホワイトスネイク-追跡者 その①〜②?, Howaito Suneiku- tsuisekisha sono 1–2) |                                     |                                                    |
| 10 (73) | 108109110 | Trama Jolyne e Anasui sono inseguiti dalle guardie carcerarie e devono nascondersi nella palude. Jolyne si rende conto che si sta lentamente sciogliendo per via del potere di Yo-Yo Ma ma non riesce a comunicare correttamente. Allo stesso tempo, FF scopre che Pucci è la mente dietro gli attacchi. Mentre Anasui neutralizza Yo-Yo Ma fondendo il suo cervello con quello di una rana, Pucci celebra la nascita dell'embrione, ma vede che FF sta pianificando di uccidere D an G. Mentre FF uccide D an G , viene gravemente ferito nel processo e rimane senza acqua. Mentre il prete si avvicina alla colonia di plancton, il Bambino Verde nasce dai resti di Yo-Yo Ma. Jolyne e Anasui provano ad avvicinarsi al bambino, il cui stand, Green Grass of Home li attacca, riducendoli man mano che diminuisce la distanza tra il bambino e loro. |                                     |                                                    |
| 11 (74) | 110111    | Le bizzarre avventure di JoJo 110 (Stone Ocean) Le bizzarre avventure di JoJo 111 (Stone Ocean) 「迎え!天国の時」 - Mukae! Tengoku no toki | 4 aprile 2002 ISBN 4-08-873250-2    | 10 maggio 2003 10 giugno 2003                      |
| 11 (74) | 110111    | Capitoli - 91–93. Whitesnake inseguitore (Parti 3–5) (ホワイトスネイク-追跡者 その③〜⑤?, Howaito Suneiku- tsuisekisha sono 3–5) - 94. Il tempo del paradiso (天国の時?, Tengoku no toki) - 95. Luna nuova, prete nuovo! (新月の時!新神父?, Shingetsu no toki! Nyū shinpu) - 96–99. Jail House Lock! (Parti 1–4) (JAIL HOUSE LOCK! その①〜④?, Jeiru Hausu Rokku! sono 1–4) |                                     |                                                    |
| 11 (74) | 110111    | Trama Quasi morto, FF contatta Weather Report con una radio, che usa il suo potere di controllo del tempo per far piovere e rendere l'area nebbiosa. Whitesnake perde le tracce di FF e si incontra con Weather Report. I quattro si incontrano, ma Weather Report era in realtà Whitesnake sotto mentite spoglie. Whitesnake ferisce pesantemente FF e Anasui, ma riesce solo a ferire Jolyne. Pucci si rivela e si avvicina al bambino, fondendosi con lui e divenendo un tutt'uno con Dio. Adesso l'obiettivo di Pucci è portare l'umanità intera verso il Paradiso e per compiere la sua missione deve recarsi nel luogo descritto dalle coordinate presenti nel diario di Dio. Dopo aver letto il Disco della memoria di Jotaro, Jolyne chiede a Emporio di aiutarla a scappare dal carcere. Tuttavia, Emporio afferma che la fuga è impossibile a causa del "vero guardiano di Green Dolphin Street", che può rendere impossibile la fuga, anche per i portatori di stand. |                                     |                                                    |
| 12 (75) | 111112113 | Le bizzarre avventure di JoJo 111 (Stone Ocean) Le bizzarre avventure di JoJo 112 (Stone Ocean) Le bizzarre avventure di JoJo 113 (Stone Ocean) 「脱獄へ…」 - Datsugoku e... | 4 luglio 2002 ISBN 4-08-873284-7    | 10 giugno 2003 10 luglio 2003 10 agosto 2003       |
| 12 (75) | 111112113 | Capitoli - 100. Jail House Lock! (5ª parte) (JAIL HOUSE LOCK! その⑤?, Jeiru Hausu Rokku sono 5) - 101. Jail House Lock! (6ª parte) (JAIL HOUSE LOCK! その⑥?, Jeiru Hausu Rokku sono 6) - 102. Verso l'evasione (脱獄へ… ?, Datsugoku e...) - 103. Tre uomini all'ospedale (病院に運ばれた3人の男?, Byōin ni hakobareta 3nin no otoko) - 104–106. Bohemian Rhapsody (Parti 1–3) (自由人の狂想曲 その①〜③?, Bohemian Rapusodī sono 1–3) - 107–108. Bohemian Rhapsody (Parti 4–5) (自由人の狂想曲 その④〜⑤?, Bohemian Rapusodī sono 4–5) |                                     |                                                    |
| 12 (75) | 111112113 | Trama Jolyne è affetta dal potere dello stand Jail House Lock e non può memorizzare più di tre pezzi di informazione alla volta. Sebbene provi a raggiungere Emporio, è pesantemente incapacitata da questo potere. Nel frattempo, Emporio viene catturato e intrappolato nella sua stanza, incapace di ricordare come scappare. Jolyne riesce a raggiungere la stanza fantasma, ma sono raggiunti da Miu Miu, portatrice di Jail House Rock. Quando Jolyne riceve una foto in binario di Miu Miu, riesce a sconfiggerla dopo averla usata per neutralizzare le guardie. Per tutta una serie di apparenti coincidenze, in realtà causate dalla forza di attrazione teorizzata da Dio, Pucci incontra tre figli di Dio, Ungaro, Rykiel e Versus, tre uomini rifiutati dalla società, ed apparentemente attirati dalla forza del suo destino per aiutarlo a raggiungere il Paradiso. Weather ed Anasui sono costretti ad affrontare il primo di questi, Ungaro, ed il suo terribile Bohemian Rhapsody, in grado di portare in vita i personaggi di fantasia. |                                     |                                                    |
| 13 (76) | 113114    | Le bizzarre avventure di JoJo 113 (Stone Ocean) Le bizzarre avventure di JoJo 114 (Stone Ocean) 「空高くスカイ・ハイ!」 - Sora takaku Sukai Hai! | 4 settembre 2002 ISBN 4-08-873315-0 | 10 agosto 2003 10 settembre 2003                   |
| 13 (76) | 113114    | Capitoli - 109–110. Bohemian Rhapsody (Parti 6–7) (自由人の狂想曲 その⑥?, Bohemian Rapusodī sono 6–7) - 111. Quanto tempo, Romeo... (ひさしぶりねロメオ?, Hisashiburi ne Romeo) - 112. Sky High (1ª parte) (スカイ・ハイ その①?, Sukai Hai sono 1) - 113–117. Sky High (Parti 2–6) (スカイ・ハイ その②〜⑥?, Sukai Hai sono 2–6) |                                     |                                                    |
| 13 (76) | 113114    | Trama Anasui e Wheather riescono a neutralizzare Bohemian Rhapsody riuscendo a rivoltare il suo potere contro di lui. Jolyne incontra ancora Romeo, e scopre come il ragazzo si è effettivamente pentito del suo tradimento, e la aiuta a fuggire, prestandole il suo elicottero e coprendo le sue tracce sviando le indagini della polizia. Durante il loro viaggio verso Cape Canaveral, Jolyne, Hermes e Emporio vengono attaccati dai Rods controllati da Sky High, lo stand di Rykiel. Nel combattimento, i tre vengono a sapere che in realtà Weather Report è il fratello minore di Pucci (e per questo ha ottenuto la stella dei Joestar insieme al prete), e che il solo motivo per cui Jolyne ha vinto è la forza del suo destino. |                                     |                                                    |
| 14 (77) | 114115116 | Le bizzarre avventure di JoJo 114 (Stone Ocean) Le bizzarre avventure di JoJo 115 (Stone Ocean) Le bizzarre avventure di JoJo 116 (Stone Ocean) 「天国の時 新月まであと3日」 - Tengoku no toki shingetsu made ato mikka | 4 dicembre 2002 ISBN 4-08-873346-0  | 10 settembre 2003 10 ottobre 2003 10 novembre 2003 |
| 14 (77) | 114115116 | Capitoli - 118. 3 giorni alla luna nuova (天国の時 新月まであと3日?, Tengoku no toki shingetsu made ato mikka) - 119–124. Under World (Parti 1–6) (アンダー・ワールド その①〜⑥?, Andā Wārudo sono 1–6) - 125–126. Heavy Weather (Parti 1–2) (ヘビー・ウェザー その①〜②?, Hebī Wezā sono 1–2) |                                     |                                                    |
| 14 (77) | 114115116 | Trama Anche se ancora separati, sia il gruppo composto di Jolyne che quello di Weather ed Anasui arrivano all'ospedale di Orlando, all'interno del quale sentono la presenza di Pucci e Versus. Jolyne ed Ermes vengono attirate nel buco scavato da Underworld, lo stand di Versus, e rimangono intrappolate in mezzo ai ricordi del posto. Versus però, a differenza dei fratelli, non crede di dovere nessuna riconoscenza a Pucci per avergli insegnato come usare il proprio stand, e vuole raggiungere il potere del Paradiso per se stesso. Braccato da Jolyne ed Ermes, che con uno stratagemma si sono liberate dalla trappola, Versus ruba a Pucci il disco dei ricordi di Weather, e glielo restituisce, riportando alla luce il suo vero io, il potere demoniaco di Heavy Weather, sigillato anni prima dal prete stesso. |                                     |                                                    |
| 15 (78) | 116117    | Le bizzarre avventure di JoJo 116 (Stone Ocean) Le bizzarre avventure di JoJo 117 (Stone Ocean) 「ヘビー・ウェザー」 - Hebī Wezā | 4 febbraio 2003 ISBN 4-08-873383-5  | 10 novembre 2003 10 dicembre 2003                  |
| 15 (78) | 116117    | Capitoli - 127–130. Heavy Weather (Parti 3–6) (ヘビー・ウェザー その③〜⑥?, Hebī Wezā sono 3–6) - 131–135. Heavy Weather (Parti 7–11) (ヘビー・ウェザー その⑦〜⑪?, Hebī Wezā sono 7–11) |                                     |                                                    |
| 15 (78) | 116117    | Trama L'arcobaleno di Heavy Weather inizia a trasformare in lumache ogni essere vivente che colpisce, senza nessuna apparente spiegazione logica, e Weather stesso cambia personalità, portando in superficie tutto l'odio ed il rancore che aveva dimenticato di possedere. Un flashback racconta sia il tragico passato di Weather e Pucci, sia il modo in cui Pucci è venuto a incontrare Dio, e di come Weather e Pucci hanno ottenuto il loro stand. Dopo aver perso sua sorella, Pucci si lasciò andare alla disperazione, proprio come Weather che aveva perso la fidanzata. Jolyne ed Ermes riescono a fuggire dall'ospedale, ma a causa loro trasformarsi in lumache, costringono Versus a guidare. Nel frattempo Pucci si reca da Weather e Anasui per ucciderli. Pucci si è reso cieco per fermare l'effetto di Heavy Wheater e ferisce a morte Weather Report, ma Weather ne approfitta per quasi ucciderlo. |                                     |                                                    |
| 16 (79) | 117118119 | Le bizzarre avventure di JoJo 117 (Stone Ocean) Le bizzarre avventure di JoJo 118 (Stone Ocean) Le bizzarre avventure di JoJo 119 (Stone Ocean) 「ケープ・カナベラルにて」 - Kēpu Kanaberaru nite | 4 aprile 2003 ISBN 4-08-873410-6    | 10 dicembre 2003 10 gennaio 2004 10 febbraio 2004  |
| 16 (79) | 117118119 | Capitoli - 136. Heavy Weather (12ª parte) (ヘビー・ウェザー その⑫?, Hebī Wezā sono 12) - 137. Heavy Weather (13ª parte) (ヘビー・ウェザー その⑬?, Hebī Wezā sono 13) - 138. Arrivo a Cape Canveral (ケープ・カナベラルにて?, Kēpu Kanaberaru nite) - 139–140. La forza di gravità della luna nuova (Parti 1–2) (新月の重力 その①〜②?, Shingetsu no jūryoku sono 1–2) - 141–142. C-Moon (Parti 1–2) (C-MOON その①〜②?, Shī Mūn sono 1–2) - 143–146. C-Moon (Parti 3–6) (C-MOON その③〜⑥?, Shī Mūn sono 3–6) |                                     |                                                    |
| 16 (79) | 117118119 | Trama Quando Versus si schianta su Weather e Pucci, il prete fugge e Weather muore. Jolyne acquisisce il disco contenente lo stand di Wheater e lo consegna ad Emporio, per ogni evenienza. Mentre Pucci si avvicina alle condizioni ideali, si risveglia un nuovo potere. La gravità si sposta intorno a Cape Canaveral, gli oggetti si allontanano da esso e Ermes viene allontanata da gli altri. Quando il resto del gruppo raggiunge Cape Canaveral, non trova Pucci ma viene attaccato dallo stand C-Moon, che può far collassare qualsiasi oggetto che colpisce su se stesso. Combatte Jolyne e sebbene la sconfigga quasi, Jolyne prende il sopravvento. Pucci interviene e comanda C-Moon in modo più preciso, colpendola nel petto e nel suo busto che poi, si gira verso l'interno. Emporio riceve una telefonata da Jotaro che rivela che Jolyne è ancora viva. Pucci viene attaccato da Jolyne che usa la proprietà dei fili di Moebius per annullare l'attacco di C-Moon. |                                     |                                                    |
| 17 (80) | 119120121 | Le bizzarre avventure di JoJo 119 (Stone Ocean) Le bizzarre avventure di JoJo 120 (Stone Ocean) Le bizzarre avventure di JoJo 121 (Stone Ocean) 「メイド・イン・ヘブン」 - Meido In Hebun | 4 luglio 2003 ISBN 4-08-873483-1    | 10 febbraio 2004 10 marzo 2004 8 aprile 2004       |
| 17 (80) | 119120121 | Capitoli - 147–148. C-Moon (Parti 7–8) (C-MOON その⑦〜⑧?, Shī Mūn sono 7–8) - 149–153. Made in Heaven (Parti 1–5) (メイド・イン・ヘブン その①〜⑤?, Meido In Hebun sono 1–5) - 154–157. Made in Heaven (Parti 6–9) (メイド・イン・ヘブン その⑥〜⑨?, Meido In Hebun sono 6–9) - 158. What a Wonderful World (ホワット・ア・ワンダフル・ワールド?, Howatto a Wandafuru Wārudo) |                                     |                                                    |
| 17 (80) | 119120121 | Trama Jotaro ed Ermes riescono a raggiungere Cape Canaveral. Pucci si rende conto di poter riprodurre le condizioni gravitazionali specificate sul diario fluttuando in una posizione diversa. Mentre raggiunge lo stadio finale, appare lo stand Made in Heaven che avvolge tutti nella luce. Mentre tutti si svegliano, si rendono conto che il tempo sta accelerando a un ritmo fenomenale. Con sorpresa di Jotaro, l'accelerazione di Pucci accorcia il suo blocco temporale. Nonostante i vasti sforzi della squadra, questa soccombe al potere di Made in Heaven. Jolyne si sacrifica per salvare Emporio, mentre il tempo accelera facendo sì che ogni essere vivente venga portato in un vortice. Emporio si sveglia a Green Dolphin Street e incontra Pucci che gli spiega che ha portato tutti in un universo successivo a quello originale, in cui tutti ricordano il proprio futuro. Mentre sta per uccidere Emporio, inavvertitamente inserisce il disco dello stand di Wheater dentro di lui. Utilizzando lo stand di Weather, Emporio soffoca Pucci a morte, reimpostando nuovamente l'universo. All'interno del nuovo universo, Emporio incontra una giovane donna che sembra identica a Hermes, e una coppia in una macchina che assomiglia a Jolyne e Anasui che si presentano come Irene e Anakis. Offrono un passaggio a Emporio e Hermes mentre vanno a vedere il padre di Irene. Irene spinge Anakis a prendere un altro autostoppista che ha una somiglianza impressionante con Weather Report mentre scendono sotto la pioggia. |                                     |                                                    |

## Parte 7
La settima parte è edita sia in Giappone che in Italia con il solo titolo Steel Ball Run, con l'aggiunta occasionale della precisazione Le bizzarre avventure di JoJo - Parte 7 (ジョジョの奇妙な冒険 Part7?, Jojo no kimyō na bōken - Part7). Come per le parti successive, la suddivisione dei volumi italiani corrisponde a quella dei tankōbon giapponesi ed in copertina è presente un'unica numerazione che riparte da capo.
| Nº       | Titolo italiano Giapponese 「Kanji」 - Rōmaji | Data di prima pubblicazione             | Data di prima pubblicazione |
| Nº       | Titolo italiano Giapponese 「Kanji」 - Rōmaji | Giapponese                              | Italiano                    |
| 1 (81)   | Steel Ball Run 1 「1890年9月25日 サンディエゴビーチ」 - Issen Happyaku Kyūjū Nen Kugatsu Nijūgonichi San Diego Bīchi | 20 maggio 2004 ISBN 4-08-873601-X       | 9 marzo 2006                |
| 1 (81)   | Capitoli - 1. "Steel Ball Run" conferenza stampa (スティール・ボール・ラン 記者会見?, Sutīru Bōru Ran kisha kaiken) - 2. J.Lo Zeppeli (ジャイロ・ツェペリ?, Jairo Tseperi) - 3. Johnny Joestar (ジョニィ・ジョースター?, Jonī Jōsutā) - 4. 25 settembre 1890 3 ore prima della partenza (1890年9月25日 スタート3時間前?, Issen Happyaku Kyūjū Nen Kugatsu Nijūgonichi sutāto san jikan mae) - 5. First Stage - 15.000 metri (1st. STAGE 15,000メートル?, Fāsuto Sutēji 15,000 mētoru) |                                         |                             |
| 1 (81)   | Trama La vicenda è ambientata negli Stati Uniti del 1890 prendendo le mosse da una folle corsa di cavalli che attraversa il paese da est a ovest, una gara che propone un ricchissimo premio per il vincitore (50 milioni di dollari). Johnny Joestar, un ex fantino caduto in disgrazia dopo essere rimasto paralizzato dalla vita in giù, decide di partecipare alla gara dopo l'incontro con il misterioso J.Lo Zeppeli. Le sfere di acciaio che Zeppeli usa come arma riescono a far muovere le gambe di Johnny dopo anni, così questi decide di seguirlo per scoprire il segreto della sua tecnica. Il promotore Stephen Steel e gli ospiti speciali si imbarcano un treno per seguire la prima tappa. Mentre i corridori iniziano a muoversi, Steel spiega che la gara è divisa in nove tappe separate da città che fungono da stage. Gyro supera in fretta i corridori e batte sorprendentemente due dei favoriti, Urmd Avdol e Diego Brando, grazie alla potenza delle sue sfere. |                                         |                             |
| 2 (82)   | Steel Ball Run 2 「1st. STAGE 15,000メートル」 - Fāsuto Sutēji 15,000 mētoru | 20 maggio 2004 ISBN 4-08-873613-3       | 10 aprile 2006              |
| 2 (82)   | Capitoli - 6. Il fiume in secca: Dio Brando (涸れた川；ディエゴ・ブランドー?, Kareta kawa; Diego Burandō) - 7. Pocoloco e Sandman (ポロコロとサンドマン?, Porokoro to Sandoman) - 8. Attraverso il bosco (雑木林越え?, Zōkibayashigoe) - 9. Una lunghissima discesa (長い長い下り坂?, Nagai nagai kudarizaka) - 10. L'ultimo rettilineo: ancora duemila metri (最終直線 残り2,000メートル?, Saishū chokusen nokori nisen mētoru) - 11. L'ultimo rettilineo: ancora mille metri (最終直線 残り1,000メートル?, Saishū chokusen nokori issen mētoru) - Come nacque la "Steel Ball Run" (スティール・ボール・ラン レース開催のいきさつ?, Stīu Bōru Ran rēsu kaisai no ikisatsu) |                                         |                             |
| 2 (82)   | Trama Nel frattempo il concorrente Pocoloco riesce a recuperare terreno. Dopo essere riuscito ad attraversare una fitta foresta per pura fortuna, Pocoloco sfida Gyro. Contro ogni precauzione, Pocoloco accelera, fiducioso nella sua fortuna e cominciando a vedere il suo stand Hey Ya!. Usando una tecnica di corsa unica, il pellerossa Sandman diventa l'apripista. Ma Gyro, Pocoloco, Johnny e Diego riescono a recuperare. La corsa è ora una folle gara in cui conta solo la potenza del cavallo. Usando il suo mantello come una vela per catturare il vento di Santa Ana, Gyro corre inesorabilmente fino a catturare il primo posto. |                                         |                             |
| 3 (83)   | Steel Ball Run 3 「2nd. STAGE アリゾナ砂漠越え」 - Sekondo Sutēji Arizona sabaku goe | 4 novembre 2004 ISBN 4-08-873673-7      | 9 maggio 2006               |
| 3 (83)   | Capitoli - 12. First Stage: vincitore squalificato (1st. STAGE 優勝失格?, Fāsuto Stēji yūshō shikaku) - 13. L'incarico da sceriffo a Mountain Tim (保安官 マウンテン・ティムへの依頼?, Hoankan Maunten Timu e no irai) - 14. La traversata del deserto dell'Arizona - avanti sulla via più breve! (アリゾナ砂漠越え 最短ルートを進め?, Arizona sabaku goe saitan uūto o susume) - 15–17. I predoni del deserto (Parti 1–3) (砂漠で生まれたならず者 その①〜③?, Sabaku de umareta narazumono sono 1–3) |                                         |                             |
| 3 (83)   | Trama Alla prima tappa terminata, Gyro riceve una penalità per aver messo in pericolo la vita di Sandman all'inizio della gara, e viene retrocesso al 21 ° posto. Gyro accetta la richiesta di Johnny e lo inizia alla tecnica di rotazione. Nel frattempo, Stephen e sua moglie Lucy vengono condotti sulla scena di un omicidio, apparentemente causata da un concorrente. Il cacciatore di taglie Mountain Tim sospetta che l'assassino non sia un uomo comune. La seconda fase della corsa inizia, questa volta i corridori devono attraversare 1.200 km di deserto. Gyro devia dal percorso previsto e Johnny non ha altra scelta che seguirlo. Dopo aver affrontato il concorrente Mrs Robinson, i due vengono attaccati dalla famiglia Boom Boom. |                                         |                             |
| 4 (84)   | Steel Ball Run 4 「ジャイロ・ツェペリの宿命」 - Jairo Tseperi no shukumei | 4 novembre 2004 ISBN 4-08-873689-3      | 12 giugno 2006              |
| 4 (84)   | Capitoli - 18–19. Il palmo della mano del Demonio (Parti 1–2) (悪魔の手のひら その①〜②?, Akuma no tenohira sono 1–2) - 20–21. Il destino di J.Lo Zeppeli (Parti 1–2) (ジャイロ・ツェペリの宿命 その①〜②?, Jairo Tseperi no shukumei sono 1–2) - 22–23. Il terrorista venuto da un paese lontano (Parti 1–2) (遠い国から来たテロリスト その①〜②?, Tōi kuni kara kita terorisuto sono 1–2) |                                         |                             |
| 4 (84)   | Trama Mountain Tim raggiunge Johnny e Gyro, e tutti e tre si rendono conto di essere influenzati dal magnetismo. Mountain Tim mostra il suo potere che chiama Stand, che ha acquisito entrando nel "Palmo del Diavolo", un fenomeno che garantisce alle persone gli Stand. Benjamin Boom Boom usa il suo Stand per immobilizzarli e ucciderli. Ma poi Johnny risveglia il suo Stand Tusk, e uccide Benjamin e cattura L.A., che rivela che sono stati assunti per uccidere Gyro, e viene poi lasciato nel deserto. Su insistenza di Johnny, dato che Gyro è la causa dei loro problemi, gli rivela il suo passato. I due sono poi inseguiti da Oyecomova, un terrorista connazionale di Gyro, durante la corsa verso il cavallo zombi, un oggetto curativo inviato per Gyro. Dopo un lungo inseguimento su un fiume, un attacco combinato di Johnny e Gyro riesce a far cadere Oyecomova, e il duo continua la gara. |                                         |                             |
| 5 (85)   | Steel Ball Run 5 「大統領の陰謀」 - Daitōryō no inbō | 4 agosto 2005 ISBN 4-08-873845-4        | 10 luglio 2006              |
| 5 (85)   | Capitoli - 24. Interludio (インタールード (間奏曲)?, Intārūdo (Kansōkyoku)) - 25–27. Zanne (Tusk) (Parti 1–3) (牙（タスク） その①〜③?, Kiba (Tasuku) sono 1–3) |                                         |                             |
| 5 (85)   | Trama Johnny e Gyro vengono attaccati da Fritz von Stroheim, che viene rapidamente eliminato. Johnny si rende improvvisamente conto che il suo braccio sinistro contiene un braccio mummificato. Mentre stanno per raggiungere la Monument Valley, Gyro improvvisamente scompare, lasciando Johnny da solo e attaccato da un'abilità sconosciuta. Johnny si rende conto che questo aggressore, così come ogni altro terrorista, cercava il braccio che aveva con sé. Il colpevole è Pork Pie Hat Kid, uno degli scagnozzi di Valentine, che capisce che il braccio sinistro è con Johnny. Johnny scopre il vero scopo della Steel Ball Run: recuperare le parti di una reliquia. Johnny riesce a liberare Gyro e i due eliminano il sicario. Gyro teorizza che la reliquia debba appartenere a un santo, poiché le loro reliquie sono state spesso ricercate, benedicendo i loro proprietari e le nazioni che li possiedono. Mentre siglano la loro collaborazione, il duo vede anche Diego e Sandman correre verso la Monument Valley. |                                         |                             |
| 6 (86)   | Steel Ball Run 6 「スケアリー モンスターズ」 - Sukearī Monsutāzu | 4 novembre 2005 ISBN 4-08-873890-X      | 8 agosto 2006               |
| 6 (86)   | Capitoli - 28–30. Scary Monsters (Parti 1–3) (スケアリー モンスターズ その①〜③?, Sukearī Monsutāzu sono 1–3) |                                         |                             |
| 6 (86)   | Trama All'inizio della lineetta finale della seconda tappa tra i migliori concorrenti, Johnny distrae Gyro e Diego ottiene il primo posto, Johnny il secondo, Sandman il terzo e Gyro il quarto. La gara passa immediatamente alla terza tappa: 517 km attraverso le Montagne Rocciose. Diego si unisce a Johnny e Gyro e quando cala la notte si rifugiano in un villaggio. Una volta qui, si rendono conto che Diego, così come l'intero villaggio, si è trasformato in un dinosauro. Si rendono conto che Gyro si sta lentamente trasformando in un dinosauro e solo l'energia della prossima parte della reliquia può contrastare l'effetto della trasformazione. Johnny e Gyro scoprono uno Stand che tiene gli occhi della reliquia ma Diego li raggiunge. Il Dr. Ferdinand fa la sua apparizione e rivela che il suo Stand Scary Monsters controlla tutti i dinosauri. |                                         |                             |
| 7 (87)   | Steel Ball Run 7 「広い広い大草原の小さな墓標」 - Hiroi hiroi daisōgen no chiisana bohyō | 3 marzo 2006 ISBN 4-08-874117-X         | 11 settembre 2006           |
| 7 (87)   | Capitoli - 31. Scary Monsters (Quarta parte) (スケアリー モンスターズ その④?, Sukearī Monsutāzu sono 4) - 32. Third Stage il traguardo di Conan City (3rd. STAGE ゴール．キャノン・シティ?, Sādo Sutēji gōru: Kyanon Shiti) - 33. Un mondo di uomini (Prima parte) (男の世界 その①?, Otoko no sekai sono 1) |                                         |                             |
| 7 (87)   | Trama Il dottor Ferdinand accenna alla vera identità della reliquia. Johnny abbandona temporaneamente il braccio sinistro e riesce a gettare l'occhio su Gyro, che viene quindi curato e acquisisce la nuova abilità Scans. Entrambi riescono a sconfiggere Ferdinand, che viene mangiato dai puma che ha trasformato in dinosauri. Tuttavia Diego fugge con uno degli occhi e conserva le sue abilità di dinosauro. Inizia la quarta tappa: 1250 km dal fiume Colorado a Kansas City. A 650 km da Kansas City, Gyro e Johnny incontrano Hot Pants in una foresta, che li attacca, rivelando il suo Stand Cream Starter. Gyro approfitta dell'occasione per controllare la schiena di Hot Pants, vedendo la colonna vertebrale della reliquia. Le coordinate sono nascoste nella schiena, portando Gyro e Johnny a localizzare la prossima parte della reliquia a Kansas City. Hot Pants propone per il momento una tregua, e chiedono a chi abita una casa vicina la strada per usvire. Si incrociano con il compagno di corsa Gaucho, infuriato con l'abitante della casa, che gli ha ripetutamente detto che la via d'uscita dalla foresta sarebbe arrivata solo dopo averlo ucciso. Gaucho gli lancia una sfida e Ringo Roadagain esce di casa. Gaucho e Ringo iniziano a spararsi a vicenda, ma Ringo riesce a ottenere il primo colpo e finisce Gaucho. |                                         |                             |
| 8 (88)   | Steel Ball Run 8 「男の世界へ」 - Otoko no sekai e | 2 maggio 2006 ISBN 4-08-874119-6        | 7 ottobre 2006              |
| 8 (88)   | Capitoli - 34–35. Il mondo degli uomini (Parti 2–3) (男の世界 その②〜③?, Otoko no sekai sono 2–3) - 36. La tomba verde - prima parte (緑色の墓標 その①?, Midoriiro no bohyō sono 1) |                                         |                             |
| 8 (88)   | Trama Gyro attacca Ringo, ma rivela il suo Stand Mandom che può riavvolgere il tempo di sei secondi. Ne consegue una sparatoria che lascia solo Gyro apparentemente vivo. Gyro scaccia gli ultimi dubbi dentro di sé e, con un chiaro obiettivo in mente, sfida ancora Ringo. Entrambi estraggono le loro armi e mentre Ringo uccide Gyro, viene colpito alla spalla e quasi muore. Riavvolgendo il tempo ancora una volta, Ringo protegge la sua spalla ma viene poi impalato da dietro da una scheggia che Gyro ha fatto cadere l'ultima volta e la cui traiettoria è stata memorizzata da lui. Riconoscendo la sua sconfitta e la crescita di Gyro, Ringo si lascia finire da lui. Al 20 ° giorno della 4ª tappa, sono rimasti 1920 corridori. Johnny e Gyro incrociano Pocoloco e Sandman, il quale dice loro che Diego ha preso le rotte con il minor numero di fiumi, facendo capire a Johnny che Diego ha scoperto la posizione della prossima parte della reliquia, ma anche che Ringo ha inviato un piccione messaggero al governo. Nel frattempo Funny Valentine complotta con i suoi scagnozzi a Kansas City. Valentine brama la colonna vertebrale e convoca i portatori di Stand in città. All'insaputa di Valentine, Lucy lo ha spiato e, grazie alle sue capacità di leggere le labbra, riesce a capire cosa sta succedendo. Si infiltra nell'edificio governativo e ruba il messaggio che portava.                                                        |                                         |                             |
| 9 (89)   | Steel Ball Run 9 「嵐の夜がやってくる」 - Arashi no yoru ga yatte kuru | 4 settembre 2006 ISBN 4-08-874147-1     | 6 marzo 2007                |
| 9 (89)   | Capitoli - 37. La tomba verde (Seconda parte) (緑色の墓標 その②?, Midoriiro no bohyō sono 2) - 38–39. Catch the rainbow (in una notte di tempesta) (Parti 1–2) (キャッチ・ザ・レインボー（嵐の夜に…） その①〜②?, Kyatchi Za Reinbō (Arashi no yoru ni...) sono 1–2) |                                         |                             |
| 9 (89)   | Trama Quasi sorpresa da Valentine e dal suo scagnozzo Blackmore, Lucy chiama Mountain Tim ed entrambi scappano per recuperare la colonna vertebrale in un punto di riferimento locale noto come Green Tomb. Tim attacca Blackmore, e viene ucciso dalla capacità di Blackmore di controllare le gocce di pioggia circostanti: Catch the Rainbow. Mentre Diego, Johnny e Gyro cavalcano verso la Green Tomb, Lucy viene scoperta da Blackmore. Blackmore prende la colonna vertebrale, ma è distratto da una visione di Gesù Cristo, che consente a Lucy di sparargli e fuggire di nuovo. Nel frattempo Gyro e Johnny lottano contro Diego, che viene finalmente sconfitto quando Gyro lancia una sfera al suo cavallo gettandolo Diego fuori dalla corsa. Il duo incontra quindi Lucy e Blackmore quasi contemporaneamente e ne consegue uno scontro. Catch the Rainbow immobilizza Johnny e Gyro, ma quest'ultimo riesce a lanciare una sfera su Blackmore facendo evaporare alcune gocce di pioggia. Blackmore muore per le sue ferite e la colonna vertebrale entra nel corpo di Johnny e la successiva posizione della parte della reliquia si rivela al duo. |                                         |                             |
| 10 (90)  | Steel Ball Run 10 「イリノイ・スカイライン ミシガン・レイクライン」 - Irinoi Sukairain Mishigan Reikurain | 2 novembre 2006 ISBN 4-08-874285-0      | 5 aprile 2007               |
| 10 (90)  | Capitoli - 40–42. Silent Way (Parti 1–3) (サイレント・ウェイ その①〜③?, Sairento Wei sono 1–3) |                                         |                             |
| 10 (90)  | Trama Il vincitore della 4ª tappa è Norisuke Higashikata, un concorrente giapponese. In precedenza, Johnny, Gyro e Lucy avevano visto la posizione delle prossime tre parti della reliquia (le orecchie, il braccio destro e le gambe). Decidono di mandare Lucy a rubare il cuore dal presidente, e Gyro le consegna l'occhio. Nel presente, Diego incontra uno degli scagnozzi di Valentine. Propone una collaborazione tra loro, rivelando che sa che c'è un traditore nel suo staff e che solo lui può rilevarlo. Valentine accetta con riluttanza e ad Diego viene assegnato un collaboratore. Inizia la 5ª e 6ª tappa, l'Illinois Sky Line e la Michigan Lake Line che distano 780 km da Kansas City a Chicago e quindi 690 km da Mackinaw City. A 380 km da Chicago, vicino al Mississippi, Gyro e Johnny riposano vicino a un fienile, ma vengono attaccati da Diego e uno stand misterioso. Entrambi provano a fuggire ma sono messi alle strette vicino al fiume. Johnny perde la speranza ma Gyro gli ricorda che non è vicino a dominare la rotazione. |                                         |                             |
| 11 (91)  | Steel Ball Run 11 「黄金長方形をつくれ!」 - Ōgon chōhōkei o tsukure! | 2 marzo 2007 ISBN 978-4-08-874336-3     | 7 dicembre 2007             |
| 11 (91)  | Capitoli - 43–44. Silent Way (Parti 4–5) (サイレント・ウェイ その④〜⑤?, Sairento Wei sono 4–5) - 45. Sugar Mountain, la terra promessa (Prima parte) (約束の地 シュガー・マウンテン その①?, Yakusoku no chi Shugā Maunten sono 1) |                                         |                             |
| 11 (91)  | Trama Gyro introduce il rettangolo aureo, una proporzione naturale e onnipresente che viene utilizzata come modello per formare una rotazione perfetta e infinita, ma è gravemente ferito e Sandman trafigge Norisuke e si rivela come il loro aggressore. Sandman rivela che il suo nome è Soundman e il suo potere di solidificare i suoni e riprodurre ciò a cui corrispondono. Rivela anche di aver collaborato con il presidente in cambio delle terre dei suoi antenati. Sull'orlo della disperazione, Johnny si rende conto che il rettangolo aureo è presente nell'ambiente e aggiorna Tusk ad Act 2. Un Sandman gravemente ferito viene quindi colpito al collo con una palla d'acciaio dalla cintura di Gyro e muore. Johnny è vittorioso, ma Hot Pants, ruba le parti della reliquia ma guarisce entrambi e lascia a Johnny una frazione della colonna vertebrale. All'inizio del 6 ° stage, una giovane ragazza appare davanti a Johnny e Gyro, che la seguono fino a un enorme albero in cui la ragazza, di nome Sugar Mountain, risiede. Questa propone loro vari oggetti che il duo ha fatto cadere in vari stagni in precedenza con una versione più preziosa di ciascuno. Tuttavia, prima di andarsene, li avverte che devono spendere o scambiare tutto ciò che hanno prima che il sole tramonti per non essere assorbiti dall'albero. Gyro e Johnny decidono di andare in città e acquisire il braccio destro.                                         |                                         |                             |
| 12 (92)  | Steel Ball Run 12 「遺体への条件 友情への条件」 - Itai e no jōken yūjō e no jōken | 2 maggio 2007 ISBN 978-4-08-874362-2    | 8 gennaio 2008              |
| 12 (92)  | Capitoli - 46–47. Sugar Mountain, la terra promessa (Parti 2–3) (約束の地 シュガー・マウンテン その②〜③?, Yakusoku no chi Shugā Maunten sono 2–3) - 48. Tubolar Bells (Prima parte) (チューブラー・ベルズ その①?, Chūburā Beruzu sono 1) |                                         |                             |
| 12 (92)  | Trama In città il duo ha difficoltà a spendere tutto. Inoltre gli Undici Uomini si stanno avvicinando a loro. Gyro decide di spendere tutto in un casinò. Il loro gioco viene interrotto dagli 11 uomini che iniziano una sparatoria all'interno del casinò. Hanno tutti lo stesso Stand che consente loro di trasferirsi l'uno nei corpi dell'altro. Gyro riesce ad uscire entrambi dalla loro situazione pagando i gangster contro cui stavano giocando per protezione, il che costa loro tutti i loro soldi e beni. Il sole tramonta e Gyro si trasforma improvvisamente in rami, Johnny si rende conto che non hanno dato via le parti della reliquia. Johnny dà le parti della reliquia all'ultimo degli undici uomini per una bottiglia di vino, spendendo tutto. Sugar Mountain e i suoi genitori si preparano a lasciare l'albero, nota che Johnny e Gyro si sono dimostrati degni, avendo saputo rinunciare a tutto, anche ai beni più preziosi che avevano. Sconfitti, Gyro e Johnny brindano alla prossima parte della reliquia e alla vittoria. Vicino al lago Michigan, Diego incontra un misterioso uomo del governo, chiedendogli la descrizione del traditore. Diego rivela che il traditore è una donna del peso di 51 kg. Alla residenza governativa di Chicago, l'uomo, Mike O. , capo del personale di sicurezza di Valentine, rivela tutto a Valentine, che autorizza l'interrogatorio di ogni donna associata alla corsa Steel Ball Run.            |                                         |                             |
| 13 (93)  | Steel Ball Run 13 「壊れゆく鉄球」 - Koware yuku tekkyū | 4 settembre 2007 ISBN 978-4-08-874420-9 | 7 febbraio 2008             |
| 13 (93)  | Capitoli - 49–50. Tubolar Bells (Parti 2–3) (チューブラー・ベルズ その②〜③?, Chūburā Beruzu sono 2–3) - 51. La sfera di ferro si rompe: Wrecking Ball (Prima parte) (壊れゆく鉄球 レッキング・ボール その①?, Koware yuku tekkyū Rekkingu Bōru sono 1) |                                         |                             |
| 13 (93)  | Trama Lucy prende l'iniziativa avvicinandosi alla First Lady Scarlet Valentine. Con i soporiferi dati da Hot Pants , Lucy riesce ad avvicinarsi a Valentine mentre è addormentato, ma il Tubular Bells di Mike O., la intercetta. Scarlet cerca di uccidere anche Lucy, ma Lucy riesce a usare Scarlet come esca, facendo sì che i palloncini la uccidano. Mentre Hot Pants le viene in soccorso, Lucy viene scoperta da Mike O. e inizia una lotta tra i due Stand, in cui Mike si fa esplodere la gola cercando di far esplodere più palloncini mentre è infettato da Cream Starter. Hot Pants non può far fuggire Lucy e Lucy è costretta a camuffarsi da Scarlet mentre Hot Pants se ne va con le orecchie e il cuore, lasciando il braccio destro che era troppo grande per la sua fuga. |                                         |                             |
| 14 (94)  | Steel Ball Run 14 「勝利者への資格」 - Shōrisha e no shikaku | 4 dicembre 2007 ISBN 978-4-08-874438-4  | 10 settembre 2008           |
| 14 (94)  | Capitoli - 52–54. La sfera di ferro si rompe: Wrecking Ball (Parti 2–4) (壊れゆく鉄球 レッキング・ボール その②〜④?, Koware yuku tekkyū Rekkingu Bōru sono 2–4) - 55. I requisiti del vincitore (勝利者への資格?, Shōrisha e no shikaku) |                                         |                             |
| 14 (94)  | Trama Johnny e Gyro stanno guardando oltre lo stretto ghiacciato, alla ricerca del sentiero dell'Indiano, un sentiero fatto dalla gente del posto costituito da ghiaccio rinforzato e legno. Nel mezzo dello stretto, vengono attaccati da Wekapipo con una Sfera d'Acciaio in cui sono racchiusi diversi altri satelliti sferici più piccoli denominati Wrecking Ball: il suo effetto è quello di far sparire tutto il lato sinistro. Gyro e Johnny si difendono da Wekapipo e Magent Magent che si intrufolano nel loro angolo morto. Lo scontro è complicato dal potere di invulnerabilità dello stand 20th Century Boy di Magent. Usando uno dei proiettili della pistola di Magent, Gyro è in grado di ferire gravemente Magent Magent e portarlo fuori dal combattimento. All'ultimo momento, i fiocchi di neve compaiono davanti a Gyro ed è in grado di utilizzarli per riprodurre il Golden Spin, vincendo il duello. La rivelazione che sua sorella vive spinge Wekapipo ad aiutarli a trovare Lucy. Inoltre Johnny trova la via dell'indiano che faciliterà il loro attraversamento, e ottengono le gambe della reliquia. |                                         |                             |
| 15 (95)  | Steel Ball Run 15 「ゲティスバーグの夢」 - Getisubāgu no yume | 2 maggio 2008 ISBN 978-4-08-874518-3    | 10 novembre 2008            |
| 15 (95)  | Capitoli - 56–58. Civil War (Parti 1–3) (シビル・ウォー その①〜③?, Shibiru Wō sono 1–3) - 59. Il sogno di Gettysburg (ゲティスバーグの夢?, Getisubāgu no yume) |                                         |                             |
| 15 (95)  | Trama Al 12 ° giorno della 7ª tappa, 145 km a ovest di Filadelfia, Gyro e Johnny avvistarono Hot Pants in corsa verso una città vicina. Lasciando dietro alcuni dei loro bagagli, inseguono Hot Pants fino a una discarica locale all'interno di un edificio. Incontrano invece una suora, e Gyro controlla nella stanza accanto, Johnny riconosce Hot Pants, che lo avverte "di non abbandonare nulla". Gyro e Johnny vengono attaccati contemporaneamente da vari oggetti che si sono lasciati dietro. Axl RO, un agente del governo, ha attirato Gyro e Johnny con Hot Pants, da cui ha rubato ogni parte della reliquia e con il suo Stand, Civil War, li sta attaccando. Gyro avverte Johnny sulla posizione del nemico e Johnny riesce a sparargli fatalmente attraverso la spazzatura. Sorprendentemente, Axl RO è soddisfatto, l'ultima proprietà di Civil War è trasferire il peccato di qualcuno al suo assassino, resuscitandolo nel processo. Il peccato di Axl RO di aver lasciato morire un'intera città e una guarnigione perché ha fallito nella sua guardia viene trasferito a Johnny. Johnny riesce a schivare gli zombi, ma viene pugnalato al collo e ucciso da Axl. Essendo stato ucciso, Johnny viene rianimato dal potere di Axl. In seguito, Axl tenta di attaccare Johnny con un'ascia, ma viene colpito a morte da Funny Valentine al collo e muore dissanguato per le ferite riportate.                                                        |                                         |                             |
| 16 (96)  | Steel Ball Run 16 「いともたやすく行われる えげつない行為」 - Itomo tayasuku okonawareru egutsunai kōi | 4 settembre 2008 ISBN 978-4-08-874574-9 | 10 giugno 2009              |
| 16 (96)  | Capitoli - 60–61. Both side now (Parti 1–2) (ボース・サイド・ナウ その①〜②?, Bōsu Saido Nau sono 1–2) - 62. Crudeltà gratuita (いともたやすく行われる えげつない行為?, Itomo tayasuku okonawareru egutsunai kōi) - 63. Sette giorni, una settimana (7日で一週間?, Nanoka de ishūkan) |                                         |                             |
| 16 (96)  | Trama Il 28 dicembre 1890 Gyro e Johnny entrano a Filadelfia e finiscono la 7ª tappa al 6 ° e 7 ° posto. Vedendo che Diego ha terminato la tappa al 1º ° posto, decidono di affrontarlo e rubargli l'Occhio Sinistro. Inizia l'ottava tappa, una corsa di 140 km da Philadelphia al New Jersey. Steel confronta una foto recente della First Lady e una di Lucy, e realizza che in qualche modo si è travestita da Scarlet Valentine. Tuttavia, viene immediatamente colpito al petto da Magent Magent, poiché non serve più al piano di Valentine. Subito dopo, Wekapipo trova Steven gravemente ferito, ma non in pericolo di morte. Magent cerca di tendere un'imboscata a Wekapipo ma fallisce, e ne consegue una lotta in seguito alla quale Magenta finisce in fondo al fiume con lo stand attivato, incapace di muoversi. Nel frattempo Valentine e Lucy travestita suonano il violino nell'Independence Hall. Lucy cerca di distrarre Valentine chiedendogli perché sta seguendo la gara così da vicino. Valentine espone quindi la sua filosofia che ha bisogno del rispetto delle persone per avere il potere, e che alla fine della gara avrà i mezzi per imporre il rispetto del mondo intero. Eccitato, Valentine cerca di stuprare la sosia di sua moglie, ma quando Lucy si rivela, Valentine è stordito e viene pugnalato alla gola con un coltello. Agonizzante, Valentine scompare misteriosamente per poi riapparire sano e salvo, con orrore di Lucy. |                                         |                             |
| 17 (97)  | Steel Ball Run 17 「D4C」 - Dī Fō Shī | 4 marzo 2009 ISBN 978-4-08-874648-7     | 17 gennaio 2010             |
| 17 (97)  | Capitoli - 64–65. Chocolate Disco (Parti 1–2) (チョコレート・ディスコ その①〜②?, Chokorēto Disuko sono 1–2) - 66–68. D 4 C (Parti 1–3) (D4C その①〜③?, Dī Fō Shī sono 1–3) |                                         |                             |
| 17 (97)  | Trama Vicino all'Independence Hall, Johnny e Gyro individuano Diego e Wekapipo. Mentre Gyro cerca di seguire Diego, Johnny viene colpito da un gruppo di sconosciuti e riesce a malapena a fuggire nelle fogne con Tusk ACT3. Gyro nota l'assenza di Johnny e cerca di aiutarlo. Un altro scagnozzo di nome D-I-S-CO affronta Gyro, che è in svantaggio poiché la Chocolate Disco di D-I-S-CO gli consente di teletrasportare qualsiasi oggetto all'interno di una griglia sul terreno. Usando diversi strati d'aria come lente, Gyro riesce a sbarazzarsi di lui. Tuttavia, Gyro non ha idea di cosa sia successo e i testimoni indicano alternativamente Diego, Wekapipo o Valentine come il colpevole. Diego si infiltra nell'Independence Hall, vedendo Lucy incinta che viene trasportata, e Valentine uscire tranquillamente senza alcuna scorta. Diego sceglie di seguirlo e usa Wekapipo come esca per attirare il potere di Valentine allo scoperto. Valentine attacca Diego dall'alto, solo per ricevere la Wrecking Ball di Wekapipo in testa, ma la palla scava nella sua testa invece di ferirlo. |                                         |                             |
| 18 (98)  | Steel Ball Run 18 「涙の乗車券」 - Chiketto Tu Raido | 3 luglio 2009 ISBN 978-4-08-874725-5    | 14 marzo 2010               |
| 18 (98)  | Capitoli - 69–70. D 4 C (Parti 4–5) (D4C その④〜⑤?, Dī Fō Shī sono 4–5) - 71–72. Ticket to Ride (Parti 1–2) (涙の乗車券 その①〜②?, Chiketto Tu Raido sono 1–2) |                                         |                             |
| 18 (98)  | Trama Valentine rivela il suo Stand D4C che ha il potere di trasportare oggetti attraverso gli universi alternativi mettendoli tra due superfici e consentire a diversi universi di coesistere senza essere in contatto. Valentine ruba l'occhio sinistro e si allontana silenziosamente ma viene colpito da Johnny che è stato guidato dai dinosauri di Diego nelle fogne. Gravemente ferito, apparentemente muore, ma Diego sa che l'originale è riuscito a farla franca con l'occhio sinistro. Prima di disintegrarsi, Diego attira entrambi i Wekapipo vicino alla bandiera che funge ancora da portale tra l'universo, quando trascina uno nell'universo dell'altro. Mentre entrambi si disintegrano, Diego teorizza che il suo universo è l'unico che ospita la reliquia, altrimenti Valentine lo avrebbe cercata in altri universi e insegue con sicurezza Valentine. |                                         |                             |
| 19 (99)  | Steel Ball Run 19 「お金持ちにはなれない」 - Okane mochi ni wa narenai | 4 novembre 2009 ISBN 978-4-08-874769-9  | 4 luglio 2010               |
| 19 (99)  | Capitoli - 73–76. D 4 C (Parti 6–9) (D4C その⑥〜⑨?, Dī Fō Shī sono 6–9) |                                         |                             |
| 19 (99)  | Trama Lucy non ha altra scelta che imbarcarsi sulla USS Blue Hawaii con suo marito, con la promessa di Valentine che non ucciderà Steven, nonostante abbia notato il tentativo di Lucy di lasciare un indizio sulla loro posizione. Devono andare sulla costa orientale, all'ultimo segno "X" sulla mappa di Giuseppe di Arimatea. Diego segue l'odore di Valentine fino al Delaware ma gli viene teso un'imboscata da Hot Pants, ma presto entrambi accettano di cooperare per ottenere la reliquia. Seguendo il profumo di Lucy, individuano il messaggio. Entrambi sono seguiti da lontano da Johnny e Gyro. Diego e Hot Pants arrivano a un treno in partenza che ospita Lucy, Steven e Valentine, ma Valentine li rallenta trascinando versioni alternative di entrambi da un universo parallelo e lanciando entrambe contro i suoi inseguitori. Diego usa comunque il potere di D4C a suo vantaggio e sbatte tra una porta e un muro, rimandandoli indietro. Segue una feroce lotta mentre Diego e Hot Pants tentano più volte di uccidere Valentine prima che possa viaggiare in un universo alternativo e cambiare se stesso, ma entrambi vengono buttati fuori dal treno, con Valentine sopravvissuto per un pelo, mentre Diego viene tagliato a metà dalle ruote del treno. |                                         |                             |
| 20 (100) | Steel Ball Run 20 「ラブトレイン-世界はひとつ」 - Rabu Torein - Sekai wa hitotsu | 4 marzo 2010 ISBN 978-4-08-870060-1     | 12 settembre 2010           |
| 20 (100) | Capitoli - 77. D 4 C (Decima parte) (D4C その⑩?, Dī Fō Shī sono 10) - 78–80. D 4 C - (Parti 11–13) - Love Train (D4C その⑪〜⑬ -ラブトレイン-?, Dī Fō Shī sono 11–13 -Rabu Torein-) |                                         |                             |
| 20 (100) | Trama Nel frattempo Gyro e Johnny notano che intorno a loro continuano a verificarsi strane distorsioni spaziali, Gyro si ferisce un dito e nota che la ferita si sta muovendo. Sul treno Hot Pants contempla Lucy in metamorfosi, che si sta fondendo con la reliquia. Le stesse distorsioni spaziali fanno sì che Hot Pants si fonda con oggetti vari che convergono verso il suo cuore e la uccidono. Valentine conclude che tutto è attratto da Lucy e quindi dichiara la reliquia come sua alleata, che sta manifestando una nuova abilità. |                                         |                             |
| 21 (101) | Steel Ball Run 21 「ボール・ブレイカー」 - Bōru Bureikā | 2 luglio 2010 ISBN 978-4-08-870099-1    | 23 gennaio 2011             |
| 21 (101) | Capitoli - 81–82. D 4 C - (Parti 14–15) - Love Train (D4C その⑭ -ラブトレイン-?, Dī Fō Shī sono 14–15 -Rabu Torein-) - 83–84. Ball Breaker (Parti 1–2) (ボール・ブレイカー その①〜②?, Bōru Bureikā sono 1–2) |                                         |                             |
| 21 (101) | Trama Quando Gyro e Johnny finalmente si presentano per affrontare il presidente, Valentine mostra tutta la portata della sua nuova abilità, indirizzando tutto ciò potenzialmente dannoso in un'altra parte del mondo, uccidendo qualcun altro. Tuttavia, Gyro dice a Johnny che è ora della quinta lezione, che significa l'uso della Rotazione Aurea ma Valentine gli spara in modo non letale. Tuttavia, con gli effetti di D4C -Love Train, la ferita risale il suo corpo verso un punto più letale. Gyro quindi evoca Ball Breaker e attraversa la barriera dimensionale, accelerando l'età della metà del viso di Valentine. Mentre la ferita percorre il corpo di Gyro, spara a Ball Breaker una seconda volta, apparentemente uccidendo Valentine. Tuttavia, Valentine è stato trasformato in un vecchio a causa del secondo attacco e dopo essersi ripreso, riesce finalmente a uccidere Gyro. |                                         |                             |
| 22 (102) | Steel Ball Run 22 「ブレイク・マイ・ハート ブレイク・ユア・ハート」 - Bureiku Mai Hāto Bureiku Yua Hāto | 4 novembre 2010 ISBN 978-4-08-870160-8  | 21 maggio 2011              |
| 22 (102) | Capitoli - 85–87. Ball Breaker (Parti 3–5) (ボール・ブレイカー その③〜⑤?, Bōru Bureikā sono 3–5) - 88. Break my Heart, Break your Heart (Prima parte) (ブレイク・マイ・ハート ブレイク・ユア・ハート その①?, Bureiku Mai Hāto Bureiku Yua Hāto sono 1) |                                         |                             |
| 22 (102) | Trama Johnny cerca incessantemente di fare tutto il possibile per danneggiare anche Valentine, ma senza successo. Valentine quindi spara al cavallo di Johnny, Slow Dancer, per eliminare la possibilità di vedere il rettangolo d'oro. In un ultimo disperato tentativo, Johnny usa una delle sfere d'acciaio di Gyro per curare il suo cavallo che lo lancia in aria, attivando Tusk ACT 4. Dopo essere stato colpito da Tusk ACT 4, Valentine è soggetto ala rotazione ogni volta che salta in un'altra dimensione. Tenta di convincere Johnny a risparmiarlo promettendogli che porterà un altro Gyro da un'altra dimensione. |                                         |                             |
| 23 (103) | Steel Ball Run 23 「ハイ・ヴォルテージ」 - Hai Vorutēji | 19 maggio 2011 ISBN 978-4-08-870206-3   | 17 dicembre 2011            |
| 23 (103) | Capitoli - 89. Break my Heart, Break your Heart (Seconda parte) (ブレイク・マイ・ハート ブレイク・ユア・ハート その②?, Bureiku Mai Hāto Bureiku Yua Hāto sono 2) - 90–91. High Voltage (Parti 1–2) (ハイ・ヴォルテージ その①〜②?, Hai Vorutēji sono 1–2) |                                         |                             |
| 23 (103) | Trama Johnny rifiuta, affermando che un altro Gyro non sarebbe lo stesso con cui si era avventurato. Segue una sparatoria finale tra il fantino e il presidente, che vede vincitore Johnny. Dopo aver guarito Steven, Lucy e se stesso, Johnny contempla la fine della sua ricerca della reliquia. Dopo aver osservato passare gli ultimi cavalieri ancora in corsa, Johnny si accorge che la reliquia è stata rubata da un ultimo nemico sconosciuto. Informato da Steel che è probabilmente diretto alla fase finale della gara a Manhattan Island e determinato a riprendersi la reliquia, Johnny continua la corsa e insegue chi ha rubato il cadavere. La tappa finale è la Manhattan Rhapsody, una corsa di 15 km per le strade di New York. Prima della nona tappa, i corridori devono ancora raggiungere Union Beach. Sulla strada, Johnny raggiunge il misterioso colpevole, ma mentre Johnny gli spara, il cavaliere e il suo cavallo scompaiono e ricompaiono dietro di lui. Johnny scopre che il nemico è un Diego Brando proveniente da un universo alternativo, dotato dello stand The World e portato lì da Valentine. |                                         |                             |
| 24 (104) | Steel Ball Run 24 「星条旗よ 永遠なれ」 - Seijōki yo Eien Nare | 3 giugno 2011 ISBN 978-4-08-870253-7    | 18 febbraio 2012            |
| 24 (104) | Capitoli - 92–93. High Voltage (Parti 3–4) (ハイ・ヴォルテージ その③〜④?, Hai Vorutēji sono 3–4) - 94. Un mondo a stelle e strisce (星条旗の世界?, Seijōki no sekai) - 95. Un mondo a stelle e strisce conclusione (星条旗の世界-OUTRO?, Seijōki no sekai - autoro) |                                         |                             |
| 24 (104) | Trama Il nuovo Diego ha il vantaggio di conoscere i poteri di Tusk e la tecnica aurea di Johnny prevedendo i suoi attacchi e usando i suoi fan come scudi umani quando Johnny attacca. Nel suo attacco finale, Diego riesce a battere Johnny con la sua stessa tecnica e a montare sul suo cavallo, lasciandolo a morire. Qualche istante dopo, Diego vince la gara e adempie l'ultima volontà di Valentine conservando il corpo nella camera segreta della Santissima Trinità. Quando ogni speranza sembra persa, appare Lucy, pronta a fermare Diego. Espone la testa del primo Diego, uccidendolo quando le teste di entrambi si fondono e si cancellano a vicenda. Allo stesso tempo, Steven salva Johnny portandolo sul suo cavallo, prima che Johnny muoia. Dopo una breve narrazione dei postumi della gara (la cui vittoria viene riconosciuta a Pocoloco per via della squalifica di Diego), Johnny si imbarca su una barca per restituire il cadavere di Gyro alla sua famiglia, in cui incontra la sua futura moglie Rina Higashikata. |                                         |                             |

## Parte 8
L'ottava parte JoJolion, come già la settima prima di essa, ha una numerazione autonoma e riporta unicamente il suo titolo individuale, a cui si accompagna la didascalia Jojo's bizarre adventure - Part 8 (ジョジョの奇妙な冒険 Part8?, Jojo no kimyō na bōken - Part8) nell'edizione giapponese e nel frontespizio dei volumi italiani.
| Nº       | Titolo italiano Giapponese 「Kanji」 - Rōmaji | Data di prima pubblicazione              | Data di prima pubblicazione              |
| Nº       | Titolo italiano Giapponese 「Kanji」 - Rōmaji | Giapponese                               | Italiano                                 |
| 1 (105)  | JoJolion 1 「ようこそ 杜王町へ」 - Yōkoso, Moriō-chō e | 19 dicembre 2011 ISBN 978-4-08-870311-4  | 17 aprile 2013 ISBN 978-88-6420-461-1    |
| 1 (105)  | Capitoli - 1. Benvenuti a Morio-Cho (ようこそ 杜王町へ?, Yōkoso, Morioh-chō e) - 2–5. Soft & Wet (Parti 1–4) (ソフト＆ウェット その①〜④?, Sofuto ando Wetto sono 1–4) |                                          |                                          |
| 1 (105)  | Trama In seguito al Terremoto del Tōhoku del 2011, è spuntata dal sottosuolo a un centinaio di metri dalle coste della città di Morioh una cinta di mura di terra, soprannominata dagli abitanti "Muro di Occhi". Una ragazza di nome Yasuho Hirose soccorre un misterioso ragazzo, mezzo sepolto dalla terra, vicino ad uno dei Muri. Il ragazzo, nudo (eccezion fatta per un cappello da marinaio) e confuso, ha una voglia a forma di stella sulla spalla sinistra, circondata da quello che sembra essere un morso umano ancora sanguinante, ed ha la bizzarra caratteristica anatomica di avere quattro testicoli. Sembra inoltre essere in possesso di uno strano potere, che si manifesta sotto forma di bolle. Joshu Higashikata, un amico d'infanzia di Yasuho, innamorato di lei, tenta di uccidere il ragazzo ma lui produce una bolla dalla sua voglia a forma di stella e quando essa scoppia in faccia a Joshu, quest'ultimo perde la vista. Risvegliato in ospedale, il ragazzo senza memoria viene visitato da Yasuho e i due scappano dall'ospedale grazie alla sua abilità di prendere delle proprietà o elementi dalle entità che entrano in contatto con la bolla. Tramite un negoziante, i due scoprono che il nome del ragazzo è Yoshikage Kira e si dirigono a casa sua. Lì però trovano una donna nuda che afferma di essere di Tokyo, e che chiede aiuto ai due increduli. Yasuho scopre tramite un album fotografico che Yoshikage Kira è un assassino e criminale. Impaurita, abbandona il ragazzo a casa di Kira. Il ragazzo viene attaccato da uno stand capace di controllare le persone se si trova esattamente sopra di loro e se tutti e 4 gli arti sono feriti. Josuke riesce a liberarsi tramite il suo stand, Soft and Wet, capace di produrre bolle che allo scoppio a contatto con qualcosa, rubano momentaneamente una proprietà. Il protagonista pensa che si tratti di Yoshikage Kira, ma scopre in seguito che in realtà è un suo rivale, e che questo cercava di uccidere Kira ma l'aveva scambiato per il protagonista (i due sono molto simili). Yasuho ritorna nell'appartamento di Kira e ammette di essere sicura che il protagonista non sia Kira. Yasuho ha un interesse nel risolvere il mistero del protagonista e gli dà il nome di Josuke. |                                          |                                          |
| 2 (106)  | JoJolion 2 「東方定助という名前」 - Higashikata Jōsuke toiu namae | 19 aprile 2012 ISBN 978-4-08-870413-5    | 14 agosto 2013 ISBN 978-88-6420-576-2    |
| 2 (106)  | Capitoli - 6. Soft & Wet (5ª parte) (ソフト＆ウェット その⑤?, Sofuto ando Wetto sono 5) - 7. Josuke e la famiglia Higashikata (定助 東方家へ行く?, Jōsuke Higashikata-ke e iku) - 8–9. California King Bed (Parti 1–2) (カリフォルニア・キング・ベッド その①〜②?, Kariforunia Kingu Beddo sono 1–2) |                                          |                                          |
| 2 (106)  | Trama Josuke viene adottato dalla famiglia Higashikata, la quale ha ottenuto una grande ricchezza da quando Norisuke Higashikata I, arrivato al secondo posto nella famosa corsa di cavalli Steel Ball Run, avvenuta nel 1890, ha speso i soldi ottenuti dalla corsa per aprire un'azienda di importazione di frutti esotici in Giappone. Il capofamiglia Norisuke Higashikata IV presenta la famiglia a Josuke. A scapito di Joshu, Josuke ottiene vari privilegi nella casa Higashikata ma Norisuke chiede in cambio che lui si prenda cura della figlia minore, Daiya, quasi cieca. Daiya possiede uno stand chiamato California King Bed, che ruba i ricordi a Josuke quando questo si preoccupa troppo per lei. Daiya può vedere i ricordi (materializzati sotto forma di scacchi) strofinandoli nella sua faccia. Josuke comprende che per riprendersi i suoi ricordi deve far calpestare la sua ombra a Daiya, ma lei (innamorata di Josuke) ruba anche i ricordi di Yasuho e del suo stesso stand, Soft and Wet. Alla fine Josuke grazie ad una pianificazione precedente riesce a sconfiggere Daiya e a riprendersi i suoi ricordi. |                                          |                                          |
| 3 (107)  | JoJolion 3 「その家系図」 - Sono Kakeizu | 19 settembre 2012 ISBN 978-4-08-870526-2 | 14 novembre 2013 ISBN 978-88-6420-712-4  |
| 3 (107)  | Capitoli - 10. California King Bed (3ª parte) (カリフォルニア・キング・ベッド その③?, Kariforunia Kingu Beddo sono 3) - 11. Albero genealogico (家系図?, Kakeizu) - 12–13. Paisley Park e Born This Way (Parti 1–2) (『ペイズリー・パーク』と『ボーン・ディス・ウェイ』 その①〜②?, "Peizurī Pāku" to "Bōn Disu Wei" sono 1–2) |                                          |                                          |
| 3 (107)  | Trama Josuke è intenzionato a scoprire gli oscuri segreti della famiglia Higashikata, così raggiunge una stanza che Norisuke gli aveva proibito di dirigersi, lo studio del capofamiglia, e sfoglia le pagine di un libro scritto da Norisuke Higashikata I, che parla della Steel Ball Run. Josuke nota che alla fine del libro vi è un albero genealogico della famiglia Higashikata, e scopre che la figlia di Norisuke I, ha sposato un certo Johnny Joestar, e nella sua discendenza nota il nome di Yoshikage Kira. Comprende così che Yoshikage Kira, trovato morto nel luogo della muraglia di occhi, è imparentato con gli Higashikata. Scopre anche che la madre, Holly Joestar, è ancora viva. Comunica tutto questo a Yasuho e i due decidono di incontrarsi al santuario. Josuke viene però inseguito da Born This Way, uno stand che si manifesta sotto forma di un motociclista che congela tutto ciò che fa volare via con la sua moto. Josuke capisce che lo stand nemico si attiva solo quando lui apre qualcosa, che sia una porta o un taccuino o un telefono. Nota anche che c'è un altro stand, (Paisley Park) che invece lo sta aiutando e si manifesta sotto forma di GPS nel suo cellulare e gli consiglia dove dirigersi per salvarsi la vita. |                                          |                                          |
| 4 (108)  | JoJolion 4 「レモンとみかん」 - Remon to mikan | 17 maggio 2013 ISBN 978-4-08-870642-9    | 13 febbraio 2014 ISBN 978-88-6420-845-9  |
| 4 (108)  | Capitoli - 14–16. Paisley Park e Born This Way (Parti 3–5) (『ペイズリー・パーク』と『ボーン・ディス・ウェイ』 その③〜⑤?, "Peizurī Pāku" to "Bōn Disu Wei" sono 3–5) - 17. Limone e mandarino (レモンとみかん?, Remon to mikan) - 18. La strada dell'estorsione (1ª parte) (『カツアゲロード』 その①?, "Katsuage Rōdo" sono 1) |                                          |                                          |
| 4 (108)  | Trama Paisley Park è lo stand di Yasuho Hirose, anche se né Josuke né Yasuho stessa ne sono al corrente. Yasuho si dirige all'ospedale dove Holly Joestar è ricoverata. Dopo essere stata cacciata ed essere riuscita a tornare da lei grazie al suo stand che la dirige in qualche modo sempre dove vuole, torna da Holly e questa le dice di "controllare l'albero genealogico". Josuke trova il portatore di Born This Way, che con sorpresa scopre essere Kyo Nijimura, la domestica della famiglia Higashikata. Josuke la interroga su perché l'avesse inseguito. Lei spiega di essere la sorella di Yoshikage Kira, infiltratasi nella famiglia Higashikata cambiando cognome per scoprire i suoi segreti. Nota che Josuke ha delle iridi divise in due parti e anche una lingua divisa in due parti, così porta Josuke vicino alla muraglia d'occhi. Kyo gli spiega con un esempio di un limone e un mandarino, che ciò che è sotterrato nel terreno si scambia, come il limone e il mandarino che ottengono pezzi dell'altro frutto. Josuke comprende così di essere il risultato dello scambio tra Yoshikage Kira e un'altra persona. Sconvolto, decide di scoprire chi sia l'altra persona, ma anche di scoprire sé stesso e i suoi hobby. Chiede così a Norisuke di andare a scuola e lui accetta. |                                          |                                          |
| 5 (109)  | JoJolion 5 「杜王町『1901年』」 - Moriō-chō "Sen Kyū-hyaku Ichi Nen" | 18 ottobre 2013 ISBN 978-4-08-870830-0   | 18 dicembre 2014 ISBN 978-88-6920-145-5  |
| 5 (109)  | Capitoli - 19–21. La strada dell'estorsione (Parti 2–4) (『カツアゲロード』その②〜④?, "Katsuage Rōdo" sono 2–4) - 22. Morio-Cho – Anno 1901 (杜王町『1901年』?, Moriō-chō "Sen Kyū-hyaku Ichi Nen") |                                          |                                          |
| 5 (109)  | Trama Joshu porta Josuke alla via che porta alla sua scuola. Spiega a Josuke che quella è la "Strada dell'estorsione" dove si viene spesso derubati. Prima una donna si lamenta perché Joshu ha accidentalmente pestato il giocattolo della figlia, ed è costretto a ripagarla per quello, poi Josuke distrugge accidentalmente un acquario e uccide la tartaruga al suo interno. Per quando i due siano assolutamente sicuri di non aver commesso quelle azioni, Joshu scopre che scivolando sulle foglie della strada, si va avanti verso un punto e poi si ritorna indietro senza che ci se ne accorga. Josuke è costretto a pagare all'uomo dell'acquario. I due vengono fermati da un gruppo di criminali, che accusano Josuke di aver pestato un loro telefono, e lo costringono a portare una busta ad una donna. Joshu pensa che si possa trattare di uno scambio losco, ma i due vengono bloccati dai poliziotti in borghese. Joshu scappa con 300.000 yen rubati dalla borsa della donna, e viene inseguito dal gruppo di criminali. Josuke comprende che non esiste un portatore di stand in tutto questo, l'effetto delle foglie è puramente naturale e le persone semplicemente lo sfruttano. Josuke scopre che all'interno della busta vi erano solo caramelle e viene lasciato dalla polizia. Josuke utilizza il suo stand per trasferire i soldi nella borsa che ha rubato Joshu a lui, utilizzando le foglie. Joshu viene bloccato dai criminali, ma lui rivela il suo stand Nut King Call, capace di piantare chiodi nei corpi delle persone e staccare e riattaccare gli arti; Joshu scappa. Josuke osserva il Joestar Jizou; il signore dell'acquario gli racconta la "leggenda" di Johnny Joestar: era un fantino statunitense, il quale si sposò con Rina Higashikata; Rina un giorno venne colpita da una tremenda malattia che fa "perdere i ricordi per poi farli riapparire a volte" e l'aveva sfigurata. Johnny decise allora di disseppellire la Sacra Reliquia. Essa aveva la capacità di "rimuovere" la disgrazia di qualcuno passandola ad una persona casuale nel mondo. Johnny tornò in Giappone a "guarire" la malattia della moglie. Tuttavia, la malattia venne trasferita al figlio dei due, George Joestar III, allora Johnny decise di trasferirla a sé stesso. In seguito un masso gli schiacciò la testa, l'14 novembre 1901. Yasuho si dirige nel luogo in cui ha conosciuto Josuke e lì legge un articolo di giornale dell'11 novembre 1901, giorno della morte di Johnny, che riporta la notizia di un neonato non identificato trovato da solo sulla riva del mare e salvato da un pescatore, che era completamente nudo se non per un cappello simile a quello di Johnny e della gioielleria. |                                          |                                          |
| 6 (110)  | JoJolion 6 「東方つるぎの目的 そして建築家」 - Higashikata Tsurugi no mokuteki, soshite kenchikka | 19 marzo 2014 ISBN 978-4-08-870891-1     | 18 marzo 2015 ISBN 978-88-6920-233-9     |
| 6 (110)  | Capitoli - 23–25. L'inganno di Paper Moon (Parti 1–3) (ペーパー・ムーン まやかし その①〜③?, Pēpā Mūn mayakashi sono 1–3) - 26. L'obiettivo di Tsurugi Higashikata e dell'architetto (東方つるぎの目的 そして建築家?, Higashikata Tsurugi no mokuteki, soshite kenchikka) |                                          |                                          |
| 6 (110)  | Trama Yasuho cade nel seminterrato della casa Higashikata, dove incontra il figlio del primogenito Jobin, Tsurugi Higashikata. Scopre che la famiglia Higashikata è da generazioni colpita da una maledizione, per cui i primogeniti della famiglia vengono colpiti all'età di 10 anni da una malattia che li trasforma in pietra. Loro per difendersi da questa malattia si vestono con abiti femminili fino a 12 anni. Yasuho pesta un origami di Tsurugi e abbandona il seminterrato, intenzionata ad incontrare Josuke, si rende conto che non è più in grado di distinguere i volti. Quasi impazzita, dopo essere quasi stata drogata e stuprata, Yasuho torna da Tsurugi, il quale le spiega che questo era tutta opera del suo stand Paper Moon King e che l'aveva attivato su di lei solo per attirarla da lui. |                                          |                                          |
| 7 (111)  | JoJolion 7 「キング・ナッシング」 - Kingu Nasshingu | 19 maggio 2014 ISBN 978-4-08-880087-5    | 17 giugno 2015 ISBN 978-88-6920-324-4    |
| 7 (111)  | Capitoli - 27–29. Norisuke Higashikata, Tsurugi Higashikata e Yotsuyu Yagiyama (Parti 1–3) (東方憲助と東方つるぎと八木山夜露 その①〜③?, Higashikata Norisuke to Higashikata Tsurugi to Yagiyama Yotsuyu sono 1–3) - 30. King Nothing (キング・ナッシング?, Kingu Nasshingu) |                                          |                                          |
| 7 (111)  | Trama Josuke comprende che Yasuho è stata vittima di un attacco stand, così insegue Tsurugi fino al frutteto Higashikata. Lì incontra Norisuke, a cui chiede apertamente se sia stato lui ad uccidere Yoshikage Kira. Norisuke nega, dando tre motivazioni: essendo collegato alla famiglia Higashikata, prova rimorso per la sua morte; conoscendo il potere del terreno attorno alla villa Higashikata, sapeva che Josuke fosse il risultato di una fusione tra Kira e un'altra persona e di conseguenza non avrebbe mai adottato Josuke ed anzi l'avrebbe eliminato; Kira aveva scoperto una cura per la malattia che affligge i primogeniti Higashikata, quindi Norisuke ne aveva bisogno ed è per questo che ha adottato Josuke, sperando nella parte di lui che è Kira. Afferma inoltre di non conoscere l'identità dell'altra persona oltre a Kira. I due vengono attaccati da Yotsuyu Yagiyama, l'architetto che aveva costruito la villa Higashikata, il cui potere stand "I Am a Rock" è capace di attirare tanti oggetti della stessa tipologia nello stesso punto ad elevata velocità. Norisuke utilizza il suo stand, King Nothing, per individuare l'odore di Yasuho e sapere sempre dove si trovi. |                                          |                                          |
| 8 (112)  | JoJolion 8 「毎日が夏休み」 - Mainichi ga natsuyasumi | 17 ottobre 2014 ISBN 978-4-08-880238-1   | 20 gennaio 2016 ISBN 978-88-6920-643-6   |
| 8 (112)  | Capitoli - 31–32. I am a Rock (Parti 1–2) (『アイ・アム・ア・ロック』その①〜②?, "Ai Amu A Rokku" sono 1–2) - 33. Josuke va all'Higashikata Fruits Parlor (定助!東方フルーツパーラーへ行く?, Jōsuke! Higashikata Furūtsu Pārā e iku) - 34. Ogni giorno è come essere durante le vacanze estive (1ª parte) (毎日が夏休み その①?, Mainichi ga natsuyasumi sono 1) |                                          |                                          |
| 8 (112)  | Trama Josuke nota che Yotsuyu è capace di trasformarsi in roccia e Norisuke comprende che non si tratta di un umano, la sua capacità di tramutarsi in roccia non è dovuta al suo stand ma alla sua biologia. Josuke si butta in mare con Yotsuyu in stato di roccia e lì comunica trasportando il suono tra le sue bolle. Yotsuyu muore senza svelare a Josuke la sua vera identità, nonostante avesse fatto intendere di averlo conosciuto in passato, rompendosi come una pietra. Ciò che rimane del suo corpo in pietra viene raccolto da Norisuke, intenzionato ad indagare su questi "Uomini Roccia". Inoltre Tsurugi, il quale aveva aiutato Yotsuyu, afferma di aver visto quest'ultimo guarire un cane che si era tramutato in pietra, nutrendolo con un particolare frutto. Il medesimo tipo di frutto viene trovato da Josuke in mare, così lui e Norisuke decidono di scoprire di che si tratti andando all'Higashikata Fruit Parlor, dove vi sono i registri dei frutti di tutto il mondo. Lì incontrano Jobin Higashikata, il primogenito di Norisuke tornato dal viaggio nel sud-est asiatico. Jobin regala a Josuke un cervo volante, ma mentre Jobin e Norisuke parlano, lo stand di Norisuke, King Nothing, che aveva riconosciuto l'odore del frutto misterioso, si manifesta su un fazzoletto di Jobin. Josuke decide così di indagare sul primogenito. |                                          |                                          |
| 9 (113)  | JoJolion 9 「長男・東方常敏」 - Danchō: Higashikata Jōbin | 19 febbraio 2015 ISBN 978-4-08-880314-2  | 18 maggio 2016 ISBN 978-88-6420-477-2    |
| 9 (113)  | Capitoli - 35–37. Ogni giorno è come essere durante le vacanze estive (Parti 2–4) (毎日が夏休み その②〜④?, Mainichi ga natsuyasumi sono 2–4) - 38. Jobin Higashikata è un portatore di stand (東方常敏はスタンド使い?, Higashikata Jōbin wa Sutando tsukai) |                                          |                                          |
| 9 (113)  | Trama Josuke fa la sua scommessa contro Jobin per aiutare Tsurugi e Yasuho a scoprire esattamente come si è imbattuto nello strano frutto di Locacaca. Gli viene detto che metterà un cervo volante gigante contro uno dei coleotteri preferiti di Jobin; lungo la strada, si rende conto che ciò in cui è effettivamente entrato è una battaglia di ingegno e stand. |                                          |                                          |
| 10 (114) | JoJolion 10 「ロカカカの樹を追え!」 - Rokakaka no ki o oe! | 17 luglio 2015 ISBN 978-4-08-880436-1    | 19 ottobre 2016 ISBN 978-88-226-0330-2   |
| 10 (114) | Capitoli - 39–42. Doobie Wah (Parti 1–4) (ドゥービー・ワゥ その①〜④?, Dūbī Wau sono 1–4) |                                          |                                          |
| 10 (114) | Trama Con le informazioni dall'auto di Jobin, Yasuho e Tsurugi rintracciano il misterioso commerciante di Rokakaka Aisho Dainenjiyama. Tuttavia, questi scopre presto la loro presenza e cerca di ucciderli con il suo Stand, mettendo in fuga i due mentre Doobie Wah, simile a un tornado, li rintraccia. |                                          |                                          |
| 11 (115) | JoJolion 11 「双児が町にやって来る」 - Sōji ga machi ni yattekuru | 18 dicembre 2015 ISBN 978-4-08-880548-1  | 18 gennaio 2017 ISBN 978-88-226-0448-4   |
| 11 (115) | Capitoli - 43–46. Love Love Deluxe (Parti 1–4) (ラブラブデラックス その①〜④?, Rabu Rabu Derakkusu sono 1–4) |                                          |                                          |
| 11 (115) | Trama Dopo che Dainenjiyama è stato sconfitto, Yasuho e Josuke finalmente si incontrano, ma Josuke è distratto da una giovane donna che sembra sapere chi è. Incontra la donna, Karera Sakunami, per scoprire che conosce la sua identità originale; prima che possa imparare abbastanza da lei, i due vengono attaccati da una coppia di gemelli che usano degli Stand. Segue uno scontro tra Josuke e i fratelli A. Phex. Josuke riesce a bloccare il gas velenoso di Schott Key No.2, quando il fratello maggiore lo afferra e sposta del gas velenoso dalla sua mano sinistra a quella destra, Josuke saccheggia il gas velenoso e lo prende in ostaggio con le bolle intorno alla sua testa. Quando l'anziano, inzuppato di gas, viene incendiato da Karera, suo fratello corre verso di lui, dimenticando le bolle che scoppiano e lo avvolgono nel gas velenoso. Entrambi gli uomini roccia vengono di conseguenza uccisi. Karera, capendo finalmente che Kira e Josuke hanno effettuato uno scambio equivalente, se ne va prima che Josuke possa chiederle qualcos'altro. |                                          |                                          |
| 12 (116) | JoJolion 12 「鳩ちゃんのボーイフレンド」 - Hato-chan no bōifurendo | 18 marzo 2016 ISBN 978-4-08-880647-1     | 17 maggio 2017 ISBN 978-88-226-0493-4    |
| 12 (116) | Capitoli - 47–49. Hato ha portato il suo fidanzato a casa (Parti 1–3) (鳩ちゃんがボーイフレンドを連れて来た その①〜③?, Hato-chan ga bōifurendo o tsuretekita sono 1–3) - 50. Vitamin C and Killer Queen (1ª parte) (ビタミンＣとキラークイーン その①?, Bitamin Shī to Kirā Quīn sono 1) |                                          |                                          |
| 12 (116) | Trama Hato presenta il suo ragazzo, Tamaki Damo, agli Higashikata, che vengono presto resi inabili dallo Stand di Damo, in grado di liquefare le persone. Durante l'interrogatorio di Norisuke, Damo inizia a rivelare il passato di Kira e Josefumi. |                                          |                                          |
| 13 (117) | JoJolion 13 「ウォーキング・ハート」 - Wōkingu Hāto | 19 luglio 2016 ISBN 978-4-08-880742-3    | 19 luglio 2017 ISBN 978-88-226-0637-2    |
| 13 (117) | Capitoli - 51–53. Vitamin C and Killer Queen (Parti 2–4) (ビタミンＣとキラークイーン その②〜④?, Bitamin Shī to Kirā Quīn sono 2–4) - 54. Walking Heart (ウォーキング・ハート?, Wōkingu Hāto) |                                          |                                          |
| 13 (117) | Trama La storia di Kira e Josefumi continua mentre si confrontano con gli Umani Roccia. Josefumi Kujo aveva scelto di aiutare Yoshikage nell'usare il Rokakaka (frutto che, se mangiato, fa scattare un fenomeno chiamato "scambio equivalente", in cui viene istantaneamente guarita una qualsiasi ferita in cambio della trasformazione in pietra di una parte casuale del corpo) per guarire la misteriosa malattia che ha colpito Holly. Josefumi e Yoshikage, ormai in fin di vita in seguito a un combattimento contro l'organizzazione per il contrabbando del Rokakaka, avevano il frutto per poter guarire le loro ferite: lo scambio equivalente agisce in modo che nasca una persona nuova, ovvero Josuke, ma lasciando morire i due corpi originali. Nel presente, Josuke e Hato tentano di superare l'abilità di Damo. |                                          |                                          |
| 14 (118) | JoJolion 14 「東方家の夜明け」 - Higashikata-ka no yoake | 19 dicembre 2016 ISBN 978-4-08-880880-2  | 18 ottobre 2017 ISBN 978-88-226-0738-6   |
| 14 (118) | Capitoli - 55. Walking Heart, Breaking Heart (ウォーキング・ハート、ブレイキング・ハート?, Wōkingu Hāto, Bureikingu Hāto) - 56–57. Milagro Man (Parti 1–2) (ミラグロマン その①〜②?, Miraguro Man sono 1–2) - 58. L'alba della Famiglia Higashikata (東方家の夜明け?, Higashikata-ka no yoake) |                                          |                                          |
| 14 (118) | Trama Dopo la sconfitta di Damo, Joshu sembra avere fortuna mentre i soldi che ruba iniziano a moltiplicarsi. Nel frattempo, Kaato Higashikata, l'ex moglie di Norisuke, viene rilasciata dal carcere dopo una condanna per omicidio di 15 anni. |                                          |                                          |
| 15 (119) | JoJolion 15 「ドロミテの青い珊瑚礁」 - Doromite no aoi sangoshō | 19 luglio 2017 ISBN 978-4-08-880882-6    | 18 aprile 2018 ISBN 978-88-226-0979-3    |
| 15 (119) | Capitoli - 59–62. La scogliera corallina blu di Dolomite (Parti 1–4) (ドロミテの青い珊瑚礁 その①〜④?, Doromite no aoi sangoshō sono 1–4) |                                          |                                          |
| 15 (119) | Trama Jobin chiede l'aiuto dello stand Blue Hawaii di Dolomite, che può controllare coloro che toccano le sue vittime, per eliminare Josuke. |                                          |                                          |
| 16 (120) | JoJolion 16 「母と子」 - Haha to ko | 19 settembre 2017 ISBN 978-4-08-881233-5 | 19 dicembre 2018 ISBN 978-88-226-1195-6  |
| 16 (120) | Capitoli - 63. La scogliera corallina blu di Dolomite (5ª parte) (ドロミテの青い珊瑚礁 その⑤?, Doromite no aoi sangoshō sono 5) - 64. Madre e figlio (母と子?, Haha to ko) - 65–66. La persona esperta di piante - Rai Mamezuku (età 31 anni) - (Parti 1–2) (植物鑑定人 - 豆銑 礼(31) その①〜②?, Shokubutsukanteinin - Rai Mamezuku (31) sono 1–2) |                                          |                                          |
| 16 (120) | Trama Dopo la sconfitta di Dolomite, Josuke e Yasuho si incontrano con l'esperto di piante Rai Mamezuku su ordine di Norisuke. Il trio viene presto attaccato da Urban Guerilla e dal suo animale domestico, Doremifasolati Do. |                                          |                                          |
| 17 (121) | JoJolion 17 「鼻炉山から脱出しろ」 - Hanareroyama kara Dasshutsu Shiro | 19 dicembre 2017 ISBN 978-4-08-881443-8  | 20 marzo 2019 ISBN 978-88-226-1292-2     |
| 17 (121) | Capitoli - 67. La persona esperta di piante - Rai Mamezuku (età 31 anni) - (3ª parte) (植物鑑定人 - 豆銑 礼(31) その③?, Shokubutsukanteinin - Rai Mamezuku (31) sono 3) - 68–70. Urban Guerrilla e Doremifasolati Do (Parti 1–3) (アーバン・ゲリラとドレミファソラティ・ド その①〜③?, Āban Gerira to Doremifasorati Do sono 1–3) |                                          |                                          |
| 17 (121) | Trama La battaglia contro Urban Guerilla e Doremifasolati Do continua mentre Josuke, Yasuho e Mamezuku cercano di evitare di essere dissolti. |                                          |                                          |
| 18 (122) | JoJolion 18 「東方家の北。果樹園」 - Higashikata-ke no kita, kajuen | 19 luglio 2018 ISBN 978-4-08-881452-0    | 16 ottobre 2019 ISBN 978-88-226-1484-1   |
| 18 (122) | Capitoli - 71. Il fermacapelli della dinastia Qing (清の時代の髪留め?, Shin no jidai no kamidome) - 72. A nord della residenza Higashikata, il frutteto (東方家の北。果樹園?, Higashikata-ke no kita. Kajuen) - 73–74. La pressione di Ozone Baby (Parti 1–2) (オゾン・ベイビーの加圧 その①〜②?, Ozon Beibī no kaatsu sono 1–2) |                                          |                                          |
| 18 (122) | Trama Con i loro nemici sconfitti, Mamezuku manda Yasuho a casa mentre lui e Josuke si dirigono verso il frutteto degli Higashikata. Nel frattempo, Jobin pianta uno Stand nel frutteto, ignaro delle vere intenzioni del suo utilizzatore. |                                          |                                          |
| 19 (123) | JoJolion 19 「整形外科医 – 羽伴毅先生」 - Seikeigekai – Ū Tomoki-sensei | 19 ottobre 2018 ISBN 978-4-08-881596-1   | 20 novembre 2019 ISBN 978-88-226-1671-5  |
| 19 (123) | Capitoli - 75–76. La pressione di Ozone Baby (Parti 3–4) (オゾン・ベイビーの加圧 その③〜④?, Ozon Beibī no kaatsu sono 3–4) - 77. Verso l'ospedale dell'Università TG (TG大学病院へ行く?, Tījī Daigaku Byōin he iku) - 78. Il medico chirurgo specialista in ortopedia - Il dottor Tomoki Wu (整形外科医 – 羽伴毅先生?, Seikeigekai – Ū Tomoki-sensei) |                                          |                                          |
| 19 (123) | Trama La battaglia tra Josuke e Poor Tom raggiunge un punto di ebollizione mentre il frutteto brucia. Più tardi, Yasuho incontra Mitsuba al TG University Hospital, assistendo ai drastici risultati del trattamento ripetuto di quest'ultimo. |                                          |                                          |
| 20 (124) | JoJolion 20 「一緒にお願い。ドクター・ウー」 - Issho ni Onegai. Dokutā Ū | 19 marzo 2019 ISBN 978-4-08-881777-4     | 17 giugno 2020 ISBN 978-88-226-1768-2    |
| 20 (124) | Capitoli - 79–82. Doctor Wu e Awaking III Leaves (Parti 1–4) (ドクター・ウーと目醒める3枚の葉っぱ その①〜④?, Dokutā Ū to Mezameru Sanmai no Happa Sono 1–4) |                                          |                                          |
| 20 (124) | Trama Il medico di Mitsuba, Wu Tomoki, si rivela essere un Uomo Roccia. Mentre i due cercano di sfuggire al suo attacco Stand, Yasuho testimonia l'abilità di Mitsuba. |                                          |                                          |
| 21 (125) | JoJolion 21 「ザ・ワンダー・オブ・ュー」 - Za Wandā Obu Yū | 19 luglio 2019 ISBN 978-4-08-882015-6    | 16 settembre 2020 ISBN 978-88-226-1852-8 |
| 21 (125) | Capitoli - 83. Il nuovo Rokakaka (新しいロカカカ?, Atarashī Rokakaka) - 84–86. The Wonder of You (il tuo miracoloso amore) - (Parti 1–3) (ザ・ワンダー・オブ・ュー(君の奇跡の愛) その①〜③?, Za Wandā Obu Yū (Kimi No Kiseki No Ai) Sono 1–3) |                                          |                                          |
| 21 (125) | Trama Dopo aver sconfitto Wu Tomoki, Josuke, Yasuho e Mamezuku decidono di inseguire il medico capo dell'università, Satoru Akefu, che apparentemente segue Mitsuba mentre torna a casa. Ma si accorgono presto che accade qualcosa di strano: dei fenomeni (detti "calamità") si intromettono nell'inseguimento impedendo loro di avvicinarsi in alcun modo a Satoru. |                                          |                                          |
| 22 (126) | JoJolion 22 「TG大学病院院長 - 明負悟」 - TG Daigaku Byōin Inchō - Akefu Satoru | 19 dicembre 2019 ISBN 978-4-08-882167-2  | 18 novembre 2020 ISBN 978-88-226-2013-2  |
| 22 (126) | Capitoli - 87–90. The Wonder of You (il tuo miracoloso amore) - (Parti 4–7) (ザ・ワンダー・オブ・ュー(君の奇跡の愛) その④〜⑦?, Za Wandā Obu Yū (Kimi No Kiseki No Ai) Sono 4–7) |                                          |                                          |
| 22 (126) | Trama Un nemico del passato di Kira attacca Jobin nella speranza di impadronirsi del nuovo frutto di Rokakaka. Nel frattempo, Josuke e Mamezuku realizzano il vero potere del loro nemico. |                                          |                                          |
| 23 (127) | JoJolion 23 「胸いっぱいの愛を」 - Mune ippai no ai wo | 17 aprile 2020 ISBN 978-4-08-882278-5    | 17 marzo 2021 ISBN 978-88-226-2186-3     |
| 23 (127) | Capitoli - 91–94. The Wonder of You (il tuo miracoloso amore) - (Parti 8–11) (ザ・ワンダー・オブ・ュー(君の奇跡の愛) その⑧〜⑪?, Za Wandā Obu Yū (Kimi No Kiseki No Ai) Sono 8–11) |                                          |                                          |
| 23 (127) | Trama Josuke incontra Holly all'ospedale, che gli consiglia di farsi inseguire dal primario. Allo stesso tempo, Yasuho indaga sulla tenuta degli Higashikata, dove la scoperta di Paisley Park da parte di Jobin la mette in grave pericolo. |                                          |                                          |
| 24 (128) | JoJolion 24 「動かないしかない」 - Ugokanai shikanai | 16 ottobre 2020 ISBN 978-4-08-882394-2   | 14 luglio 2021 ISBN 978-88-226-2412-3    |
| 24 (128) | Capitoli - 95. The Wonder of You (il tuo miracoloso amore) - (12ª parte) (ザ・ワンダー・オブ・ュー(君の奇跡の愛) その⑫?, Za Wandā Obu Yū (Kimi No Kiseki No Ai) Sono 12) - 96. L'unica cosa da fare è rimanere fermi (動かないしかない?, Ugokanai Shikanai) - 97–98. The Wonder of You (il tuo miracoloso amore) - (Parti 14–15) (ザ・ワンダー・オブ・ュー(君の奇跡の愛) その⑭〜⑮?, Za Wandā Obu Yū (Kimi No Kiseki No Ai) Sono 14–15) |                                          |                                          |
| 24 (128) | Trama Quando la famiglia Higashikata scopre il frutto, la calamità si avvicina a Jobin. Nel frattempo, Josuke e Mamezuku lottano per sconfiggere l'Animale Roccia domestico del Direttore sanitario, Dododo De Dadada. |                                          |                                          |
| 25 (129) | JoJolion 25 「究極のジレンマ」 - Kyūkyoku no jirenma | 18 dicembre 2020 ISBN 978-4-08-882544-1  | 20 ottobre 2021 ISBN 978-88-226-2586-1   |
| 25 (129) | Capitoli - 99–102. The Wonder of You (il tuo miracoloso amore) - (Parti 16–19) (ザ・ワンダー・オブ・ュー(君の奇跡の愛) その⑯〜⑲?, Za Wandā Obu Yū (Kimi No Kiseki No Ai) Sono 16–19) |                                          |                                          |
| 25 (129) | Trama Mamezuku è ferito a morte, ma rivela un potere nascosto nell'abilità di Josuke. Nel frattempo, Yasuho insegue il sospetto che il ramo sia con gli Higashikata, rivelando alla fine il ramo alla famiglia per caso. Norisuke affronta Jobin, che lo rende inabile; lo stesso Jobin viene ucciso poco dopo dalla forza della calamità. Quando Tooru arriva alla tenuta di Higashikata, Yasuho realizza la sua vera identità come portatore dello Stand di Wonder of U. |                                          |                                          |
| 26 (130) | JoJolion 26 「ゴー・ビヨンド」 - Gō Biyondo | 19 maggio 2021 ISBN 978-4-08-882697-4    | 16 marzo 2022 ISBN 978-88-226-3049-0     |
| 26 (130) | Capitoli - 103–104. The Wonder of You (il tuo miracoloso amore) - (Parti 20–21) (ザ・ワンダー・オブ・ュー(君の奇跡の愛) その⑳〜㉑?, Za Wandā Obu Yū (Kimi No Kiseki No Ai) Sono 20–21) - 105. La sicurezza prima di tutto (無事が何より?, Buji ga Nani yori) - 106. Go beyond (ゴー・ビヨンド?, Gō Biyondo) |                                          |                                          |
| 26 (130) | Trama Nonostante gli avvertimenti di Tooru che contattare i suoi alleati la metterà sulla linea di tiro della calamità, Yasuho chiama Josuke e lo informa delle sue scoperte. Sebbene Akefu sfugga all'attacco di Josuke, Josuke e Yasuho combinano le loro abilità con lo Spin di Josuke per attaccare Tooru con una bolla transitoria. Ferito gravemente, Tooru mangia uno dei nuovi frutti di Rokakaka e tenta di avviare uno scambio, solo per essere bloccato a terra dalla madre di Jobin, Kaato Higashikata |                                          |                                          |
| 27 (131) | JoJolion 27 「全ての呪いが解けるとき」 - Subete no noroi ga tokeru toki | 17 settembre 2021 ISBN 978-4-08-882836-7 | 13 luglio 2022 ISBN 978-88-226-3326-2    |
| 27 (131) | Capitoli - 107. Quando tutte le maledizioni si sciolgono (全ての呪いが解けるとき?, Subete no Noroi ga Tokeru Toki) - 108. Go beyond (2ª parte) (ゴー・ビヨンド その②?, Gō Biyondo Sono 2) - 109. Il caso Radio Gaga (anno 1941) (ラヂオ・ガガ事件(1941年）?, Radjio Gaga Jiken (1941-nen)) - 110. Higashikata Fruits Parlor (東方フルーツパーラー?, Higashikata Furūtsu Pārā) |                                          |                                          |
| 27 (131) | Trama Kaato costringe Tooru a scambiare con Tsurugi e a ricevere la sua maledizione, uccidendo sia Tooru che se stessa e distruggendo l'ultimo frutto del nuovo ramo di Locacaca nel processo. La storia risale al 1941, quando un'anziana Lucy Steel arriva a Morioh per indagare sul frutto di Locacaca per conto della Speedwagon Foundation. Alla stazione dei treni, incontra un giovane di nome Josefumi, anche lui in visita a Morioh. I due si dirigono verso la tenuta di Higashikata, ma vengono attaccati da una ringhiera; Lucy riesce a fuggire per un pelo dopo che Josefumi ha attaccato la ringhiera con il suo Stand. Quando i due scappano, Josefumi si rivela essere Joseph Joestar, nipote di Johnny Joestar e padre di Holy Joestar-Kira. Mentre la famiglia Higashikata piange la loro perdita, Yasuho vede un barlume di speranza negli occhi di Tsurugi mentre le ambulanze arrivano sulla scena. Josuke si riunisce con Yasuho e i due visitano Holy in ospedale. Sebbene Yasuho scorga la madre di Josefumi Kujo, Josuke decide di non seguirla, poiché ha accettato di non essere né Josefumi né Kira. I due si incontrano ancora una volta con la famiglia Higashikata in una pasticceria, mentre la famiglia cerca di decidere una torta per celebrare la dimissione di Norisuke dall'ospedale. La famiglia alla fine decide di lasciare la decisione a Josuke; Yasuho si congeda, soddisfatta che Josuke abbia trovato una famiglia amorevole. |                                          |                                          |

## Parte 9
La nona parte The JoJoLands è pubblicata nel medesimo modo della precedente: presenta in copertina il proprio titolo con la didascalia JoJo's Bizarre Adventure Part 9 (ジョジョの奇妙な冒険 第9部?, Jojo no kimyō na bōken dai 9 bu) e ha una numerazione indipendente dalle altre parti.
| Nº      | Titolo italiano (traduzione letterale) Giapponese 「Kanji」 - Rōmaji | Data di prima pubblicazione             | Data di prima pubblicazione                                                               |
| Nº      | Titolo italiano (traduzione letterale) Giapponese 「Kanji」 - Rōmaji | Giapponese                              | Italiano                                                                                  |
| 1 (132) | Partenza (Departure) 「出発（DEPARTURE）」 - Shuppatsu (Dipāchā) | 18 agosto 2023 ISBN 978-4-08-883606-5   | 20 maggio 2025 ISBN 978-88-226-5639-1 (ed. regolare) ISBN 978-88-226-5723-7 (ed. variant) |
| 1 (132) | Capitoli (traduzioni letterali dei titoli) - 1. Partenza (Departure) (出発（DEPARTURE）?, Shuppatsu (Dipāchā)) - 2. South King Street (サウス・キング・ストリート?, Sausu Kingu Sutorīto) - 3–4. La villa dell'isola di Hawaii (Parti 1–2) (ハワイ島の別荘 その①〜②?, Hawai-tō no bessō - sono 1–2)                                                                 |                                         |                                                                                           |
| 2 (133) | "Salite in alto" 「『上がって行け』」 - Agatte ike | 19 dicembre 2023 ISBN 978-4-08-883765-9 | 17 giugno 2025 ISBN 978-88-226-5645-2                                                     |
| 2 (133) | Capitoli (traduzioni letterali dei titoli) - 5. "Salite in alto" (『上がって行け』?, "Agatte ike") - 6–8. Monte Hualālai - Cat Size (Parti 1–3) (フアラライ山 - キャット・サイズ その①〜③?, Huararai-san - Kyatto Saizu - sono 1–3) |                                         |                                                                                           |
| 3 (134) | "Tempo di fare soldi" 「『金儲けの時間』」 - Kanemōke no Jikan | 18 aprile 2024 ISBN 978-4-08-884038-3   | 26 agosto 2025 ISBN 978-88-226-5849-4                                                     |
| 3 (134) | Capitoli (traduzioni letterali dei titoli) - 9–11. Kailua-Kona - Tempo di attesa per il volo (Parti 1–3) (カイルア・コナ - フライト待ち時間 その①〜③?, Kairua Kona - Furaito Machijikan - sono 1–3) - 12. Charming Man (チャーミング・マン?, Chāmingu Man) |                                         |                                                                                           |
| 4 (135) | "Fratelli Joestar" 「『ジョースター兄弟』」 - Jōsutā Kyōdai | 19 agosto 2024 ISBN 978-4-08-884157-1   | 28 ottobre 2025 ISBN 978-88-226-6183-8                                                    |
| 4 (135) | Capitoli (traduzioni letterali dei titoli) - 13. Fratelli Joestar (ジョースター兄弟?, Jōsutā Kyōdai) - 14–15. Puntare a quei cinquanta miliardi di dollari (Parti 1–2) (その価値５００億ドルを狙え その①〜②?, Sono Kachi 500 Oku-Doru o Nerae Sono 1–2) - 16. Lulu's Bags Groove (Parte 1) (バグス・グルーヴのルルちゃん その①?, Bagusu Gurūvu no Ruru-chan Sono 1) |                                         |                                                                                           |
| 5 (136) | "Deed" 「『DEED（土地譲渡証書）』」 - "Dīdo (Tochi jōto shōsho)" | 18 dicembre 2024 ISBN 978-4-08-884298-1 | —                                                                                         |
| 5 (136) | Capitoli (traduzioni letterali dei titoli) - 17. Lulu's Bags Groove (Parte 2) (バグス・グルーヴのルルちゃん その②?, Bagusu Gurūvu no Ruru-chan Sono 2) - 18–20. Lulu e Bobby Jean (Parti 1–3) (ルルちゃんとボビー・ジーン その①〜③?, Ruru-chan to Bobī Jīn Sono 1–3)                                                                                                |                                         |                                                                                           |

### Capitoli non ancora in formatotankōbon
Questa lista è suscettibile di variazioni e potrebbe essere incompleta o non aggiornata.

- 21. Sospetti di scorrettezza della società HOWLER (HOWLER社不正疑惑?, Haurā-sha fusei giwaku)
- 22-24. Recupero crediti della banca Dolphin (Parti 1-3) (ドルフィン銀行の取り立て その①〜③?, Dorufin ginkō no toritate sono 1-3)